# Stagione degli uragani atlantici del 2020

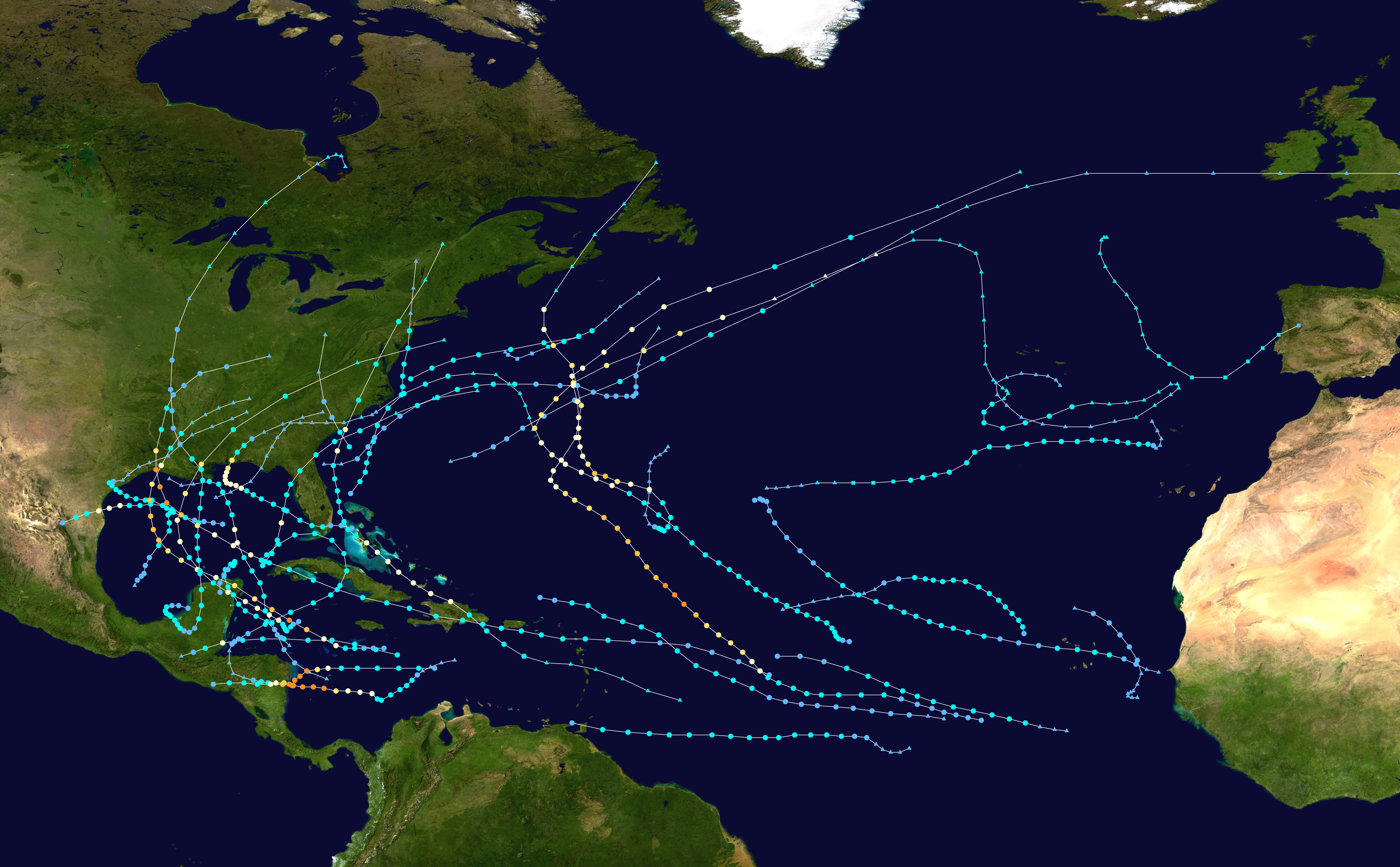
Mappa con percorso e intensità di tutte le tempeste.

La stagione degli uragani atlantici del 2020 è stata una stagione iperattiva e distruttiva, iniziata il 16 maggio 2020, con la formazione della tempesta tropicale Arthur, e terminata il 18 novembre 2020, con il dissipamento dell'uragano Iota. Per la seconda volta, dopo la stagione del 2005, la lista di nomi predefinita è stata esaurita e il NHC è dovuto ricorrere alla lista ausiliaria con i nomi delle lettere greche.
Durante la stagione si sono formati 30 cicloni tropicali o subtropicali, battendo il precedente record di 28 stabilito nel 2005, e dei quali 11 sono approdati negli Stati Uniti continentali, superando il record di 9 risalente al 1916. Dei 14 uragani della stagione, sette sono diventati uragani maggiori, eguagliando il record stabilito nel 2005. Inoltre, 10 cicloni tropicali sono andati incontro a una rapida intensificazione, stesso numero record del 1995.
Per il sesto anno consecutivo la prima tempesta si è sviluppata prima del 1º giugno, inizio ufficiale della stagione così come definito dalla NOAA. A causa della pandemia di COVID-19, diversi funzionari negli Stati Uniti avevano espresso preoccupazione su come l'impatto della stagione avrebbe potuto esacerbare il problema dei contagi.

## Previsioni
Ogni anno, prima e durante la stagione, diversi servizi meteorologici nazionali ed agenzie scientifiche cercano di stimare il numero di tempeste tropicali, uragani e uragani maggiori che andranno a formarsi. Tra questi ci sono il consorzio Tropical Storm Risk dell'University College di Londra (TSR), la Colorado State University (CSU) e la National Oceanic and Atmospheric Administration (NOAA). In media, tra il 1981 e il 2010, una stagione degli uragani ha prodotto dodici tempeste tropicali, sei uragani e tre uragani maggiori, con un accumulated cyclone energy (ACE) tra 66 e 103.
La prima previsione è stata pubblicata dal TSR il 19 dicembre 2019 e preannunciava una stagione leggermente superiore alla media, con 12 tempeste tropicali, 7 uragani e 4 uragani maggiori, a causa di una temperatura superficiale marina leggermente sopra la media nell'Atlantico centrale e di una fase neutra di El Niño nel Pacifico equatoriale. Il 2 aprile 2020, la Colorado State University ha pubblicato la sua previsione, stimando una stagione leggermente superiore alla media con 16 tempeste tropicali, 8 uragani, 4 uragani maggiori e un ACE di 150. Cinque giorni più tardi, il TSR ha rivisto la sua previsione a rialzo, con 16 tempeste tropicali, 8 uragani, 3 uragani maggiori e un ACE di 130. Il 21 maggio, la NOAA ha rilasciato la sua prima previsione, che pronosticava il 60% di probabilità di una stagione sopra la media con 13-19 tempeste tropicali, 6-10 uragani, 3-6 uragani maggiori e un ACE tra il 110% e il 190% di quello medio stagionale.
Tra maggio e luglio, sia la Colorado State University che il TSR hanno continuato ad aggiornare le loro previsioni a rialzo. Il 5 agosto, la Colorado State University ha rilasciato la sua ultima previsione, in cui si stimava un'attività vicina a quella record del 2005, con 24 tempeste tropicali, 12 uragani e 5 uragani maggiori, a causa di un debole wind shear e di temperature decisamente oltre la media nell'Atlantico e dello sviluppo di La Niña. Lo stesso giorno anche il TSR ha rilasciato la sua ultima previsione, che preannunciava un'attività record con 24 tempeste tropicali, 10 uragani e 4 uragani maggiori. Il 6 agosto, la NOAA ha rilasciato il suo secondo bollettino previsionale, che pronosticava una stagione "estremamente attiva" con 19-25 tempeste tropicali, 7-11 uragani e 3-6 uragani maggiori; una delle previsioni più alte mai rilasciate dalla NOAA per il bacino Atlantico.

## Nomenclatura
La seguente lista di nomi è stata utilizzata per le tempeste tropicali che si sono formate nell'Atlantico nel 2020. Si tratta della stessa lista del 2014 e verrà riutilizzata, esclusi i nomi ritirati, nel 2026. I nomi Isaias, Paulette, Rene, Sally, Teddy, Vicky e Wilfred sono stati usati per la prima volta. Isaias e Paulette avevano rimpiazzato Ike e Paloma dopo il 2008, ma non erano stati impiegati nel 2014, gli altri invece non erano mai stati utilizzati dalla loro introduzione con la stagione del 1984. Per la seconda volta dopo la stagione del 2005, essendo stata esaurita la lista di nomi predefinita, si è dovuti ricorrere, così come previsto dai protocolli dell'organizzazione meteorologica mondiale (OMM), alla lista ausiliaria formata dai nomi delle lettere dell'alfabeto greco.
| - Arthur - Bertha - Cristobal - Dolly - Edouard - Fay - Gonzalo | - Hanna - Isaias - Josephine - Kyle - Laura - Marco - Nana | - Omar - Paulette - Rene - Sally - Teddy - Vicky - Wilfred |
| Lista ausiliaria                                                |                                                            |                                                            |
| - Alpha - Beta - Gamma                                          | - Delta - Epsilon - Zeta                                   | - Eta - Theta - Iota                                       |

Il 17 marzo 2021, l'organizzazione meteorologica mondiale ha ritirato il nome Laura, che sarà rimpiazzato da Leah a partire dalla stagione del 2026, insieme alle lettere greche Eta e Iota. L'OMM ha anche stabilito che l'uso delle lettere greche sarebbe stato interrotto e che, a partire dalla stagione del 2021, se la lista di nomi predefinita dovesse essere esaurita sarà utilizzato invece un elenco ausiliario composto da 21 nomi aggiuntivi.

## Tempeste

### Tempesta tropicale Arthur

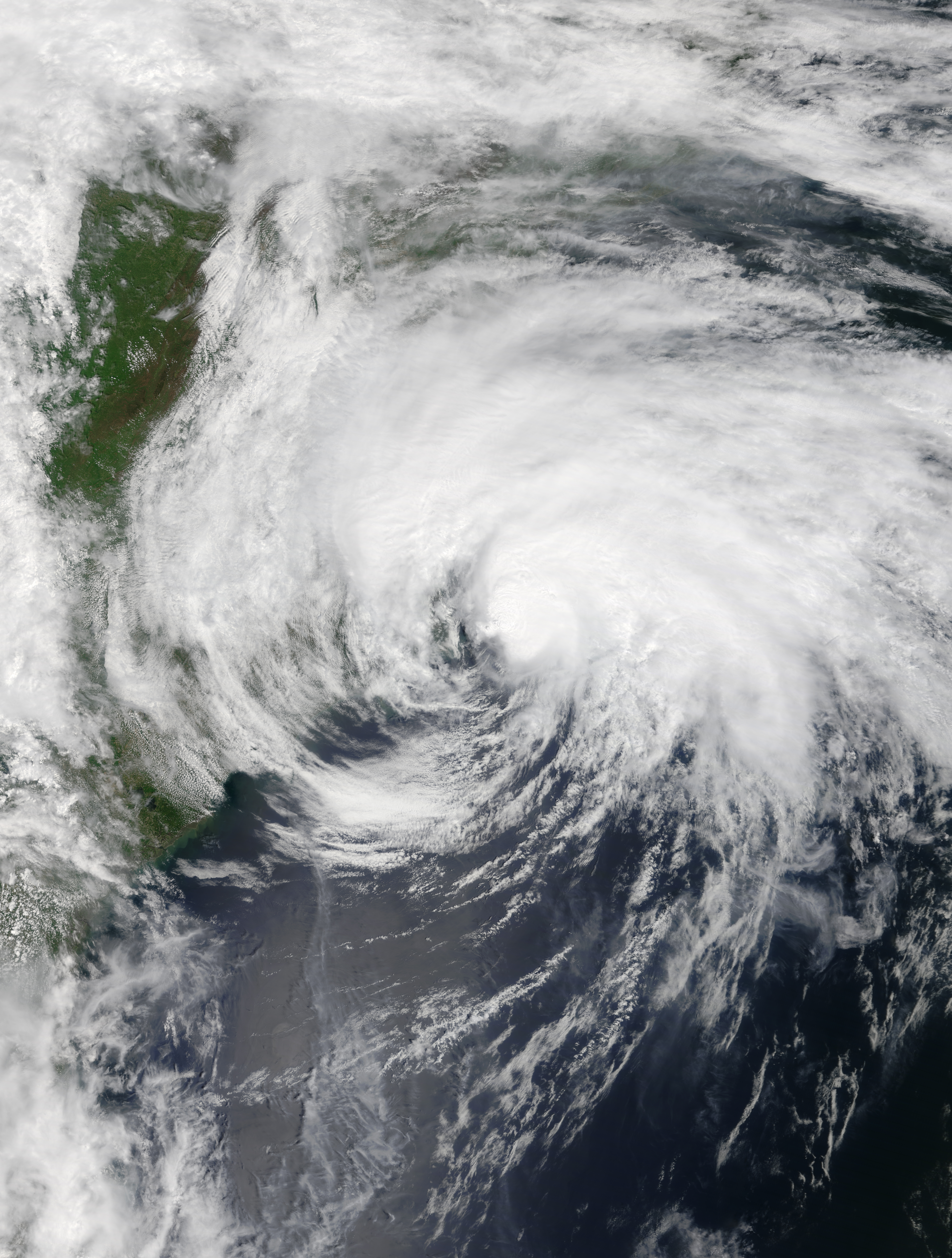
La tempesta Arthur il 18 maggio.

La mattina del 14 maggio 2020, il National Hurricane Center ha iniziato a monitorare un'area temporalesca localizzata sopra lo stretto della Florida, in vista di una possibile ciclogenesi tropicale. La perturbazione ha continuato a muoversi verso nord-est, nell'area a nord delle Bahamas, organizzandosi gradualmente, e alle 18:00 UTC del 16 maggio ha dato origine alla depressione tropicale uno. Poche ore più tardi, alle 00:00 UTC del 17 maggio, come evidenziato dai dati raccolti da un volo di ricognizione, la depressione si è rafforzata a tempesta tropicale, ricevendo il nome Arthur.

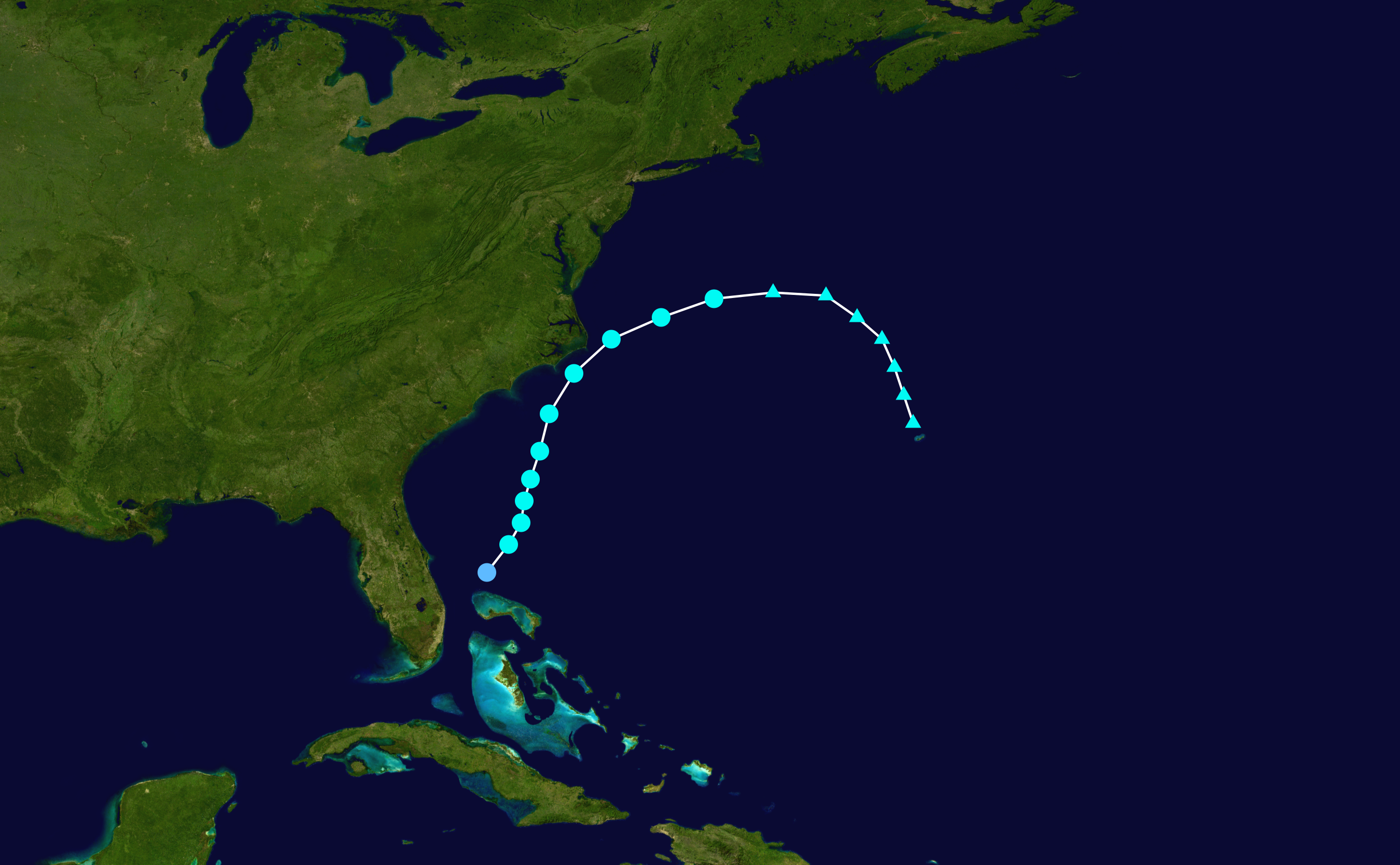
Il percorso della tempesta Arthur.

Durante il 17 e il 18 maggio, Arthur ha continuato a muoversi lungo la corrente del Golfo, dove tuttavia l'intensificazione è stata impedita da un aumento del wind shear. Dopo aver sfiorato la costa della Carolina del Nord alle 15:00 UTC del 18 maggio, passando 32 km al largo di Capo Hatteras, Arthur ha raggiunto il picco di intensità alle 06:00 UTC del 19 maggio, con venti massimi di 95 km/h e una pressione centrale minima di 990 mbar. Poco dopo, la tempesta ha iniziato a interagire con un fronte non-tropicale e alle 12:00 UTC del 20 maggio è diventata un ciclone extratropicale. Il sistema ha poi portato venti di burrasca su Bermuda, prima di dissiparsi all'inizio del 21 maggio.
La perturbazione da cui si è poi formata Arthur ha generato pesanti piogge sulle Florida Keys e la Florida meridionale, con accumuli fino a 146,3 mm registrati a Marathon in 24 ore, e ha portato forti raffiche sull'isola di Grand Bahama, danneggiando alcune delle strutture temporanee costruite dopo il passaggio del devastante uragano Dorian l'anno precedente. In Carolina del Nord sono stati rilevati accumuli fino a 127,3 mm e una modesta onda di tempesta ha interessato gli Outer Banks e la costa sud-orientale della Virginia.

### Tempesta tropicale Bertha

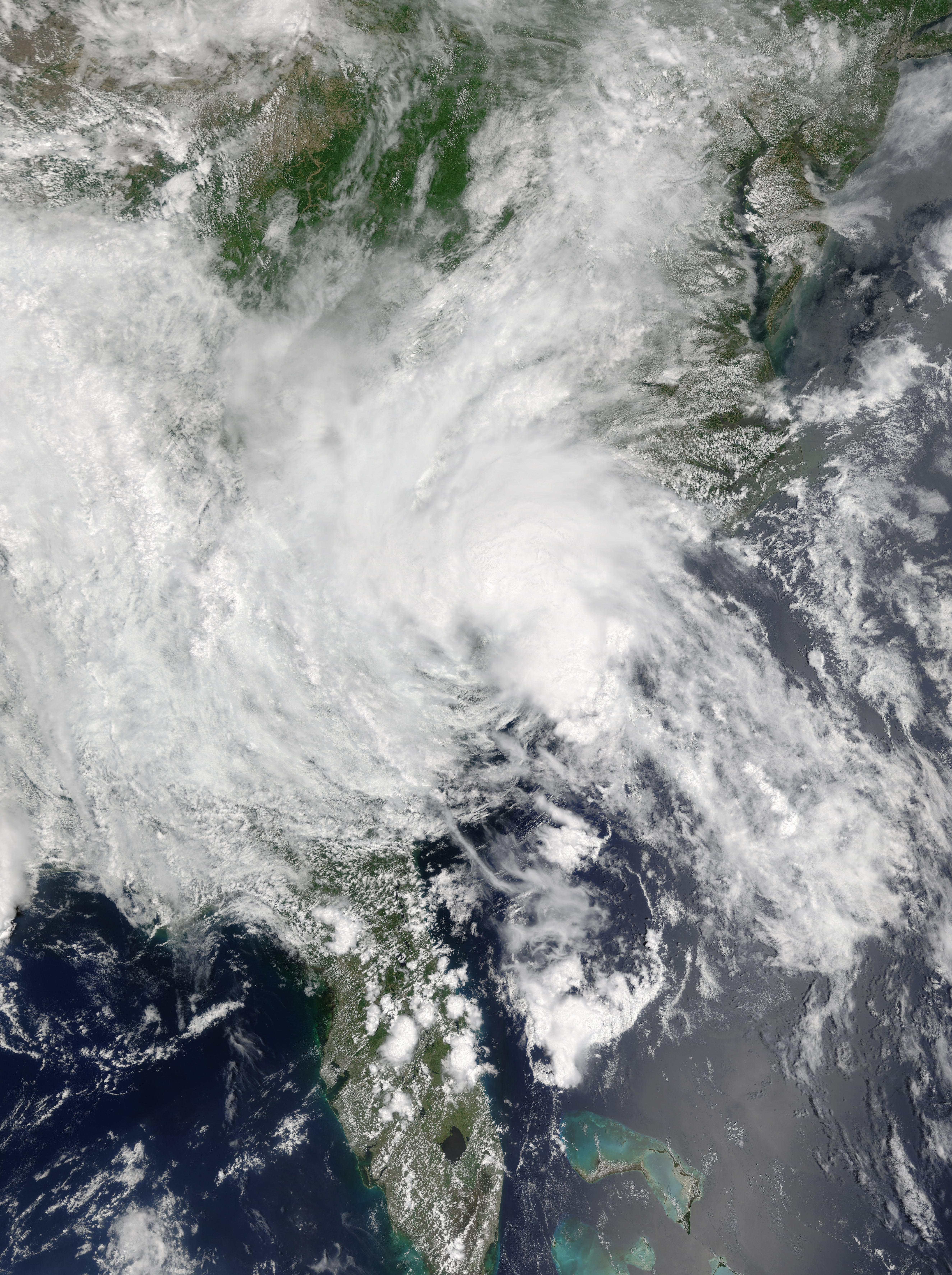
La tempesta Bertha il 27 maggio.

Il 25 maggio 2020, il National Hurricane Center ha iniziato a monitorare una perturbazione localizzata sopra la Florida. Benché inizialmente le possibilità di una ciclogenesi tropicale fossero molto ridotte, la perturbazione ha iniziato ad organizzarsi, mentre si muoveva verso nord. Il 27 maggio, alle 12:30 UTC, i dati ottenuti dal radar Doppler di Charleston e da alcune boe hanno portato il NHC a classificare la perturbazione come tempesta tropicale, che ha ricevuto il nome Bertha. Nonostante la vicinanza alla costa, Bertha ha continuato a rafforzarsi, e alle 13:30 UTC, nel momento del picco di intensità, è approdata in Carolina del Sud, nei pressi di Mount Pleasant, con venti massimi di 80 km/h e una pressione centrale di 1 004 mbar.

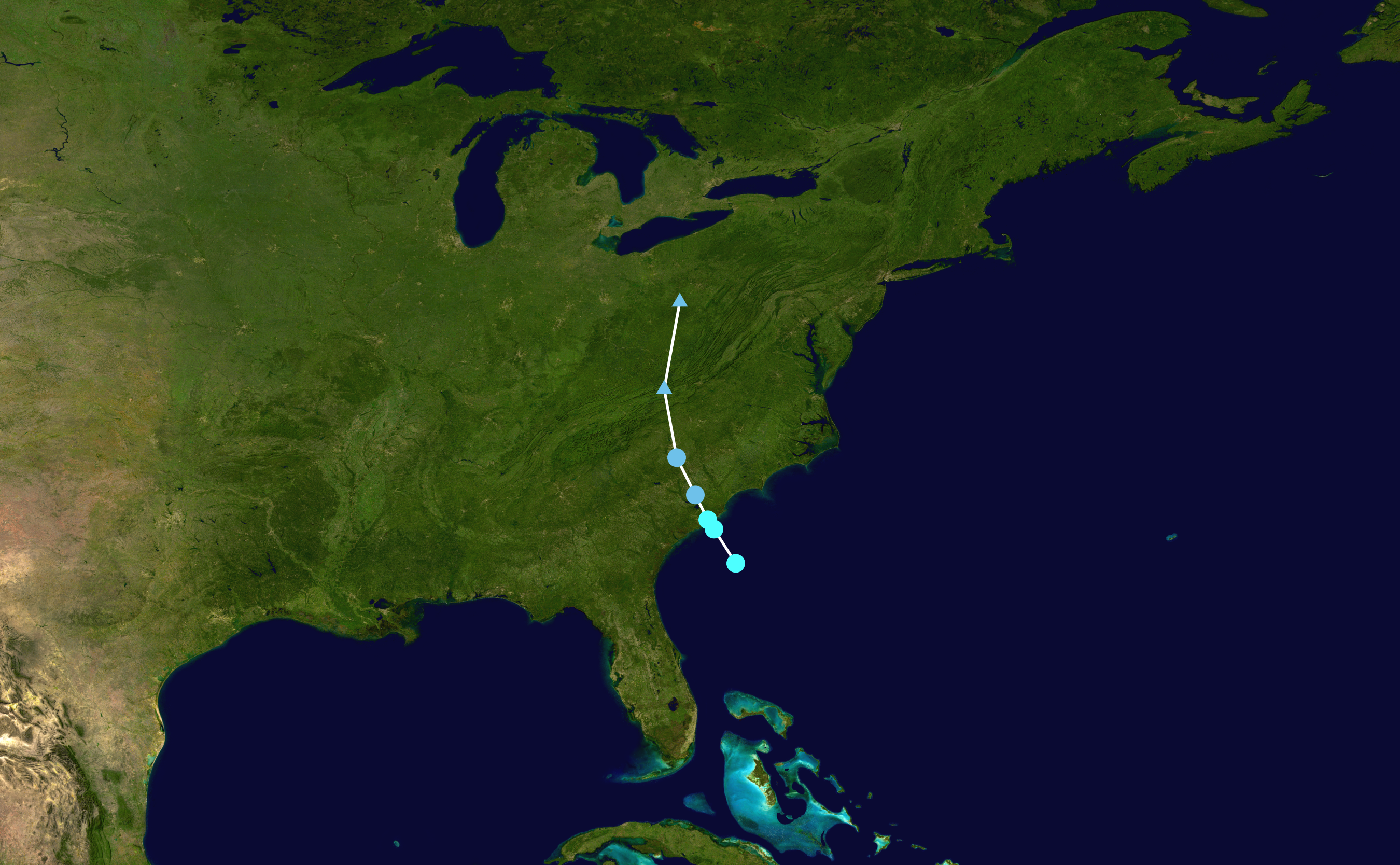
Il percorso della tempesta Bertha.

Una volta nell'entroterra, Bertha si è indebolita rapidamente e alle 18:00 UTC è stata declassata a depressione tropicale. Il 28 maggio, alle 09:00 UTC, mentre si trovava sopra la Virginia Occidentale, la depressione si è disgregata in un ciclone post-tropicale, che dopo aver attraversato la regione dei Grandi Laghi è stato assorbito da un ciclone extratropicale posizionato sopra il Québec meridionale.
Nella Florida meridionale, la perturbazione da cui si è poi generata Bertha ha portato pesanti piogge con accumuli fino a 200–250 mm in alcune località nel corso di 3 giorni. La città di Miami ha registrato un accumulo di 190 mm in 24 ore, superando il precedente record di 89 mm del 1905. In Carolina del Sud, alcuni allagamenti hanno interessato la città di Charleston, mentre blackout di piccola entità sono stati riportati in varie parti dello stato. A Myrtle Beach, si è registrata una vittima a causa delle correnti di risacca generate dalla tempesta. In totale i danni della tempesta sono stati stimati in almeno 200 milioni di dollari.

### Tempesta tropicale Cristobal

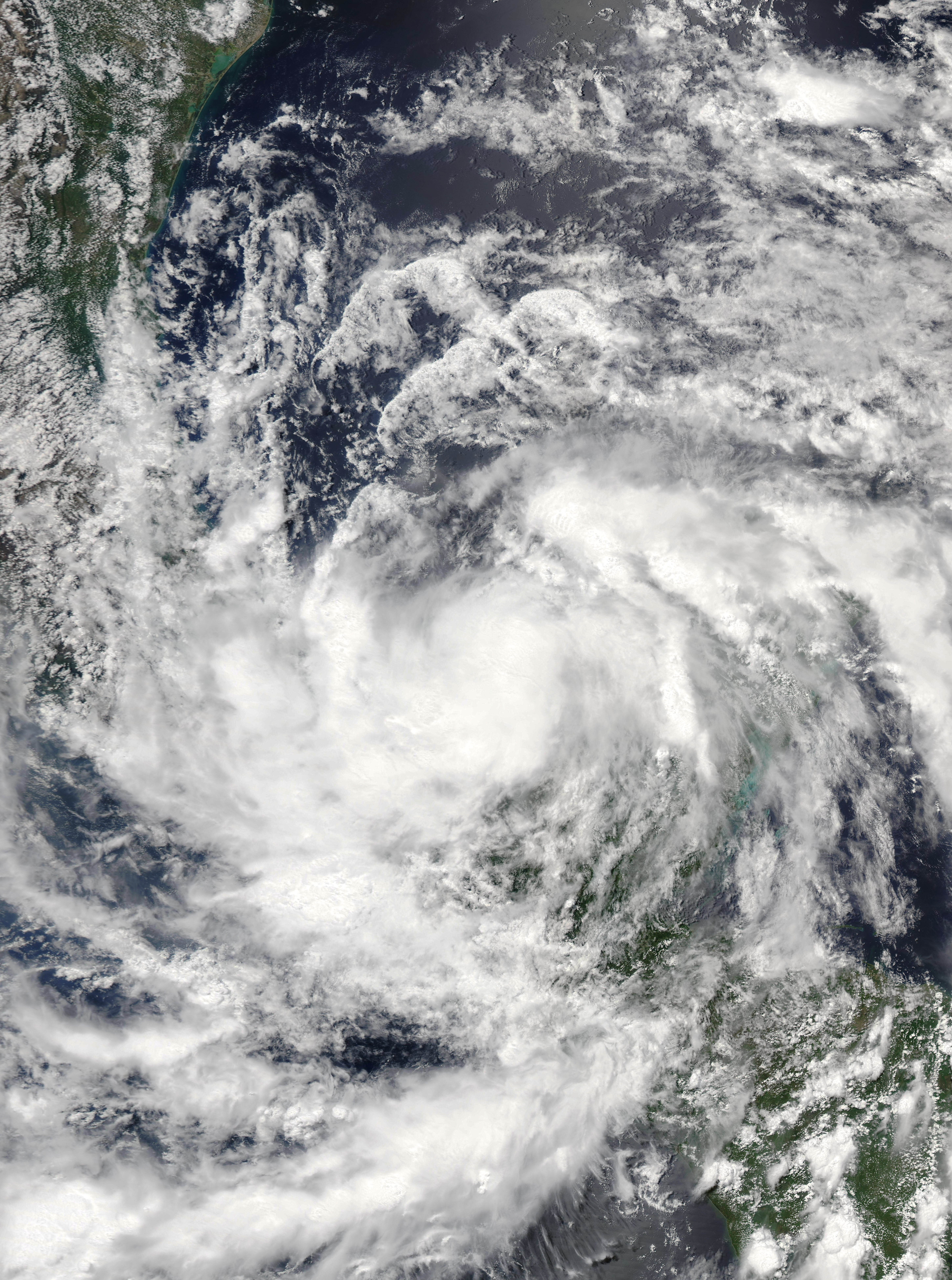
La tempesta Cristobal il 3 giugno.

Il 1º giugno 2020, il National Hurricane Center ha evidenziato come i resti della tempesta tropicale pacifica Amanda, in movimento verso la penisola dello Yucatán, avrebbero potuto generare una depressione nel bacino atlantico nel corso dei giorni successivi.
Lo stesso giorno, alle 21:00 UTC, i resti di Amanda hanno dato origine alla depressione tropicale tre, localizzata sopra la baia di Campeche. La depressione ha quindi lentamente iniziato a rafforzarsi, e alle 18:00 UTC del 2 giugno, come evidenziato dai dati raccolti dai voli di ricognizione, la depressione si è rafforzata a tempesta tropicale, ricevendo il nome Cristobal. Cristobal è diventata quindi la terza tempesta stagionale più precoce di sempre, battendo il precedente record stabilito dalla tempesta tropicale Colin nel 2016. Dopo essere rimasta quasi stazionaria per un giorno intero sulla baia di Campeche, intensificandosi, Cristobal si è mossa verso sud, approdando in Messico, a ovest di Ciudad del Carmen, alle 13:35 UTC del 3 giugno, nel pieno del primo picco di intensità, con venti di 97 km/h e una pressione centrale minima di 994 mbar.

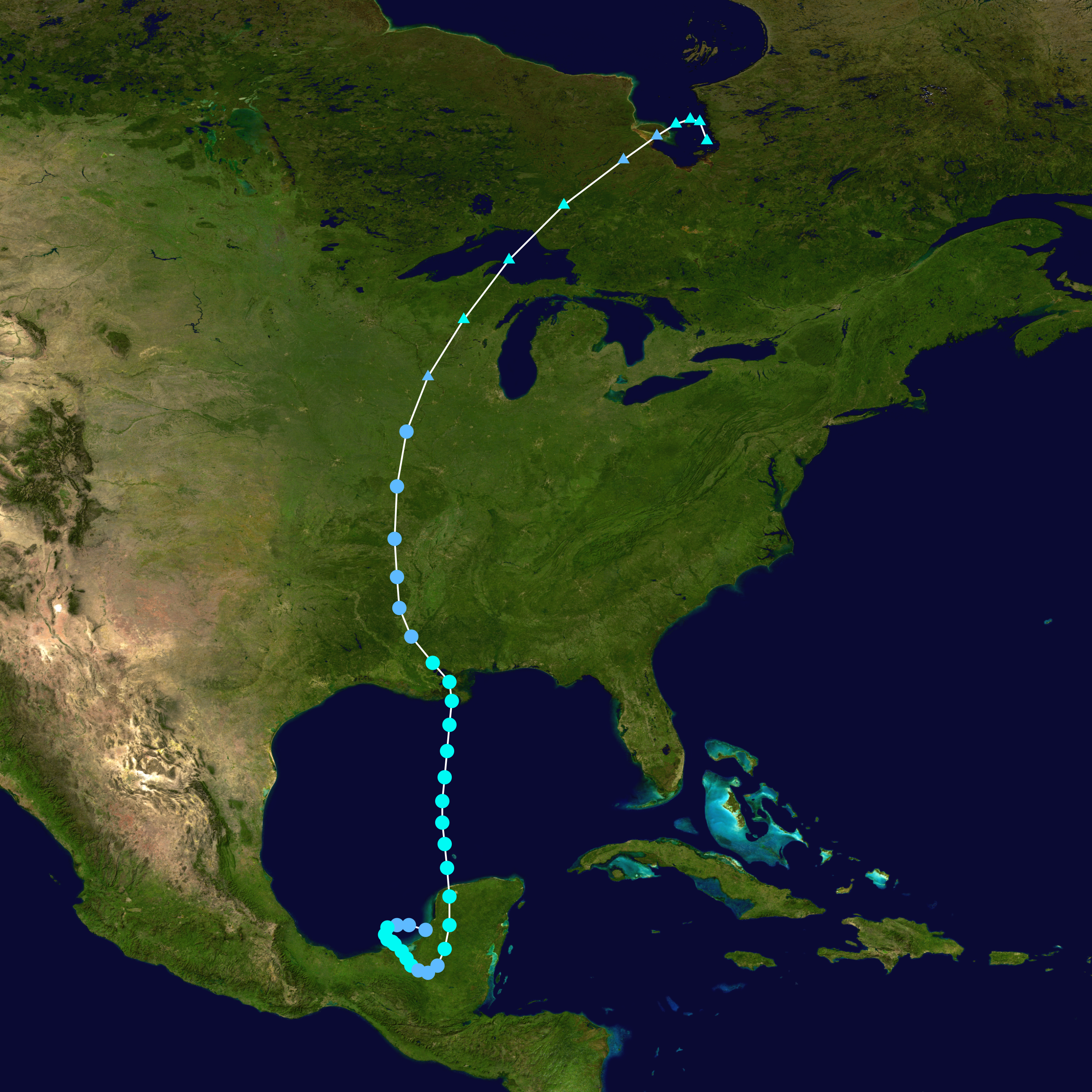
Il percorso della tempesta Cristobal.

Muovendosi lentamente nell'entroterra, la tempesta ha iniziato ad indebolirsi, e alle 15:00 UTC del 4 giugno è stata declassata a depressione. La mattina del 5 giugno, Cristobal ha quindi iniziato a dirigersi verso nord, ritornando sulla penisola dello Yucatán, dove alle 18:00 UTC si è nuovamente intensificato a tempesta tropicale, poco prima di muoversi sulle acque del golfo del Messico in direzione della costa statunitense. Il 7 giugno, alle 22:10 UTC, Cristobal è approdato in Louisiana, a est di Grand Isle, nel momento del secondo picco di intensità, con venti di 85 km/h e una pressione centrale minima di 992 mbar. Dopo essersi indebolito a depressione tropicale, Cristobal ha continuato a risalire lungo il bacino del fiume Mississippi, attraversando l'Arkansas, il Missouri, l'Illinois e l'Iowa, per poi diventare extratropicale alle 03:00 UTC del 10 giugno sopra il Wisconsin meridionale.
Il servizio meteorologico messicano ha dichiarato che, tra il 1º e il 5 giugno, accumuli compresi tra i 400 e gli 800 mm sono stati rilevati negli stati di Chiapas, Campeche e Yucatán, dove sono state segnalate inondazioni significative. Nello Yucatán oltre l'85% delle coltivazioni sono state danneggiate, pari a circa 95.000 ettari. In totale, tre vittime sono state registrate in Messico. In El Salvador, una frana a Zacatecoluca ha ucciso dieci persone il 4 giugno. Negli Stati Uniti, Cristobal ha portato forti piogge e allagamenti diffusi in Louisiana, in Mississippi, nella Florida settentrionale e in alcuni stati del Midwest. In Louisiana si sono registrate due vittime a causa delle correnti di risacca generate dalla tempesta. In totale, i danni della tempesta sono stati stimati in almeno 675 milioni di dollari.

### Tempesta tropicale Dolly

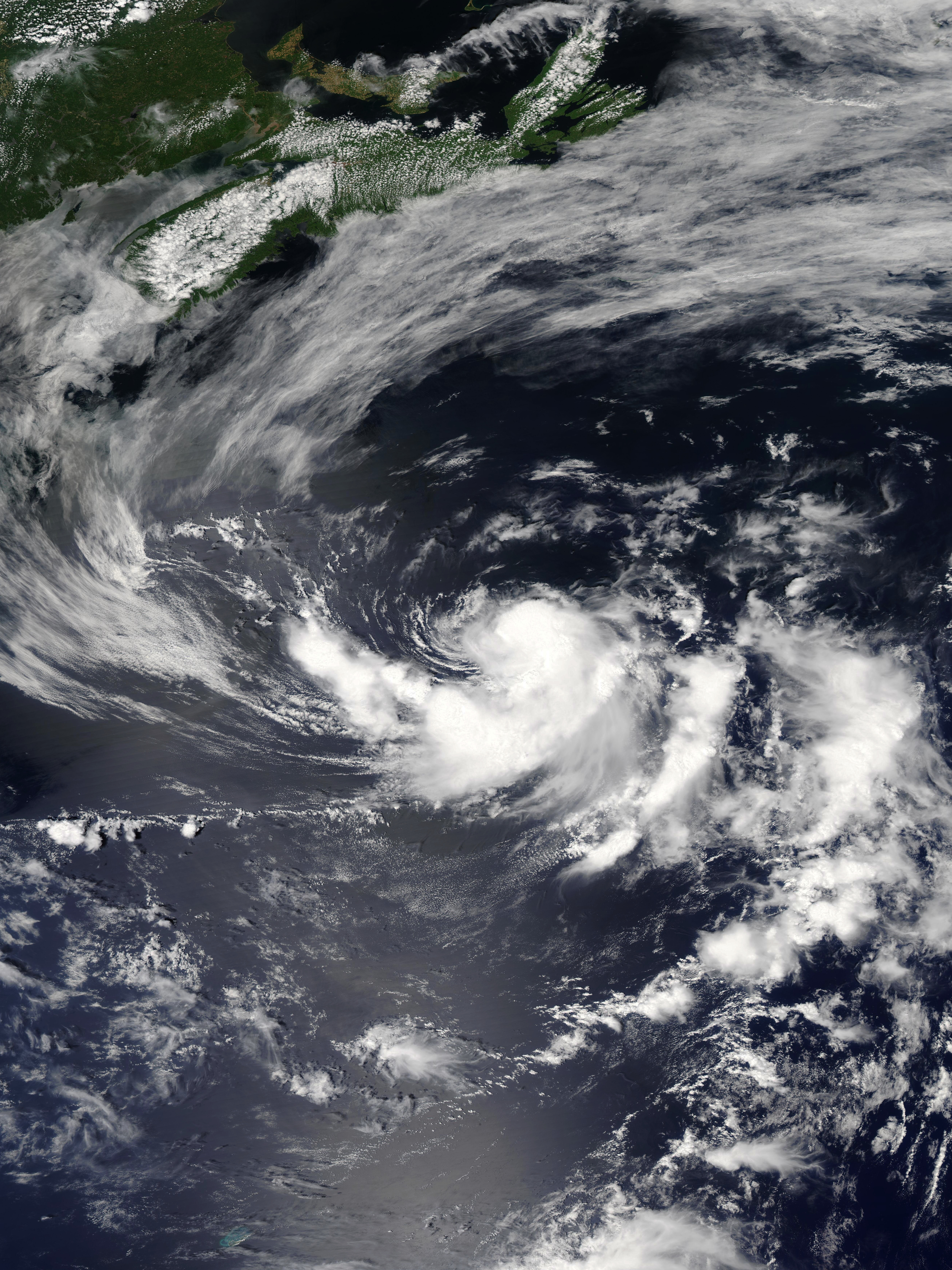
La tempesta Dolly il 23 giugno.

Il 19 giugno 2020, il National Hurricane Center ha iniziato a monitorare una perturbazione localizzata poche centinaia di miglia al largo della costa degli Stati Uniti sud-orientali, in vista di una possibile ciclogenesi subtropicale. Il 21 giugno, mentre era in movimento verso nord-est, la perturbazione è diventata un'area di bassa pressione non tropicale, che si è poi mossa a nord della corrente del Golfo, su acque più fredde, che l'hanno portata ad indebolirsi.

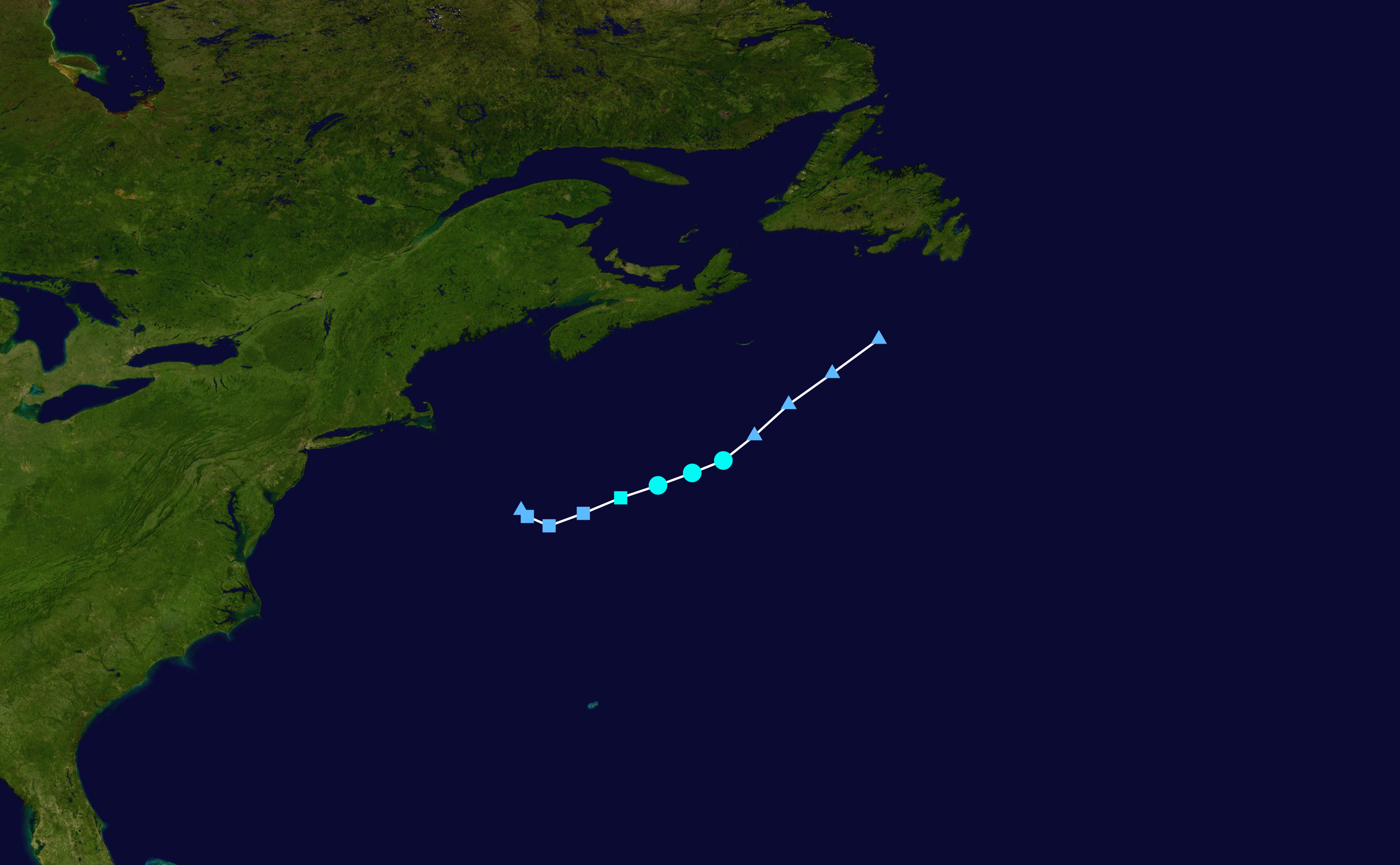
Il percorso della tempesta Dolly.

Contrariamente a quanto previsto, nel pomeriggio del 22 giugno, la perturbazione si è mossa verso sud ritornando sulle più calde acque della corrente del Golfo, dove ha iniziato a rafforzarsi. La circolazione è diventata sempre più definita e alle 21:00 UTC la perturbazione è stata classificata dal NHC come depressione subtropicale quattro. Il 23 giugno la depressione ha iniziato ad acquisire le caratteristiche di un ciclone tropicale, e alle 16:15 UTC, dopo aver registrato venti di 75 km/h, il NHC ha riclassificato la depressione, localizzata 595 km a sud-est di Halifax, come tempesta tropicale, che ha ricevuto il nome Dolly. Tuttavia, il picco di intensità di Dolly è stato di breve durata e già alle 09:00 UTC del 24 giugno, muovendosi su acque più fredde, la tempesta si è indebolita a depressione tropicale. Il 24 giugno, alle 15:00 UTC, mentre si trovava 595 km a sud-ovest di Capo Race, Dolly è diventata un ciclone extratropicale, che si è poi dissipato nel corso del 25 giugno.

### Tempesta tropicale Edouard

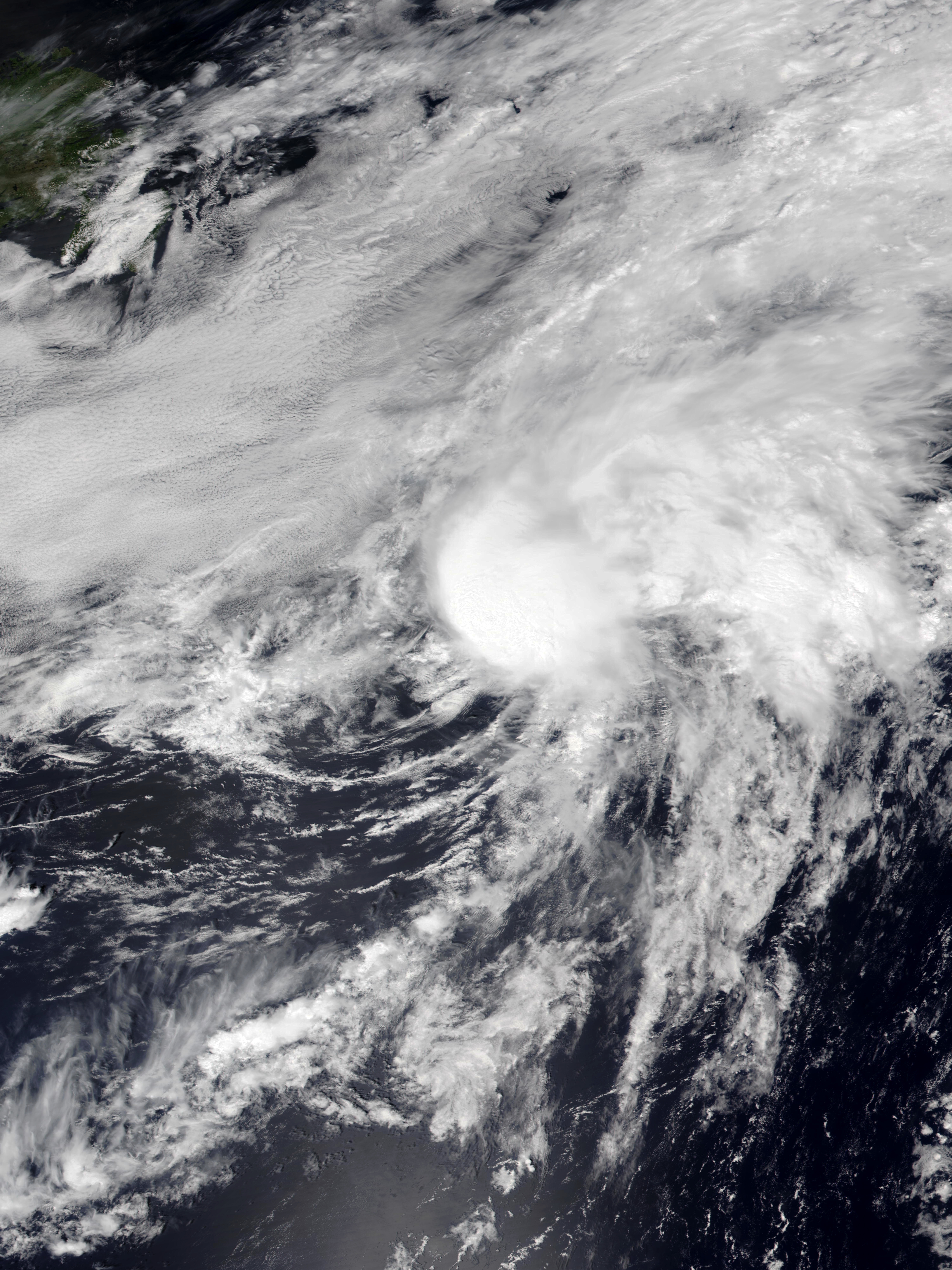
La tempesta Edouard il 6 luglio.

La sera del 3 luglio 2020, il National Hurricane Center ha iniziato a monitorare un'onda tropicale localizzata al largo della Florida, in vista di una possibile ciclogenesi tropicale. Nelle ore successive, la perturbazione è diventata sempre più organizzata, e alle 15:00 UTC del 4 luglio, è stata classificata dal NHC come depressione tropicale cinque. La mattina del 5 luglio, la depressione, che nel frattempo aveva iniziato a dirigersi verso est-nord-est, è passata circa 110 km a nord di Bermuda.

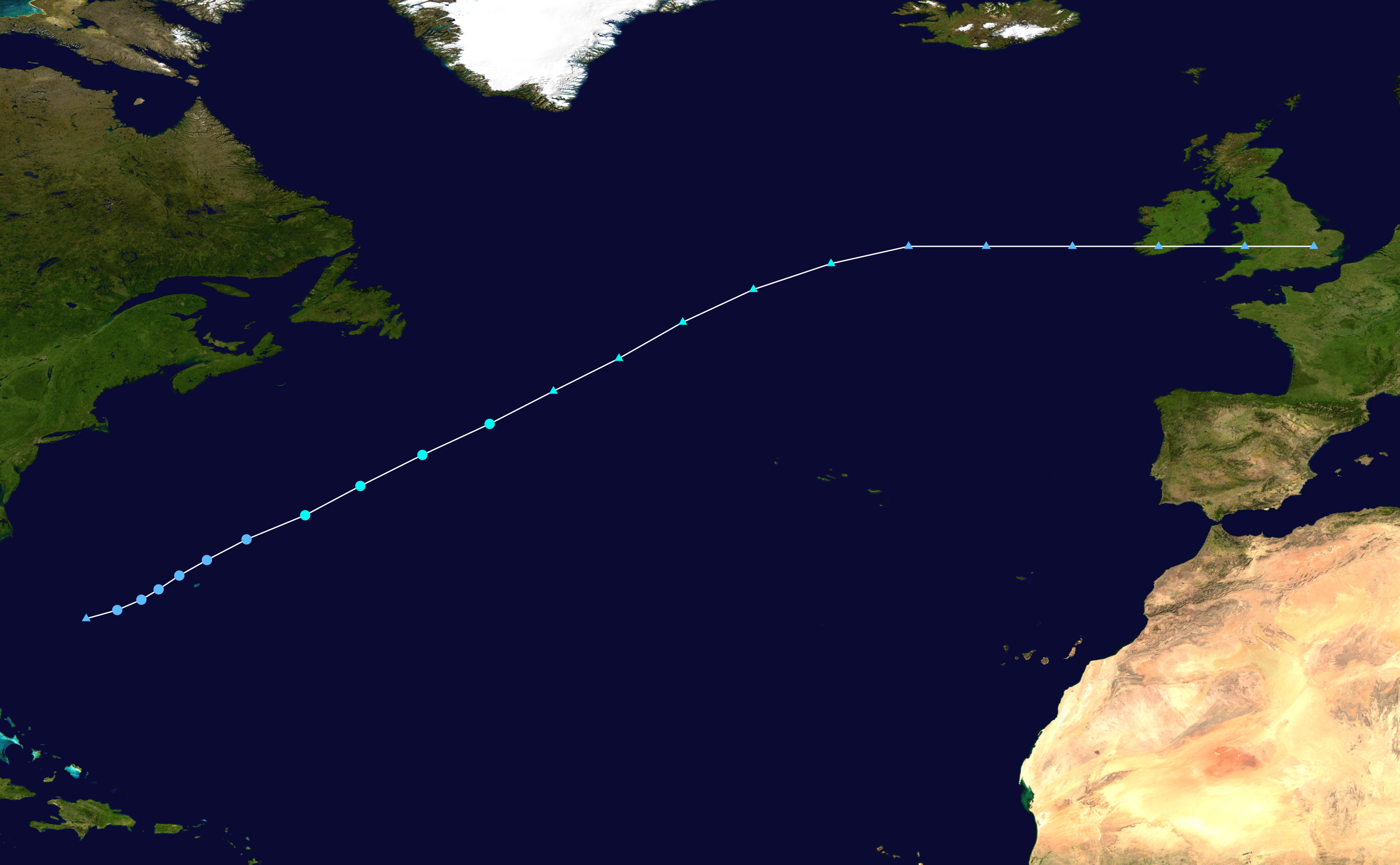
Il percorso della tempesta Edouard.

Poco dopo, la depressione ha iniziato ad accelerare verso nord-est, cominciando a rafforzarsi, e alle 03:00 UTC del 6 luglio si è intensificata a tempesta tropicale, ricevendo il nome Edouard. Edouard è diventata quindi la quinta tempesta stagionale più precoce di sempre, battendo il precedente record stabilito dall'uragano Emily nel 2005. Alle 15:00 UTC, mentre Edouard raggiungeva il picco di intensità con venti fino a 75 km/h e una pressione centrale minima di 1 007 mbar, un fronte meteorologico si è avvicinato alla tempesta da nord-ovest, innescando una transizione extratropicale, che si è completata sei ore più tardi, mentre Edouard si trovava 445 miglia a sud-est di Capo Race, Terranova.

### Tempesta tropicale Fay

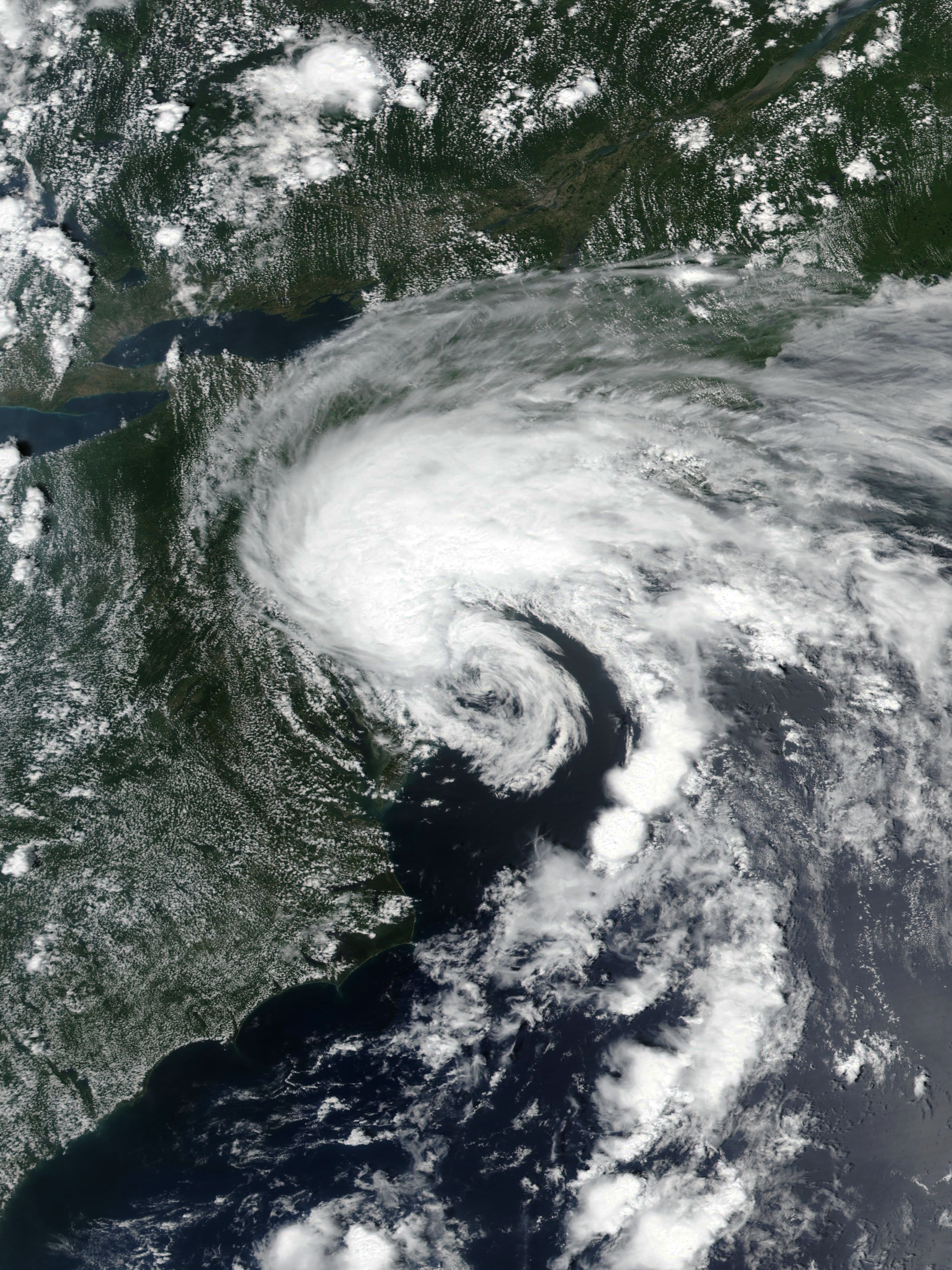
La tempesta Fay il 10 luglio.

Il 4 luglio 2020, il National Hurricane Center ha iniziato a monitorare un'area temporalesca situata nell'estremo nord del golfo del Messico e associata a una saccatura superficiale quasi stazionaria. La perturbazione ha continuato a spostarsi verso nord-est in direzione della costa della Florida Panhandle, e alle 12:00 UTC del 6 luglio si è mossa nell'entroterra. Due giorni più tardi, dopo aver attraversato la Georgia, la perturbazione è riemersa lungo la costa nord-orientale della Carolina del Sud, dove grazie alle calde acque della corrente del Golfo ha iniziato diventare sempre più organizzata. Il 9 luglio, alle 21:00 UTC, i dati satellitari e quelli raccolti dai voli di ricognizione hanno portato il NHC a classificare la perturbazione, localizzata 65 km a nord-est di Capo Hatteras, come tempesta tropicale, che ha ricevuto il nome Fay. Fay è diventata quindi la sesta tempesta stagionale più precoce di sempre, battendo il precedente record stabilito dalla tempesta tropicale Franklin nel 2005.

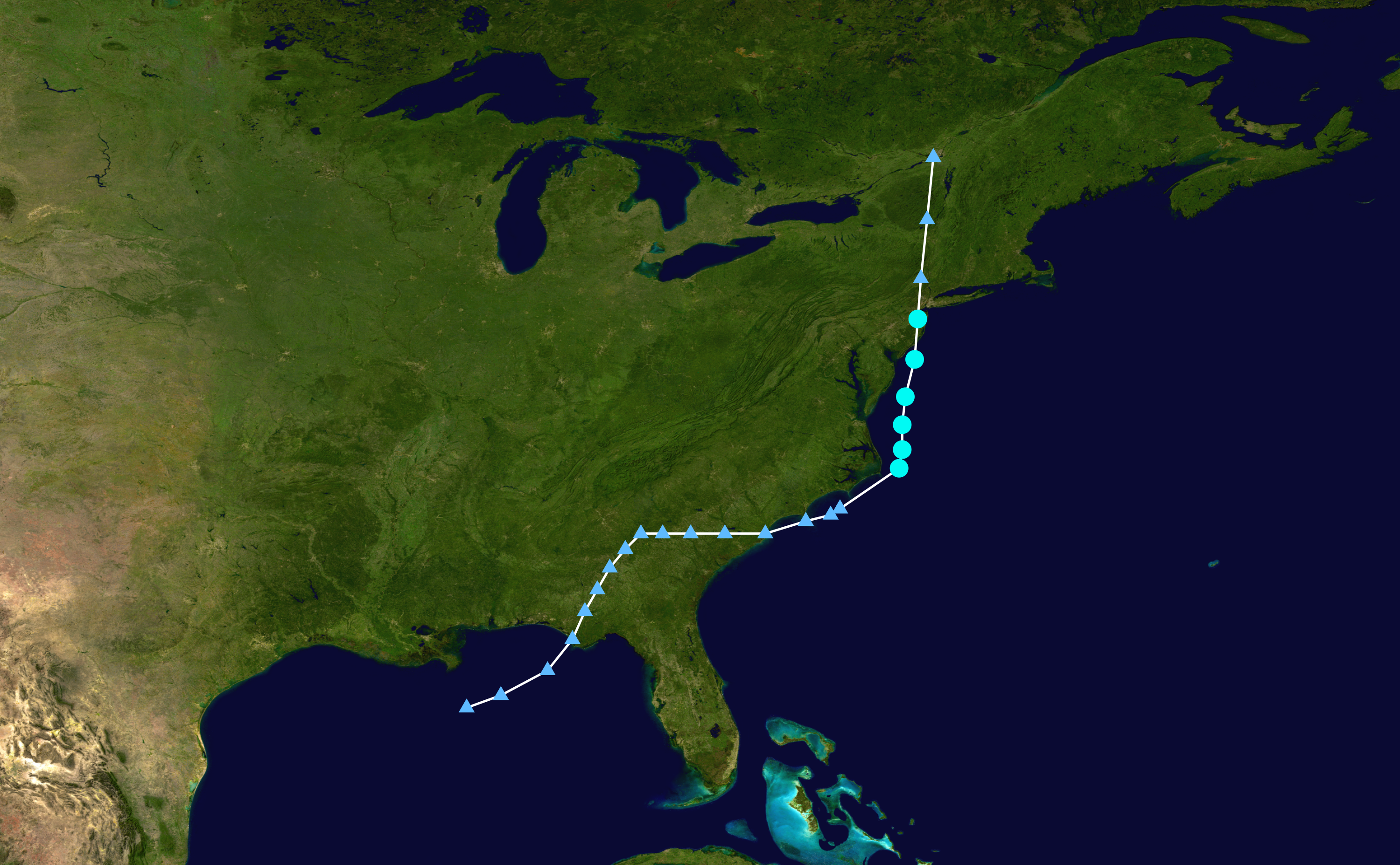
Il percorso della tempesta Fay.

La mattina del 10 luglio Fay si è leggermente intensificata, e alle 18:00 UTC ha raggiunto il picco di intensità, con venti di 95 km/h e una pressione centrale minima di 998 mbar. Tre ore più tardi Fay è approdata in New Jersey, 15 km a nord-est di Atlantic City. Muovendosi nell'entroterra verso nord, attraverso il New Jersey, Fay ha iniziato ad indebolirsi, e dopo aver attraversato il confine con lo stato di New York è stata declassata a depressione tropicale alle 06:00 UTC dell'11 luglio. Alle 09:00 UTC, mentre si trovava 45 km a sud di Albany, la depressione è degenerata in un ciclone post-tropicale, che il 12 luglio è stato assorbito da un ciclone extratropicale posizionato sopra la provincia canadese del Québec.
Mentre raggiungeva il picco di intensità, Fay ha prodotto venti di burrasca lungo la costa del Delaware, con raffiche fino a 86 km/h rilevate a Lewes; la contea di Sussex è stata la zona del Delaware più colpita, con vari allagamenti e accumuli di pioggia fino a 177 mm. In New Jersey, gli accumuli pluviometrici hanno raggiunto i 149 mm nei pressi di Wildwood Crest, mentre a Strathmere sono stati rilevati venti di 71 km/h con raffiche fino a 85 km/h. Allagamenti diffusi hanno interessato diverse località del Jersey Shore e delle aree metropolitane di Filadelfia e New York. In totale, lungo l'East Coast, 6 persone sono morte a causa delle correnti di risacca generate dalla tempesta, mentre i danni sono stati stimati in almeno 400 milioni di dollari.

### Tempesta tropicale Gonzalo

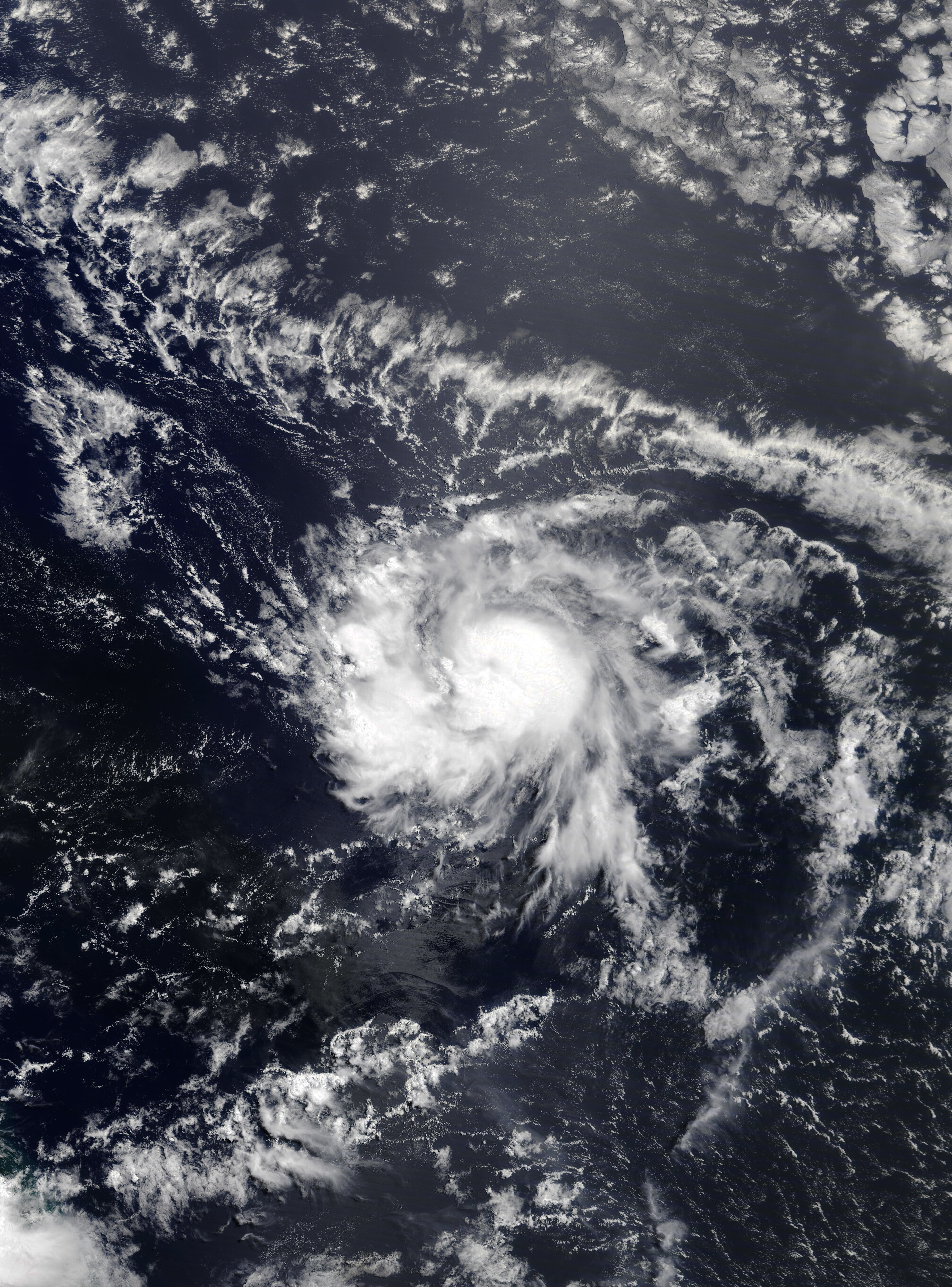
La tempesta Gonzalo il 23 luglio.

Il 20 luglio 2020, il National Hurricane Center ha iniziato a monitorare un'onda tropicale situata nell'Atlantico centrale, in vista di una possibile ciclogenesi tropicale. Muovendosi verso ovest la perturbazione è diventata sempre più organizzata e alle 21:00 UTC del 21 luglio è stata classificata dal NHC come depressione tropicale sette, dopo che i dati provenienti da uno scatterometro satellitare avevano mostrato lo sviluppato una definita circolazione superficiale. Il 22 luglio, alle 12:50 UTC, la depressione si è intensificata a tempesta tropicale, ricevendo il nome Gonzalo. Gonzalo è diventata la settima tempesta stagionale più precoce di sempre, battendo il precedente record stabilito dalla tempesta tropicale Gert, formatasi il 23 luglio del 2005.

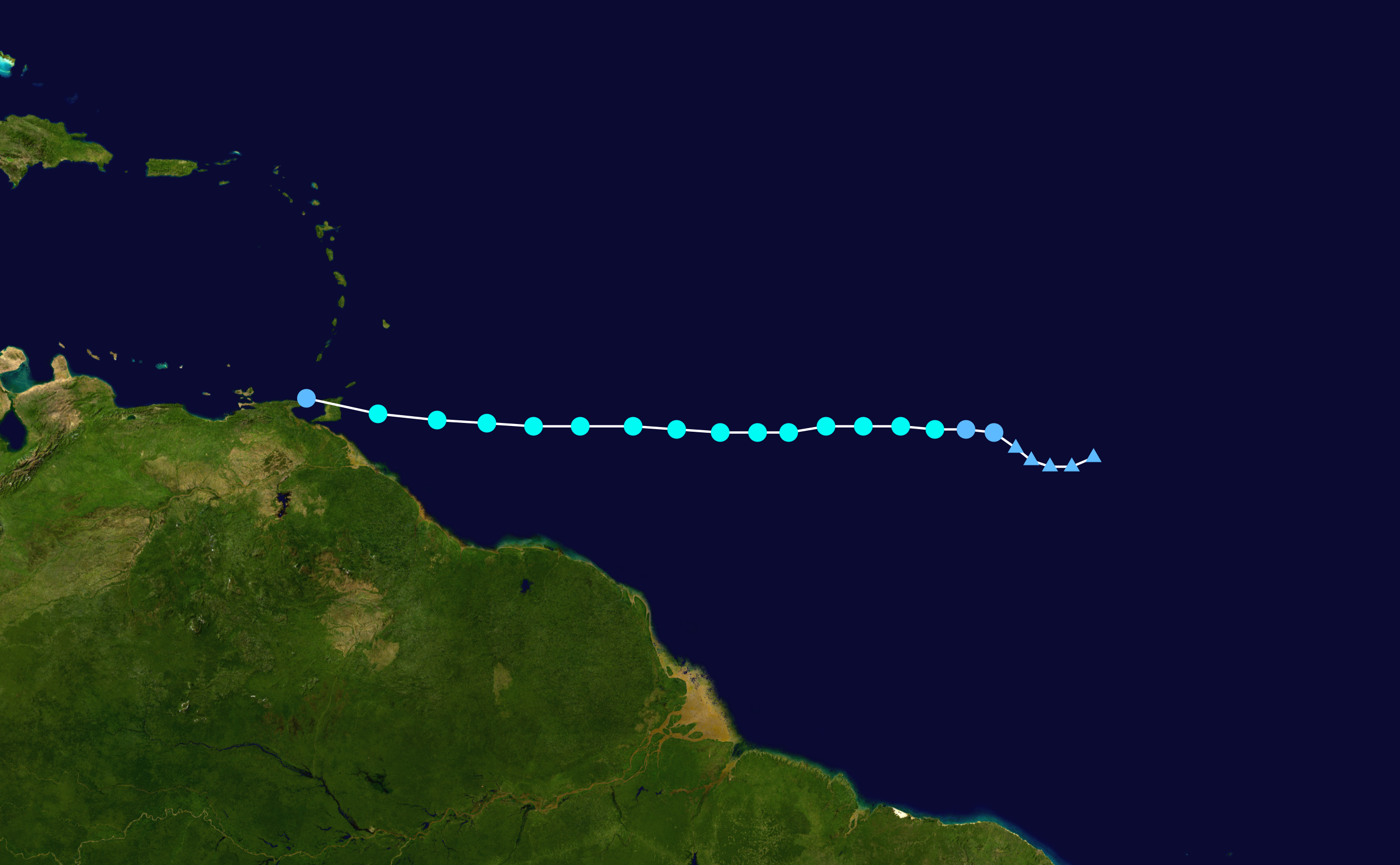
Il percorso della tempesta Gonzalo.

Gonzalo ha continuato a rafforzarsi per tutto il giorno, mentre i segni dello sviluppo di un occhio sono diventati evidenti. Il 23 luglio alle 09:00 UTC, Gonzalo ha quindi raggiunto il picco di intensità con venti fino a 100 km/h e una pressione di 997 mbar. Il rafforzamento della tempesta è stato tuttavia interrotto poco dopo dall'immissione di aria secca. Dopo essersi indebolita, la tempesta è approdata sull'isola di Trinidad a mezzogiorno del 25 luglio e poco dopo, alle 18:00 UTC, si è ulteriormente indebolita a depressione tropicale. Tre ore più tardi la depressione si è dissipata sopra il Venezuela settentrionale. Contrariamente a quanto inizialmente previsto, Gonzalo non si è intensificato ad uragano, generando un impatto minimo.

### Uragano Hanna

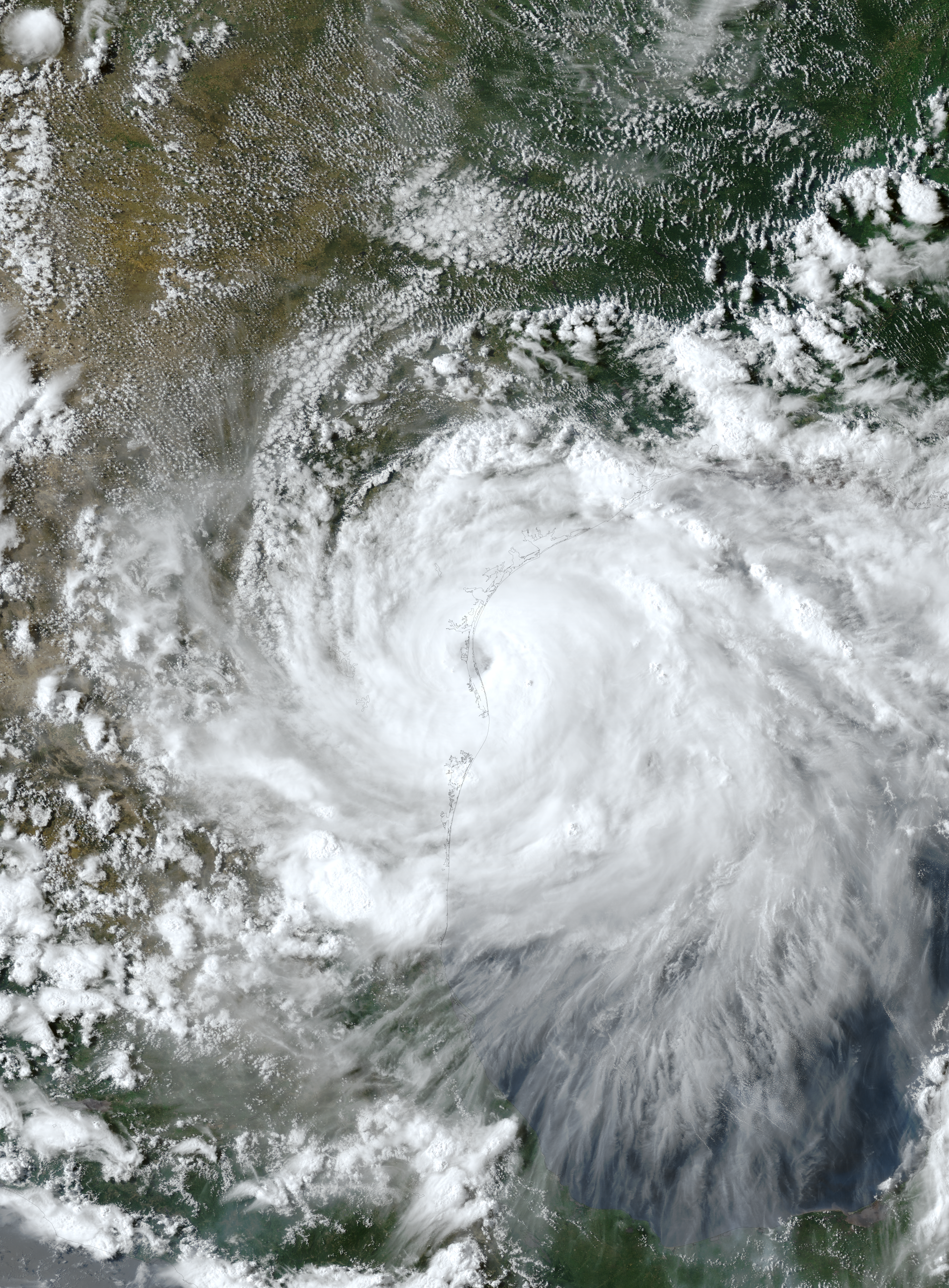
L'uragano Hanna il 25 luglio.

Il 19 luglio 2020, il National Hurricane Center ha iniziato a monitorare un'onda tropicale situata ad est dell'isola di Hispaniola, in vista di una possibile ciclogenesi tropicale. Nei giorni successivi l'onda ha continuato a muoversi verso nord-ovest, in direzione di Cuba, per poi attraversare lo stretto della Florida intorno alle 12:00 UTC del 21 luglio. Nel golfo del Messico, le condizioni più favorevoli hanno permesso all'onda di organizzarsi, con lo sviluppo di una vasta area di bassa pressione al suo interno. Alle 03:00 UTC del 23 luglio, i dati raccolti da un volo di ricognizione hanno evidenziato lo sviluppo di una definita circolazione, portando il NHC a classificare la perturbazione come depressione tropicale otto. Nel corso delle 24 ore successive la depressione ha continuato ad organizzarsi, e alle 03:00 UTC del 24 luglio si è intensificata a tempesta tropicale, ricevendo il nome Hanna. Hanna è diventata quindi l'ottava tempesta stagionale più precoce di sempre, battendo di dieci giorni il precedente record stabilito dalla tempesta tropicale Harvey nel 2005.

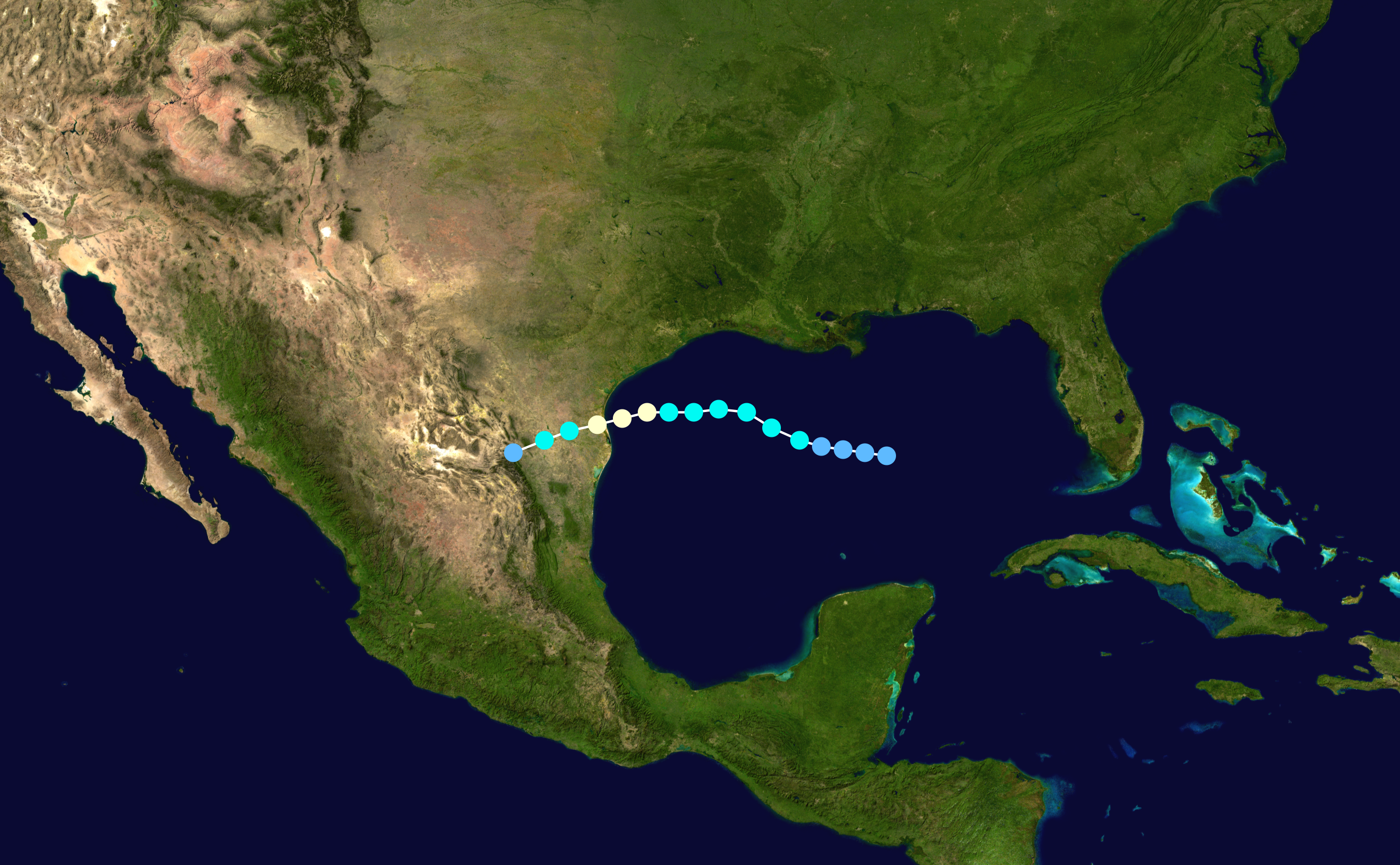
Il percorso dell'uragano Hanna.

La tempesta ha poi continuato a muoversi verso est, in direzione del Texas, divenendo sempre più organizzata e subendo una rapida intensificazione. Alle 12:00 UTC del 15 luglio, Hanna è diventata un uragano di categoria 1, il primo della stagione. Lo stesso giorno, alle 21:00 UTC, Hanna ha raggiunto il picco di intensità con venti di 150 km/h ed una pressione di 973 mbar, poco prima di approdare, un'ora dopo circa, nei pressi dell'isola del Padre, lungo la costa meridionale del Texas. Alle 23:15 UTC, l'uragano ha effettuato un secondo approdo nella contea di Kenedy, 25 km a nord di Port Mansfield. Una volta nell'entroterra, Hanna si è indebolita a tempesta tropicale alle 06:00 UTC del 26 luglio. Dopo aver attraversato il confine con il Messico alle 09:00 UTC, la tempesta è stata declassata a depressione tropicale alle 21:00 UTC. Il 27 luglio la trasmissione dei bollettini è passata al Weather Prediction Center, e poco dopo la depressione si è dissipata.
In Texas gli effetti della tempesta si sono sentiti principalmente nella valle del Rio Grande, area già in difficoltà a causa di un aumento dei casi di COVID-19, dove circa 175 000 utenze sono rimaste senza corrente e dove sono state registrate inondazioni diffuse, con accumuli fino a 280 mm. Nel momento dell'approdo sono state rilevate raffiche di vento fino a 165 km/h, mentre l'onda di tempesta ha raggiunto 1,2 metri. Il 25 luglio, il governatore Greg Abbott ha emesso una dichiarazione di disastro per le 32 contee colpite dalla tempesta. Le perdite assicurate in Texas sono state stimate in circa 350 milioni di dollari. In Messico, dove si sono registrate 4 vittime, le inondazioni hanno colpito gli stati di Nuevo León, Coahuila e Tamaulipas. A Monterrey, capitale di Nuevo León, sono state registrate inondazioni e blackout diffusi, mentre a Reynosa 45 quartieri sono stati danneggiati, con oltre 200 sfollati. I danni in Nuevo León sono stati stimati in oltre 1 miliardo di pesos.

### Uragano Isaias

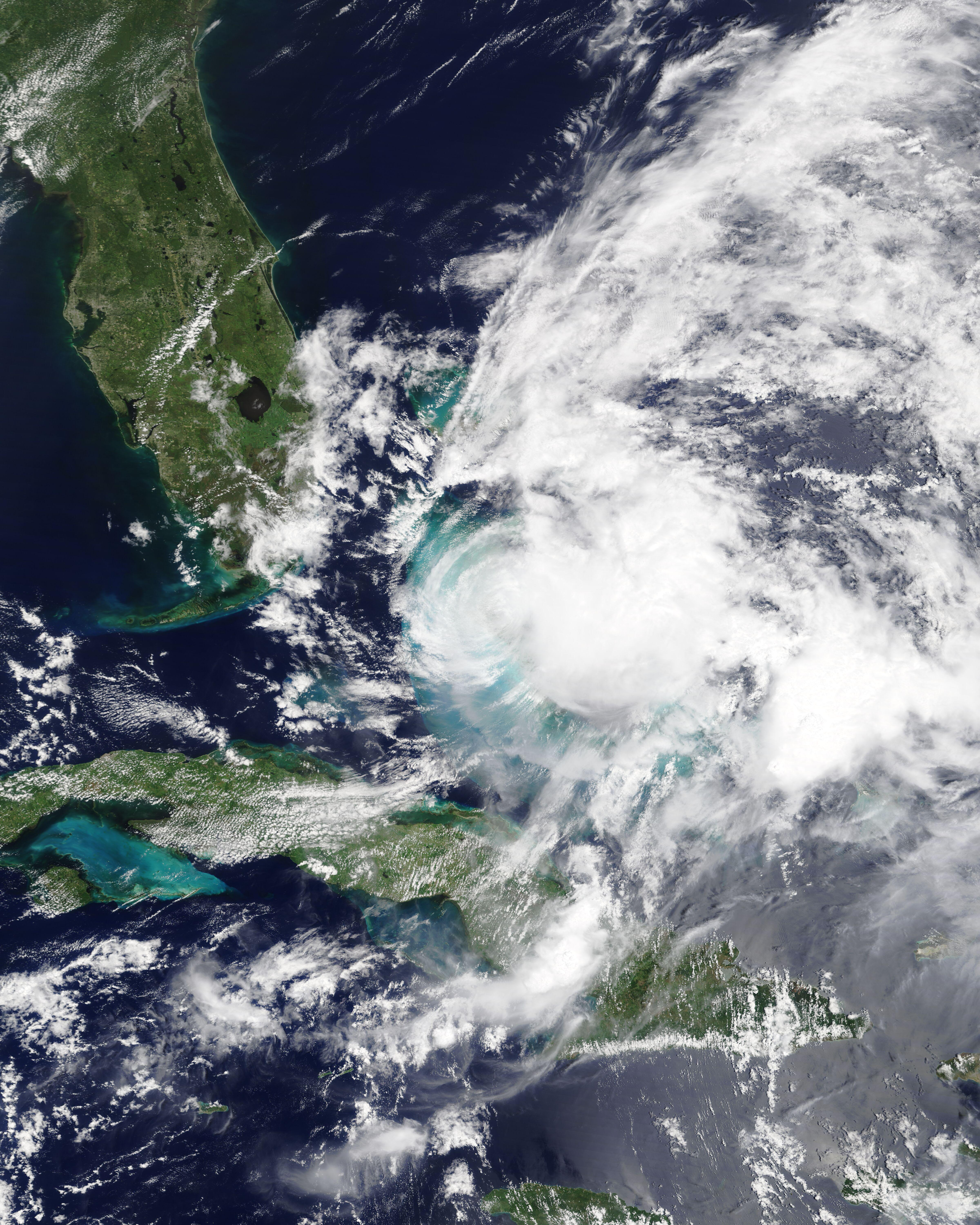
L'uragano Isaias il 1º agosto.

Il 23 luglio 2020, il National Hurricane Center ha iniziato a monitorare un'onda tropicale al largo della costa africana. Cinque giorni più tardi, in vista di un'imminente ciclogenesi tropicale, il NHC ha classificato la perturbazione come potenziale ciclone tropicale nove, che alle 03:00 UTC del 30 luglio, è diventato sufficientemente organizzato da essere disignato come tempesta tropicale, ricevendo il nome Isaias. Isaias è diventata quindi la nona tempesta stagionale più precoce di sempre, battendo il precedente record stabilito dall'uragano Irene nel 2005. Lo stesso giorno, alle 16:00 UTC, la tempesta è approdata nella Repubblica Dominicana e, una volta ritornata in mare, si è intensificata ad uragano di categoria 1 alle 03:40 UTC del 31 luglio. Nel pomeriggio, Isaias ha continuato a rafforzarsi raggiungendo una pressione minima centrale di 987 mbar, per poi approdare alle 06:00 UTC del 1º agosto nelle Bahamas con venti massimi di 130 km/h.

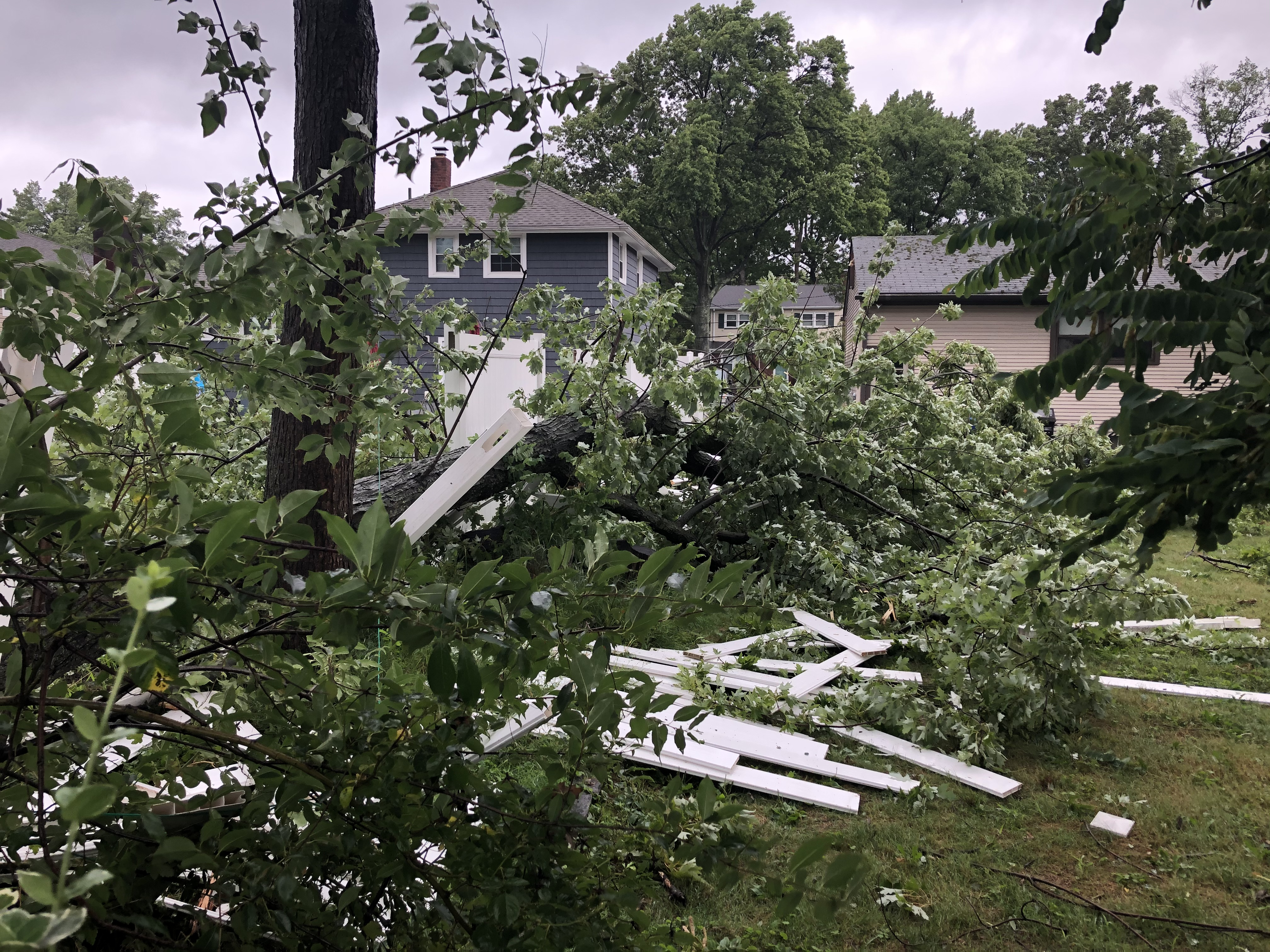
Danni legati all'uragano Isaias.

Dopo essere stato declassato a tempesta tropicale, Isaias ha iniziato a deviare verso nord, muovendosi al largo della costa della Florida e, alle 00:00 UTC del 4 agosto, si è nuovamente intensificato ad uragano di categoria 1. Tre ore più tardi, l'uragano ha raggiunto il secondo picco di intensità, con venti massimi di 140 km/h e una pressione centrale minima di 988 mbar, ed è approdato in Carolina del Nord, nei pressi di Ocean Isle Beach. Una volta nell'entroterra Isaias si è indebolito a tempesta tropicale e ha attraversato nel corso della giornata la Virginia, il Maryland, la Pennsylvania, il New Jersey e lo stato di New York. Alle 03:00 UTC del 5 agosto, la tempesta, localizzata sopra il Québec meridionale, è diventata un ciclone extratropicale, che il 6 agosto è stato assorbito da un'altra area di bassa pressione.
Mentre attraversava le Grandi Antille, Isaias ha generato forti venti ed intense precipitazione che hanno causato diffusi allagamenti a Porto Rico e nella Repubblica Dominicana. A Porto Rico, oltre 400 000 persone sono rimaste senza corrente elettrica e una vittima è stata registrata a Rincón. Nella Repubblica Dominicana sono state due le vittime. Negli Stati Uniti, l'uragano ha causato danni significativi lungo tutta l'East Coast, dove oltre 2,7 milioni di persone sono rimaste senza elettricità. La tempesta ha generato anche un vasto tornado outbreak con 36 tornado confermati, tra cui sei EF2 e un distruttivo EF3. In totale, negli Stati Uniti, Isaias ha prodotto danni stimati in almeno 4 miliardi di dollari e provocato 15 vittime.

### Depressione tropicale dieci
Alle 09:00 UTC del 30 luglio 2020, il National Hurricane Center ha iniziato a monitorare un'area di bassa pressione associata ad un'onda tropicale posizionata a sud-est delle isole di Capo Verde. Durante la giornata, l'attività temporalesca è aumentata e la perturbazione ha iniziato ad organizzarsi meglio, salvo poi diventare nuovamente disorganizzata il giorno successivo. Contrariamente alle previsioni, la perturbazione si rapidamente riorganizzata, e alle 21:00 UTC del 31 luglio, è stata classificata dal NHC come depressione tropicale dieci. La depressione ha continuato a rafforzarsi, raggiungendo venti di 55 km/h, non riuscendo tuttavia a diventare una tempesta tropicale. Il NHC ha comunque dichiarato che la depressione potrebbe aver raggiunto brevemente lo stato di tempesta tropicale, come indicato da alcuni dati raccolti. Dopo aver mantenuto la sua intensità per 12 ore, la depressione ha iniziato a indebolirsi mentre si muoveva sulle acque più fredde a nord delle isole di Capo Verde, e alle 03:00 UTC del 2 agosto si è disgregata in una saccatura.

### Tempesta tropicale Josephine

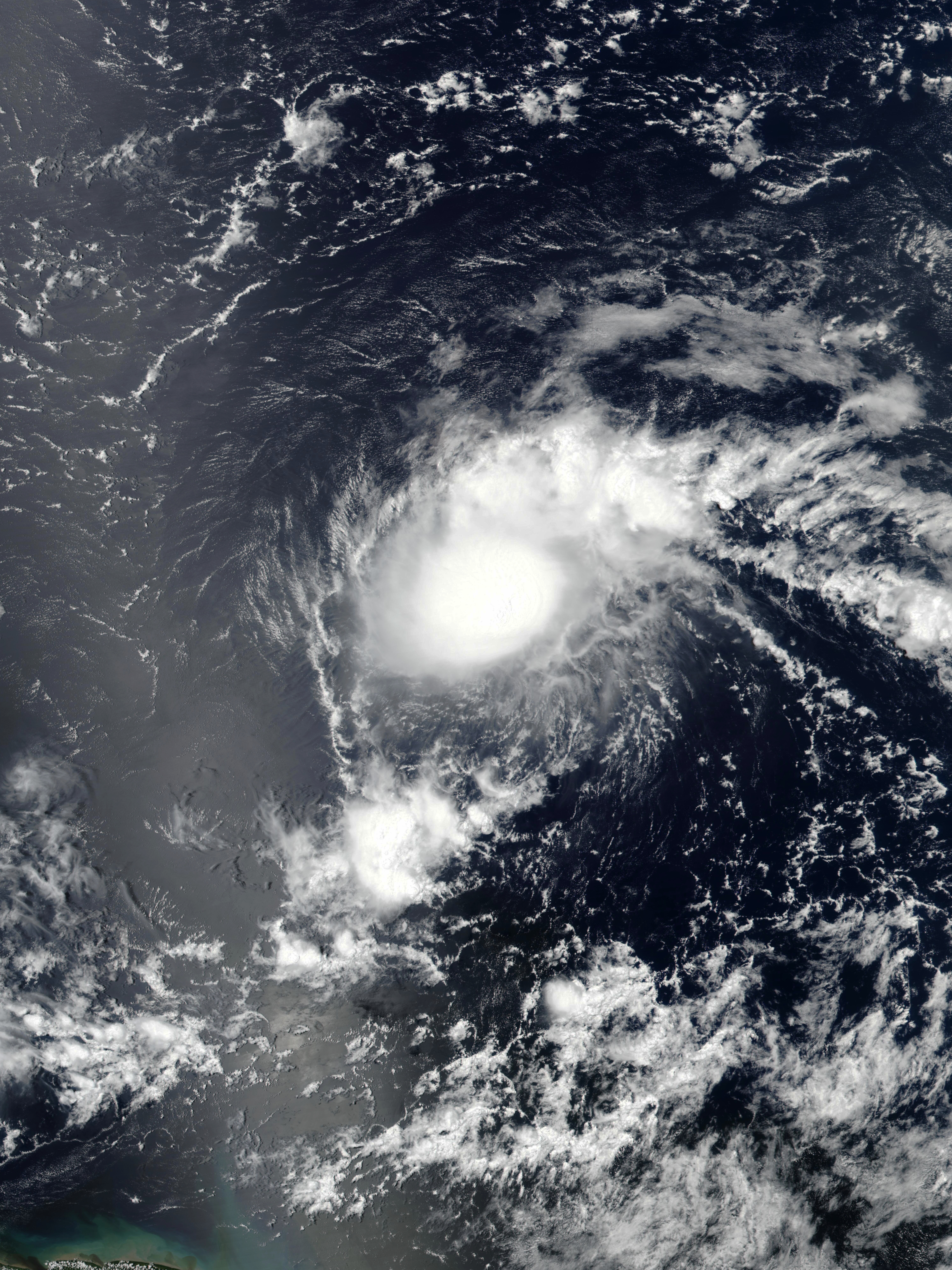
La tempesta Josephine il 13 agosto.

La sera dell'8 agosto 2020, il National Hurricane Center ha iniziato a monitorare un'onda tropicale localizzata poche centinaia di miglia a sud delle isole di Capo Verde. La mattina dell'11 agosto la circolazione ha iniziato a diventare più definita, e alle 21:00 UTC la perturbazione è stata classificata dal NHC come depressione tropicale undici. Nel corso del 12 agosto, l'intensificazione della depressione è stata ostacolata dall'ingresso di aria secca e da un modesto wind shear verticale.

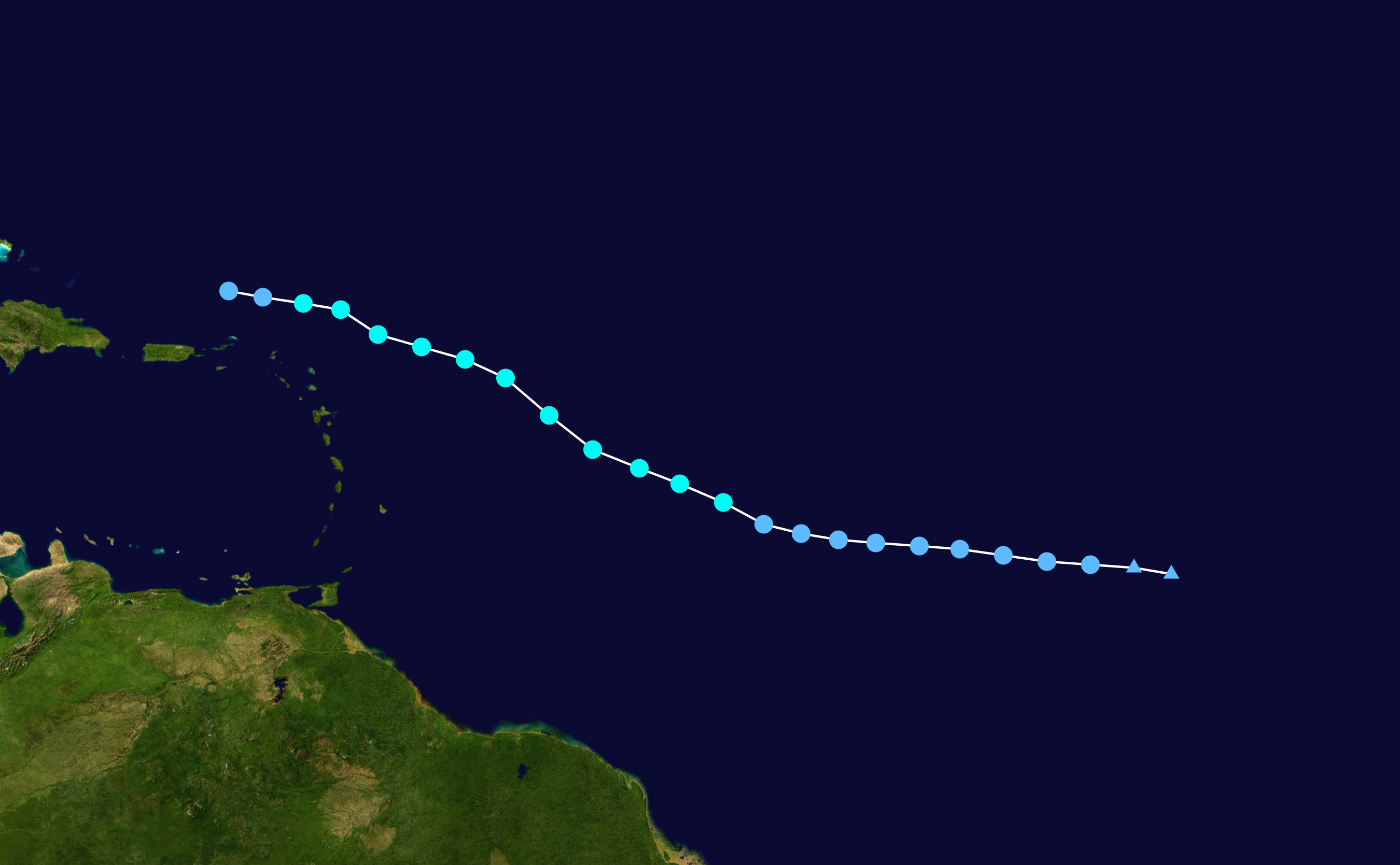
Percorso della tempesta Josephine.

Il 13 agosto, muovendosi in un ambiente più favorevole, la depressione si è intensificata a tempesta tropicale alle 15:00 UTC, mentre si trovava 1 565 km a est-sud-est delle Isole Sopravento Settentrionali, ricevendo il nome Josephine. Josephine è diventata quindi la decima tempesta stagionale più precoce di sempre, battendo il precedente record stabilito dalla tempesta tropicale Jose nel 2005. In seguito, dopo un picco di forza con venti a 75 km/h e una pressione centrale minima di 1 005 mbar, l'intensità della tempesta ha continuato a rimanere instabile a causa di un crescente wind shear verticale. Muovendosi a nord delle Isole Sopravento Settentrionali, Josephine ha iniziato a incontrare condizioni sempre più ostili, indebolendosi a depressione tropicale alle 15:00 UTC del 16 agosto, mentre si trovava a nord delle Isole Vergini. Poco più tardi, alle 21:00 UTC, la depressione si è disgregata in una saccatura.

### Tempesta tropicale Kyle

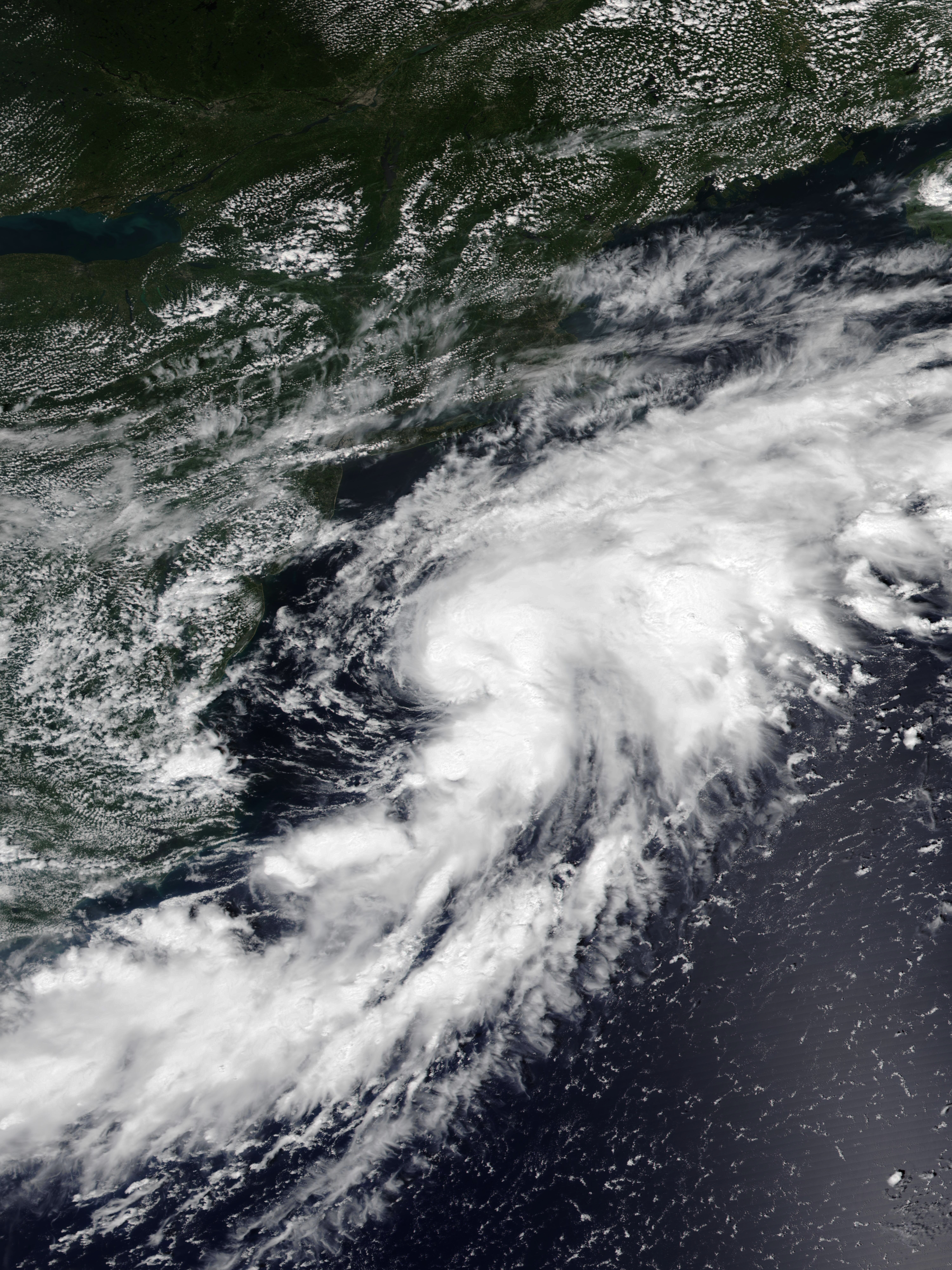
La tempesta Kyle il 14 agosto.

La mattina del 13 agosto 2020, il National Hurricane Center ha iniziato a monitorare un'area di bassa pressione localizzata sopra la Carolina del Nord e in movimento verso la corrente del Golfo. Le acque calde di questa zona dell'Atlantico hanno quindi permesso alla perturbazione, in movimento verso est-nord-est, di organizzarsi rapidamente e alle 21:00 UTC del 14 agosto, mentre si trovava 300 km a sud-est della costa del New Jersey, è stata classificata dal NHC come tempesta tropicale, ricevendo il nome Kyle. Kyle è diventata quindi l'undicesima tempesta stagionale più precoce di sempre, battendo di dieci giorni il precedente record stabilito dall'uragano Katrina nel 2005.

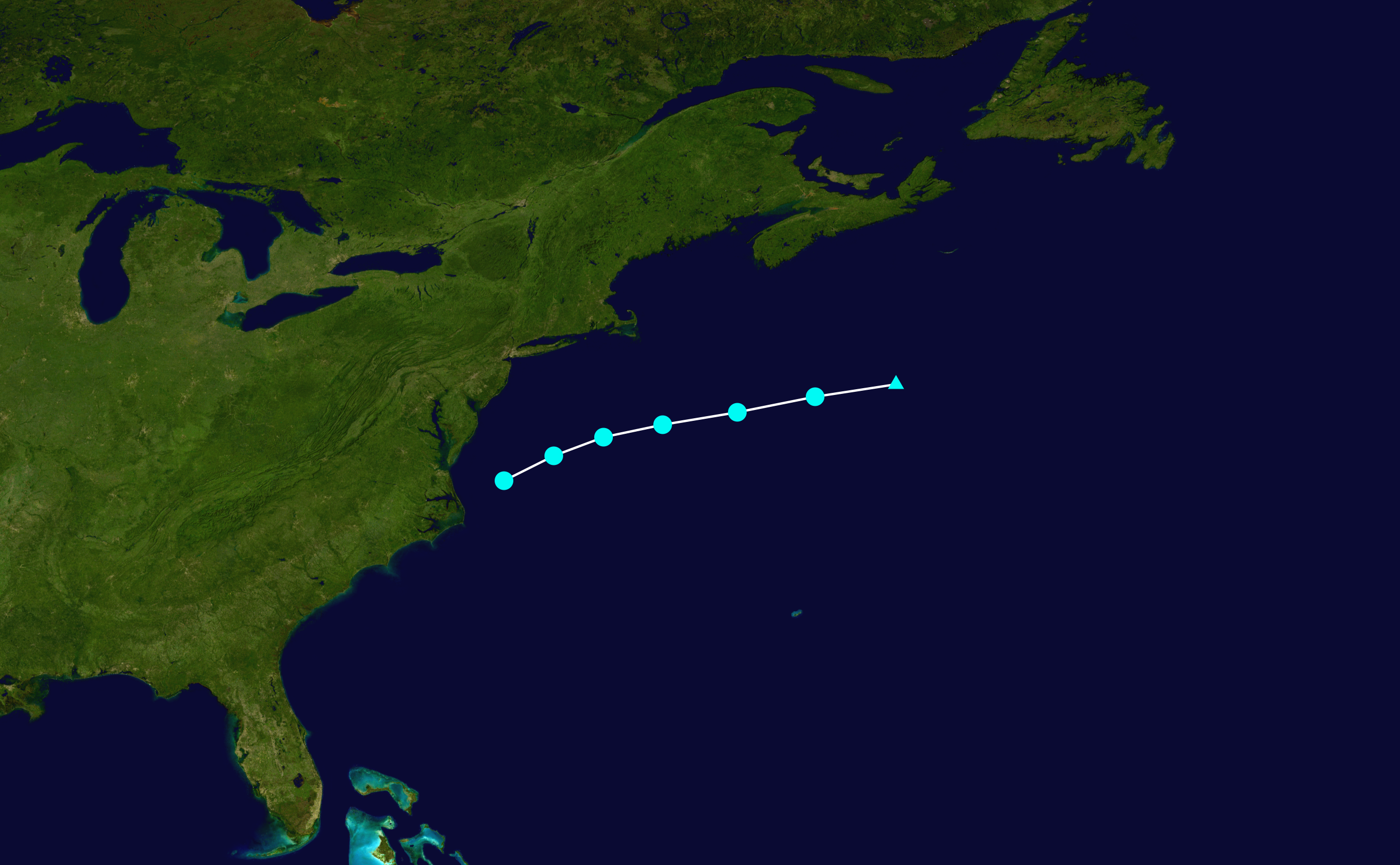
Percorso della tempesta Kyle.

Poco dopo mezzogiorno del 15 agosto, Kyle ha raggiunto il picco di intensità con venti massimi sostenuti di 85 km/h e una pressione atmosferica centrale minima di 1 000 mbar. Nel frattempo, la circolazione ha iniziato rapidamente ad allungarsi e la tempesta ha cominciato a perdere le sue caratteristiche tropicali. La circolazione è diventata sempre più asimmetrica e all'inizio del 16 agosto, alle 09:00 UTC, Kyle è diventato un ciclone extratropicale, mentre si trovava 880 km a sud-ovest di Capo Race, Terranova. Il 20 agosto, i resti di Kyle sono stati assorbiti dalla tempesta extratropicale Ellen, che ha poi prodotto venti di burrasca sull'Irlanda e la Gran Bretagna.

### Uragano Laura

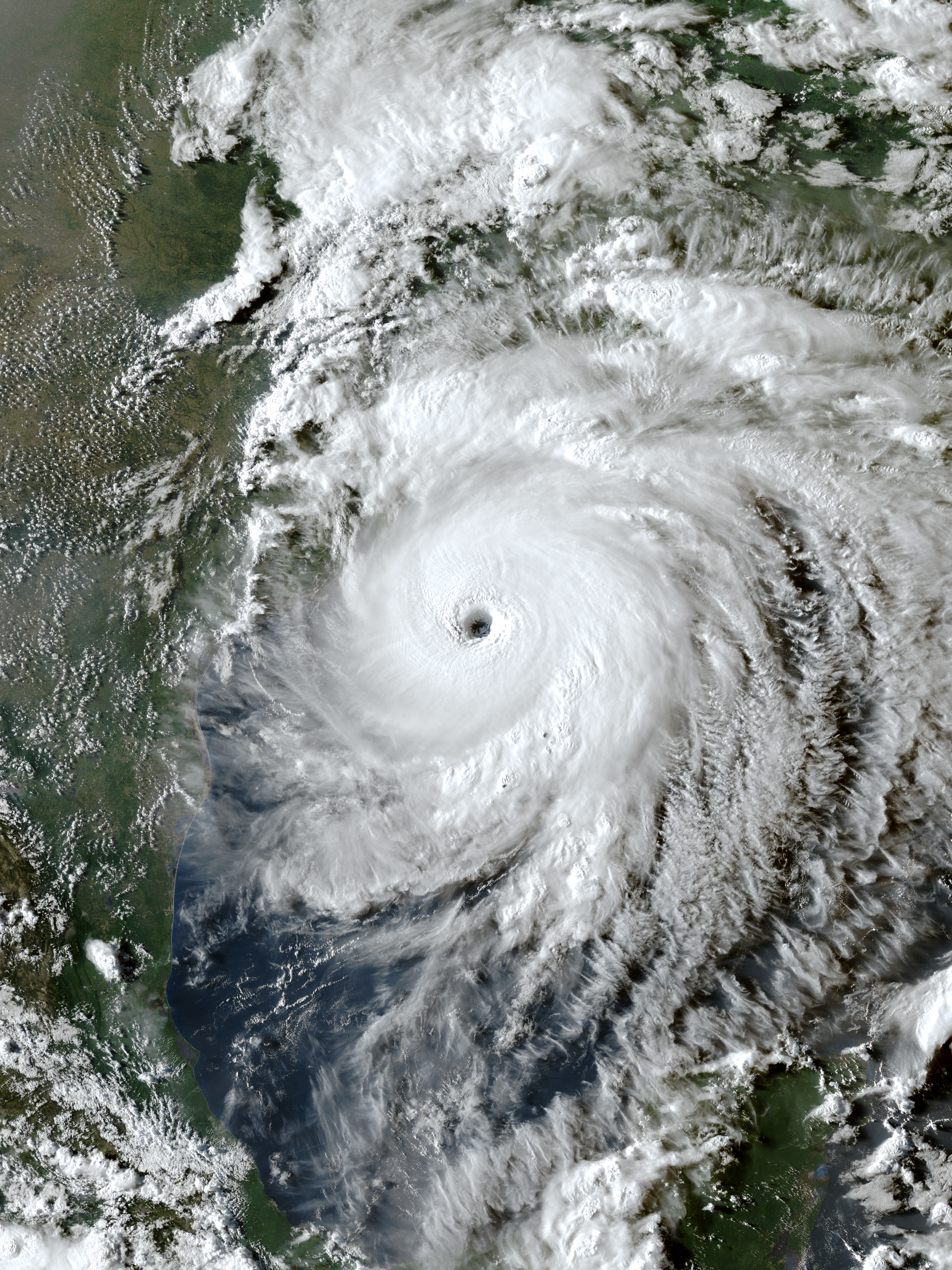
L'uragano Laura il 26 agosto.

Il 16 agosto 2020, il National Hurricane Center ha iniziato a monitorare un'onda tropicale in movimento nell'Atlantico centrale. Muovendosi verso le Isole Sopravento Meridionali, la perturbazione è diventata sempre più organizzata, rafforzandosi a depressione tropicale alle 03:00 UTC del 20 agosto, e poi a tempesta tropicale alle 13:05 UTC del 21 agosto, ricevendo il nome Laura. Laura è diventata quindi la dodicesima tempesta stagionale più precoce di sempre, battendo il precedente record dell'uragano Luis del 1995. Il 22 agosto, Laura ha attraversato le Isole Sopravento Meridionali e si è mossa a sud di Porto Rico, per poi approdare, alle 03:00 UTC del 23 agosto, nella Repubblica Dominicana, con venti di 85 km/h. Durante il 24 agosto, Laura si è mossa lungo la costa sud dell'isola di Cuba, effettuando un primo approdo nella provincia di Santiago di Cuba alle 00:00 UTC con venti fino a 95 km/h, e poi un secondo nella provincia di Pinar del Río in serata.

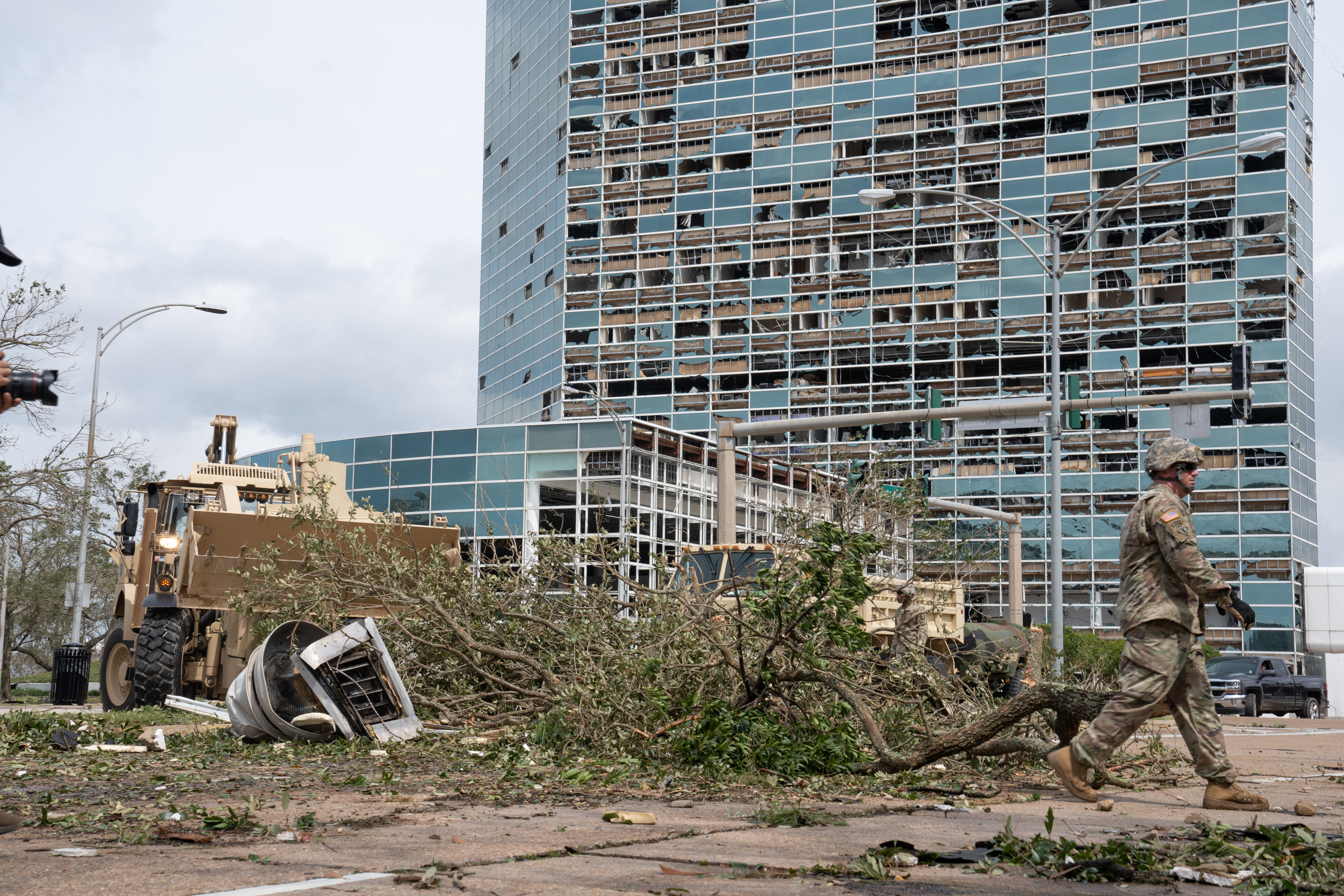
I danni causati dall'uragano Laura a Lake Charles, in Louisiana.

La mattina del 25 agosto, Laura è entrata nel golfo del Messico, dove si è rafforzata ad uragano di categoria 1 alle 12:15 UTC. Nel corso del 26 agosto, mentre si muoveva verso Texas e Louisiana, una fase di rapida intensificazione ha portato Laura a diventare un uragano di categoria 4 alle 18:00 UTC. Alle 01:00 UTC del 27 agosto, Laura ha raggiunto il picco di intensità, con venti massimi sostenuti di 240 km/h e una pressione centrale minima di 937 mbar, e cinque ore più tardi è approdata in Louisiana nei pressi di Cameron. Una volta nell'entroterra, Laura si è indebolita prima ad uragano di categoria 2 alle 10:00 UTC, poi a tempesta tropicale nel pomeriggio, e infine a depressione alle 03:00 UTC del 28 agosto, mentre si trovava sull'Arkansas. La mattina del 29 agosto la depressione si è disgregata sopra il Kentucky nord-orientale.
Mentre attraversava l'isola di Hispaniola, Laura ha prodotto intense precipitazioni sulla Repubblica Dominicana e Haiti. In Repubblica Dominicana sono stati rilevati accumuli fino 300 mm e 4 persone sono morte; ad Haiti sono state registrate 31 vittime. Negli Stati Uniti, dove il Texas sud-orientale e la Louisiana sud-occidentale sono stati duramente colpiti, i danni sono stati stimati in almeno 8,7 miliardi di dollari e 36 persone hanno perso la vita.

### Uragano Marco

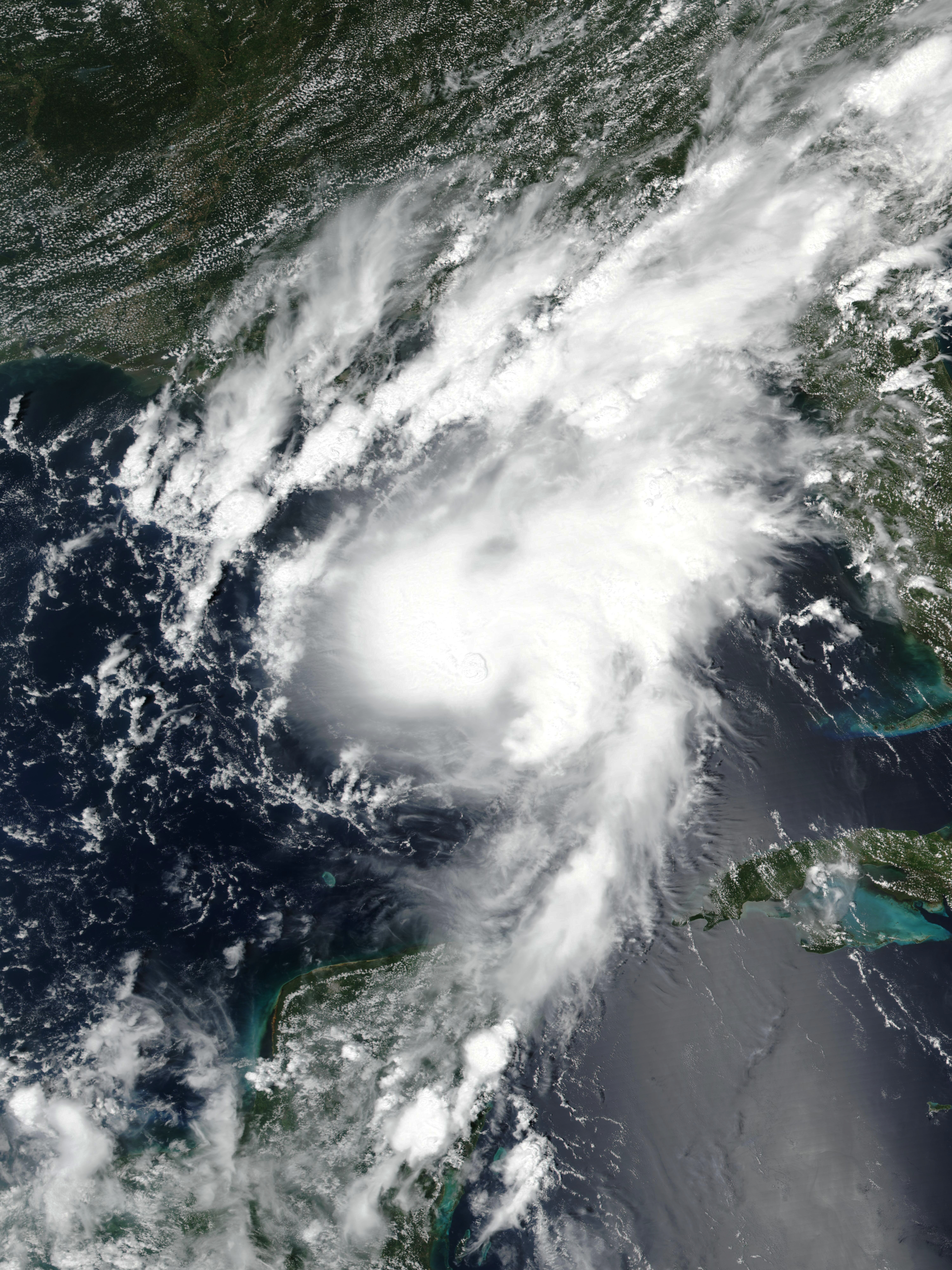
L'uragano Marco il 23 agosto.

Alle 00:00 UTC del 16 agosto 2020, il National Hurricane Center ha iniziato a monitorare un'onda tropicale in movimento sopra l'Atlantico centrale, in vista di una possibile ciclogenesi tropicale. Il 19 agosto, dopo aver attraversato le Isole Sopravento Meridionali, la perturbazione è entrata nel mare dei Caraibi dove, mentre si trovava a sud delle Grandi Antille, ha iniziato a organizzarsi. Il 20 agosto, alle 15:00 UTC, i dati satellitari hanno quindi portato il NHC a classificare la perturbazione come depressione tropicale quattordici. La depressione ha continuato a muoversi verso ovest in direzione del confine tra Honduras e Nicaragua, per poi deviare velocemente verso nord. Alle 03:00 UTC del 22 agosto, la depressione, localizzata 290 km a sud-est della penisola dello Yucatán, si è intensificata a tempesta tropicale, ricevendo il nome Marco. Marco è diventato quindi l'undicesima tempesta stagionale più precoce di sempre, battendo di undici giorni il precedente record detenuto ex aequo dall'uragano Maria del 2005 e dalla tempesta tropicale Lee del 2011.

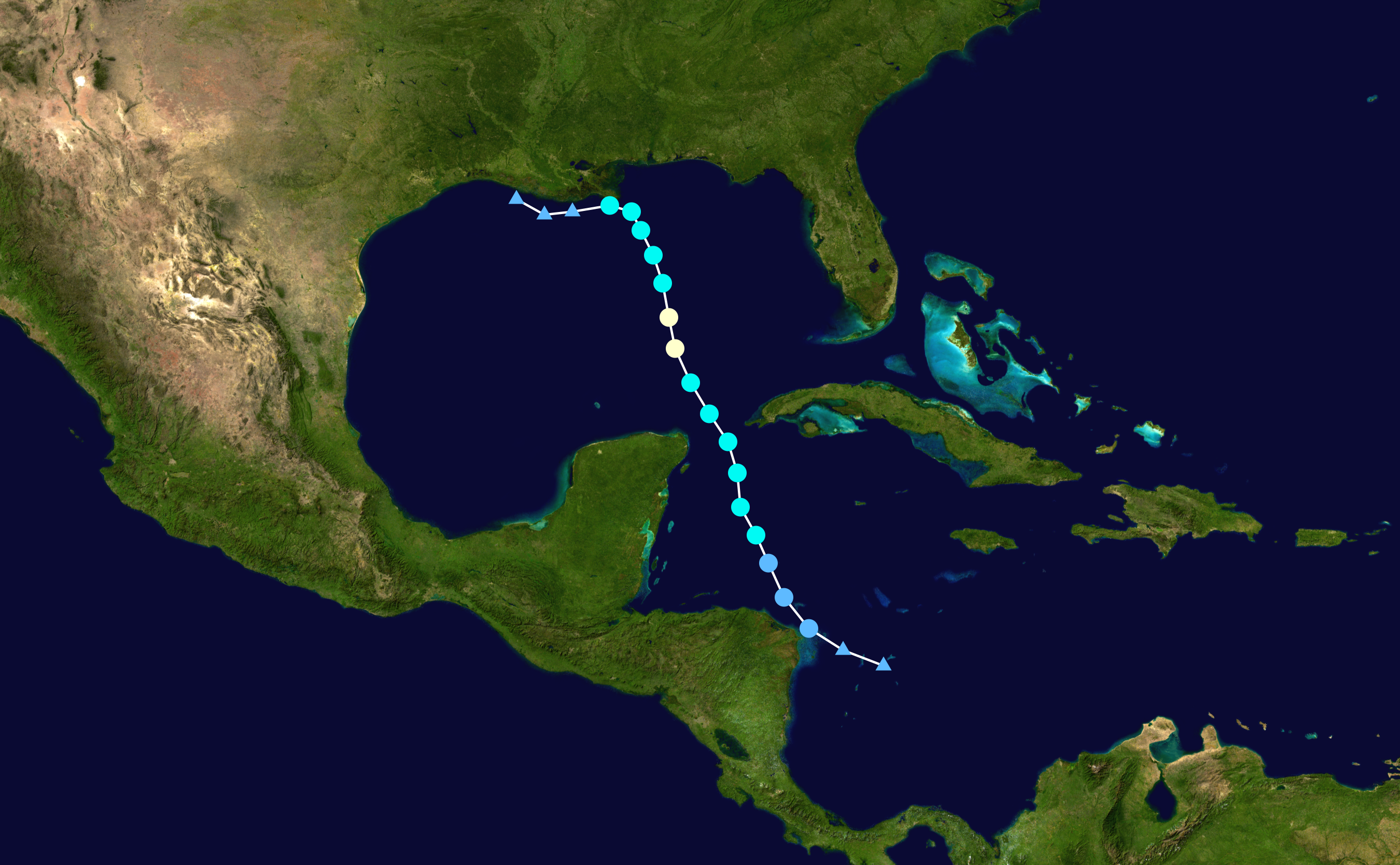
Il percorso dell'uragano Marco.

Dopo aver raggiunto un primo picco di intensità con venti di 105 km/h, una pressione minima di 992 mbar e un occhio in via di definizione, un aumento del wind shear ha reso la tempesta asimmetrica, l'occhio si è offuscato e la sua pressione è aumentata leggermente. L'indebolimento si è rivelato però di breve durata, e una volta entrata nelle calde acque del golfo del Messico, alle 16:30 UTC del 23 agosto, la tempesta si è rafforzata ad uragano di categoria 1, per poi raggiungere il picco di intensità alle 21:00 UTC con venti massimi di 120 km/h e una pressione centrale minima di 991 mbar. Tuttavia, poco dopo, un forte wind shear creato da una vicina saccatura ha portato Marco ad indebolirsi rapidamente e alle 03:00 UTC del 24 agosto è ridiventato una tempesta tropicale. Alle 23:00 UTC, Marco è approdato in Louisiana, vicino alla foce del fiume Mississippi, come una debole tempesta tropicale con venti di 65 km/h e una pressione minima di 1 006 mbar. Alle 03:00 UTC del 15 agosto, la tempesta si è indebolita a depressione, per poi disgregarsi alle 09:00 UTC a sud della Louisiana.
Mentre ha attraversato il canale dello Yucatán, gli effetti di Marco si sono fatti sentire principalmente nello stato messicano del Chiapas, dove si è registrata una vittima e si sono verificati diversi allagamenti, e nella provincia cubana di Pinar del Río, dove sono stati rilevati accumuli pluviometrici fino a 97 mm. L'impatto della tempesta negli Stati Uniti è stato minimo, con raffiche di vento non superiori a 61 km/h registrate a Petit Bois Island, in Mississippi.

### Uragano Nana

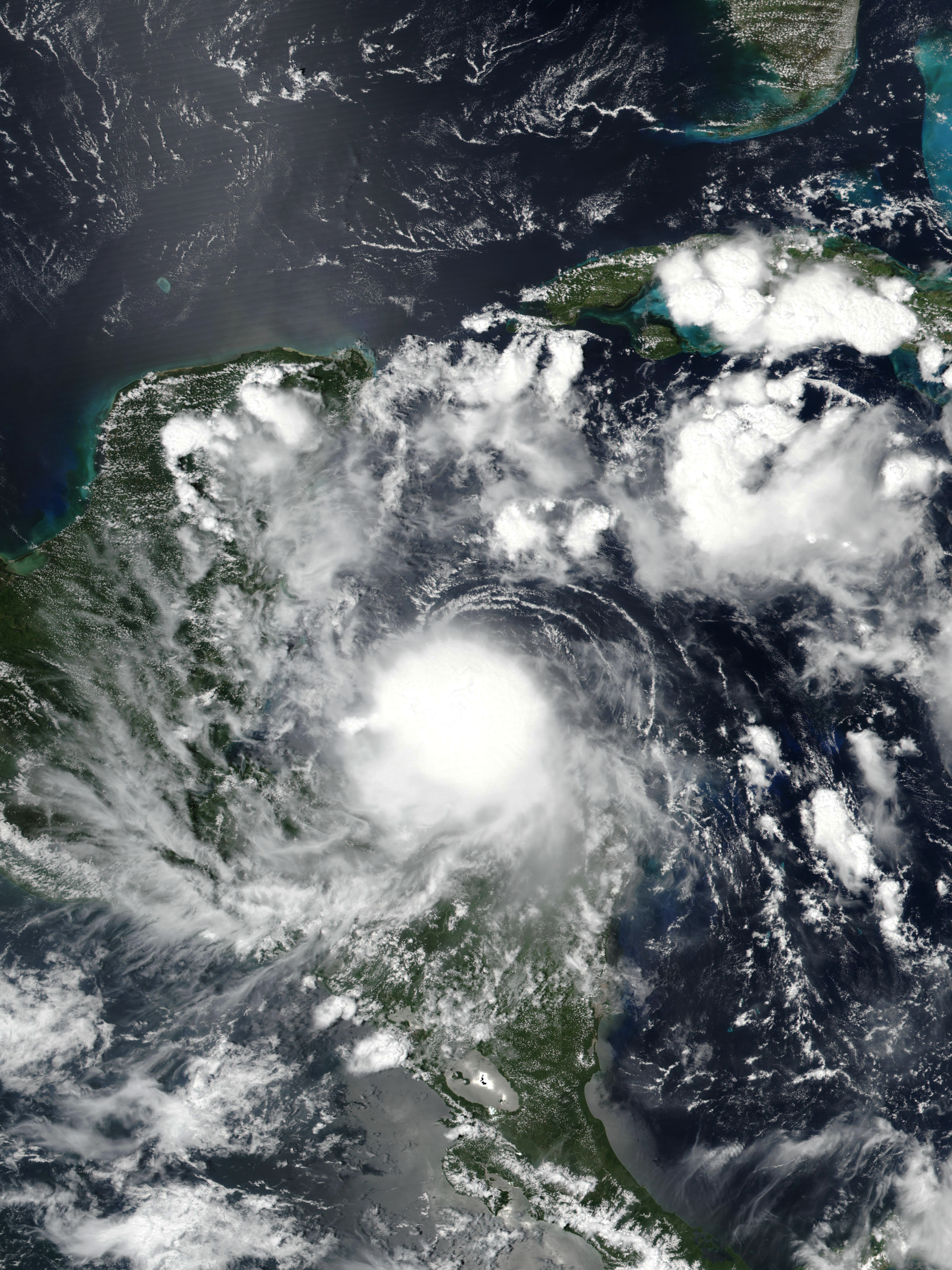
L'uragano Nana il 2 settembre.

Il 27 agosto 2020, il National Hurricane Center ha iniziato a monitorare un'onda tropicale in movimento sopra l'Atlantico. Il 30 agosto, la perturbazione è entrata nel mare dei Caraibi, dove le condizioni ambientali erano più favorevoli, e alle 15:00 UTC del 1º settembre, in vista di un'imminente ciclogenesi tropicale, il NHC l'ha classificata come potenziale ciclone tropicale sedici. Un'ora più tardi, mentre si trovava 195 km sud-ovest della Giamaica, la perturbazione è diventata sufficientemente organizzata da essere finalmente classificata come tempesta tropicale, ricevendo il nome Nana. Nana è diventata quindi la quattordicesima tempesta stagionale più precoce di sempre, battendo il precedente record dell'uragano Nate del 2005.

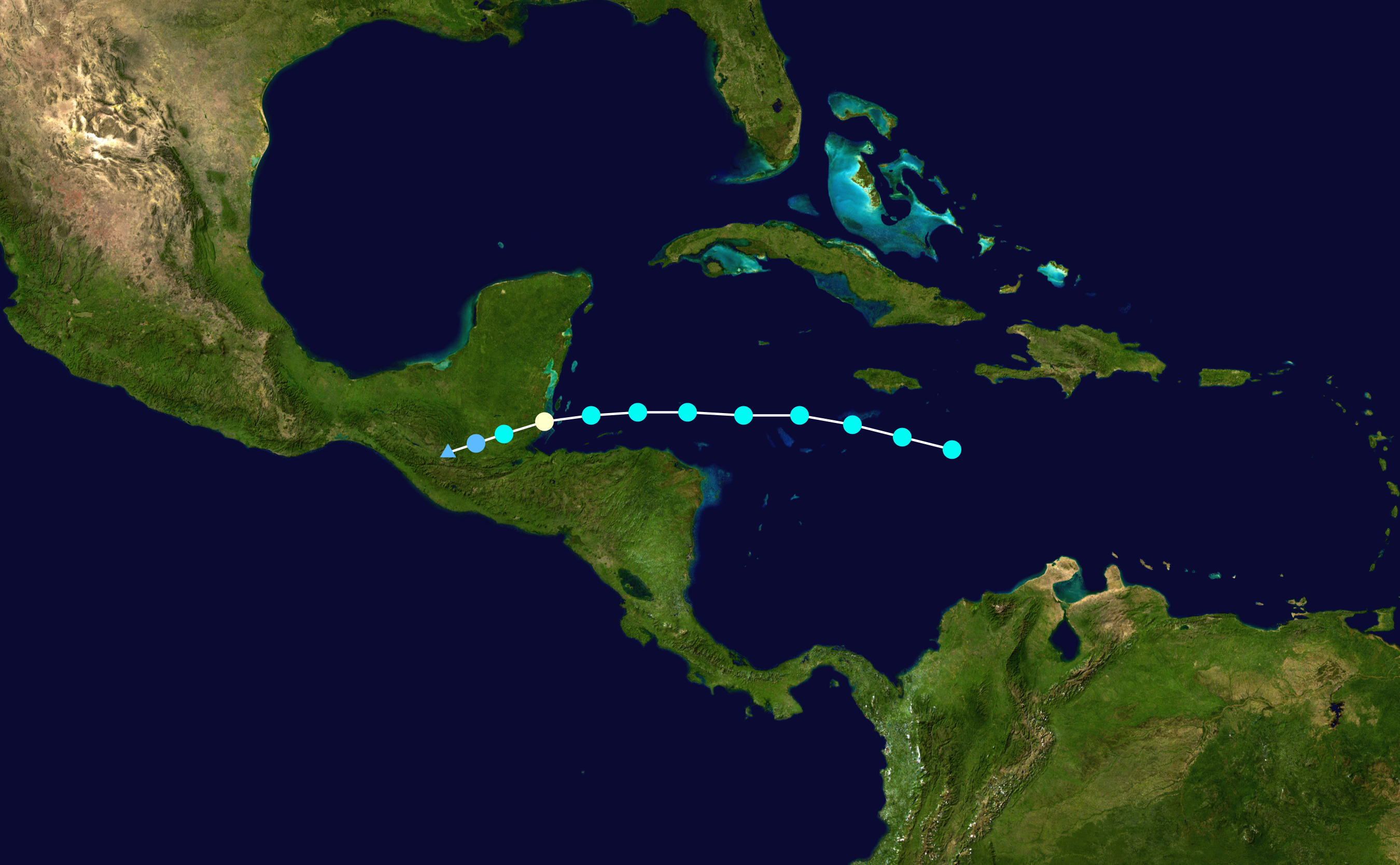
Il percorso dell'uragano Nana.

Nel corso del 2 settembre, muovendosi verso ovest, Nana ha mantenuto venti di 95 km/h e una pressione minima oscillante tra i 996 e i 1 000 mbar. Alle 03:00 UTC del 3 settembre, un aumento della attività convettiva ha portato Nana a rafforzarsi ad uragano di categoria 1, con venti di 120 km/h e una pressione centrale minima di 994 mbar. Tre ore più tardi, Nana è approdata in Belize, tra Dangriga e Placencia, con un'intensità pressoché simile. Una volta nell'entroterra, Nana si è indebolita rapidamente a causa del contatto con il terreno montuoso tra Belize e Guatemala, venendo declassata prima a tempesta tropicale alle 09:00 UTC e poi a depressione alle 21:00 UTC. Alle 03:00 UTC del 4 settembre la depressione si è disgregata nei pressi del confine tra Guatemala e Messico. I resti di Nana si sono poi mossi sopra il golfo di Tehuantepec, dove il 5 settembre hanno dato origine alla tempesta tropicale Julio nel Pacifico orientale.
In Belize, dove oltre 4 000 persone sono state evacuate nel sud del paese in previsione dell'arrivo di Nana, particolarmente ingenti sono stati i danni alle coltivazioni, con oltre 960 acri di piantagioni di banane andati completamente distrutti e danni stimati in almeno 20,5 milioni di dollari. In Honduras, le piogge hanno causato diversi allagamenti a Roatán. Forti precipitazioni hanno interessato anche le aree al confine tra Guatemala e Messico.

### Tempesta tropicale Omar

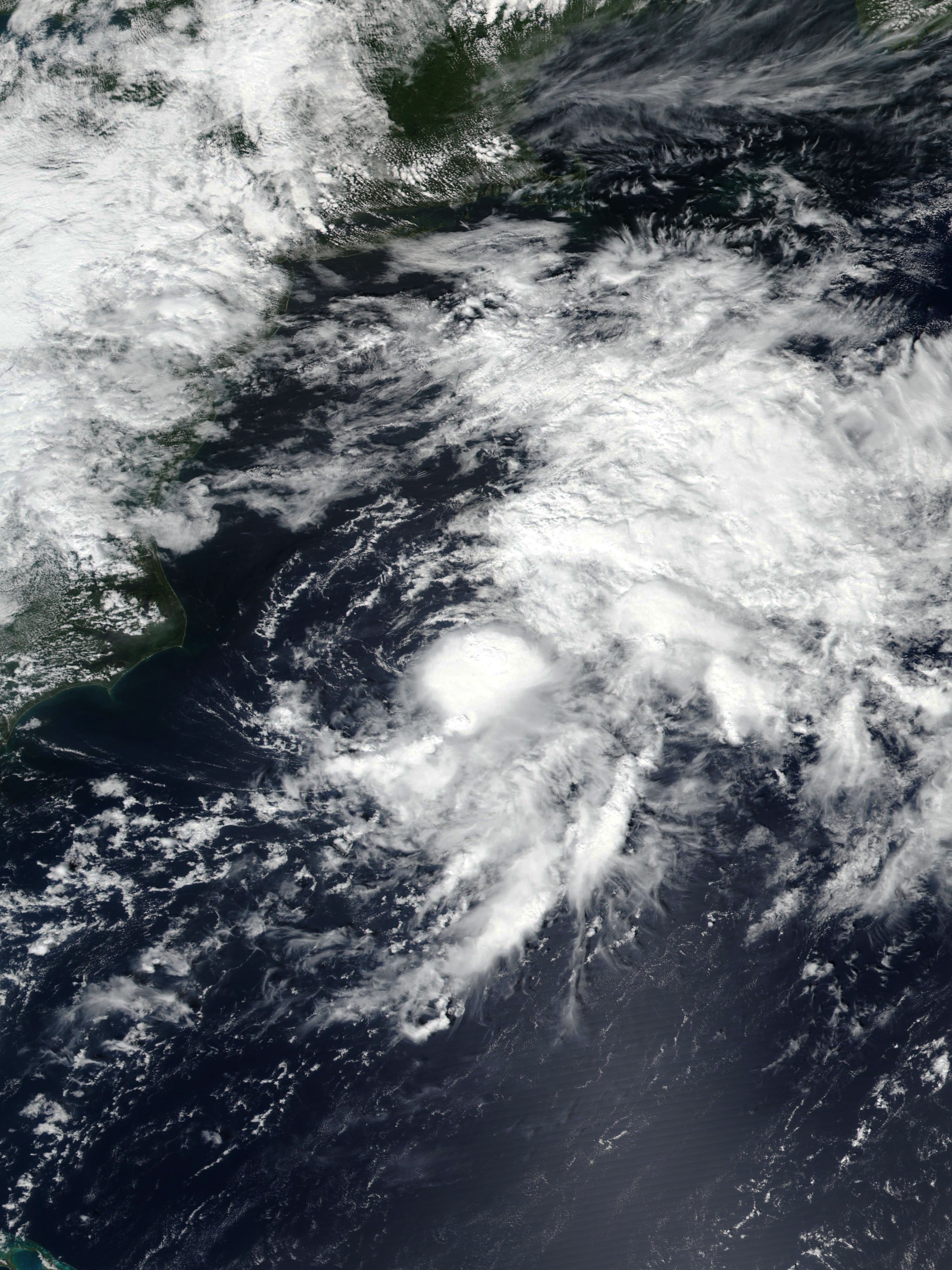
La tempesta Omar il 1º settembre.

La mattina del 30 agosto 2020, il National Hurricane Center ha iniziato a monitorare una perturbazione posizionata sulla Florida settentrionale, che durante la notte si è mossa al largo della costa degli Stati Uniti sud-orientali. La perturbazione si è quindi ritrovata sulle calde acque della corrente del Golfo, dove ha iniziato a rafforzarsi e alle 21:00 UTC del 31 agosto è stata classificata dal NHC come depressione tropicale quindici. Il 1º settembre alle 21:00 UTC, la depressione, localizzata 365 km a est di Capo Hatteras, si è intensificata a tempesta tropicale, ricevendo il nome Omar.

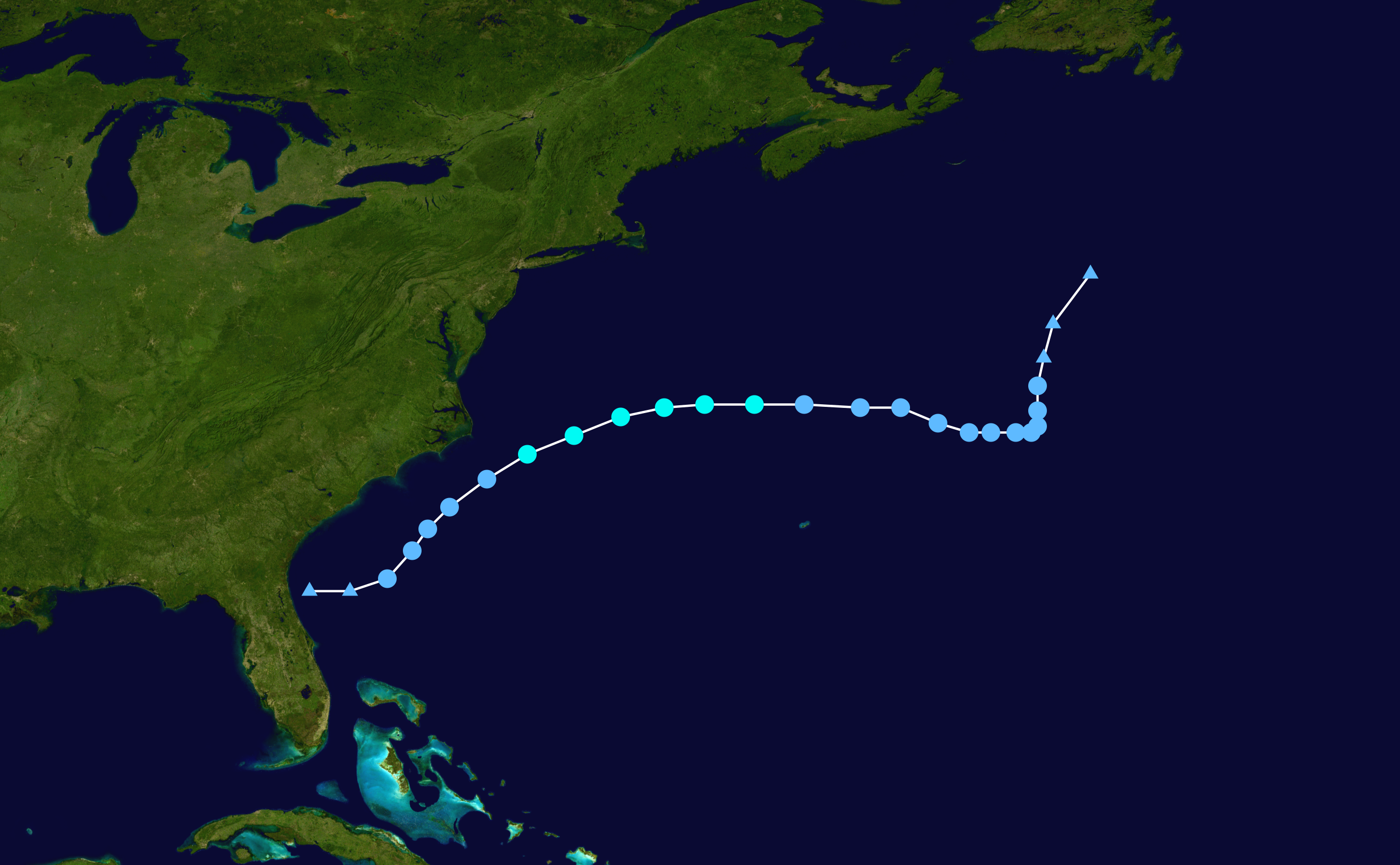
Il percorso della tempesta Omar.

Omar è diventata quindi la quindicesima tempesta stagionale più precoce di sempre, battendo di sei giorni il precedente record stabilito dall'uragano Ophelia nel 2005. Dopo aver mantenuto venti di 65 km/h per circa 24 ore e raggiunto una pressione centrale minima di 1 003 mbar, un forte wind shear proveniente da nord-ovest ha indebolito la tempesta nuovamente a depressione alle 21:00 UTC del 2 settembre. Nonostante le condizioni ambientali avverse, Omar è riuscito a mantenere le caratteristiche di un ciclone tropicale e un minimo di attività convettiva durante tutto il 3 e il 4 settembre. La mattina del 5 settembre, Omar ha iniziato a deviare verso nord-est e alle 21:00 UTC la depressione si è infine disgregata.

### Uragano Paulette

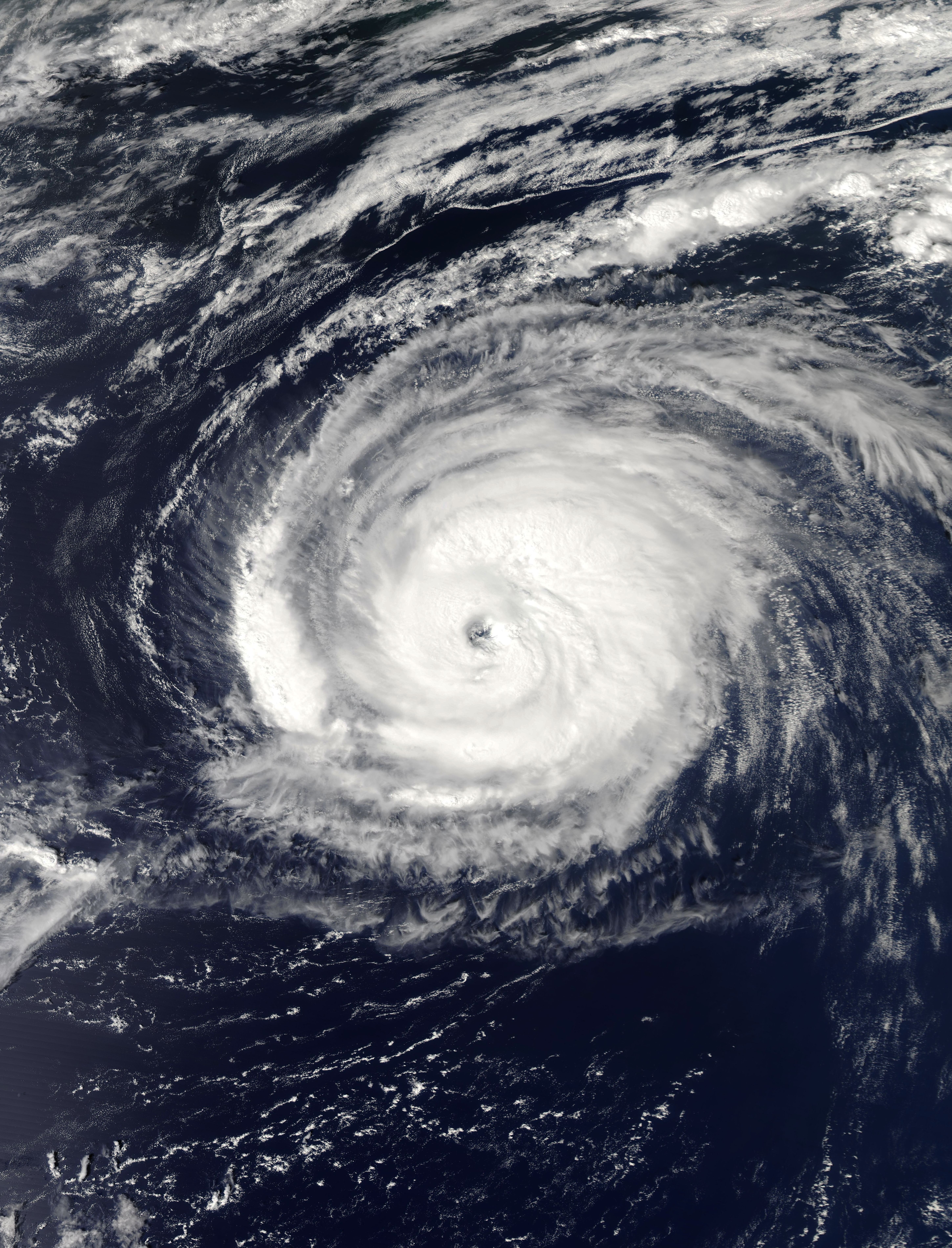
L'uragano Paulette il 14 settembre.

Alle 12:00 UTC del 30 agosto 2020, il National Hurricane Center ha iniziato a monitorare un'onda tropicale localizzata sopra l'Africa occidentale, che il 2 settembre si è mossa sulle acque dell'Atlantico dirigendosi verso ovest. Il 7 settembre alle 03:00 UTC, la perturbazione è diventata sufficientemente organizzata da essere classificata dal NHC come depressione tropicale diciassette, mentre si trovava 1 865 km a ovest delle isole di Capo Verde. Lo stesso giorno, alle 15:00 UTC, i dati provenienti da uno scatterometro satellitare hanno confermato che la depressione si era rafforzata a tempesta tropicale, cha ha ricevuto il nome Paulette. Paulette è diventata quindi la sedicesima tempesta stagionale più precoce di sempre, battendo di dieci giorni il precedente record dell'uragano Philippe del 2005. Muovendosi in direzione ovest-nord-ovest sulle calde acque dell'Atlantico, Paulette ha continuato a intensificarsi, raggiungendo alle 15:00 UTC dell'8 settembre venti di 100 km/h. Dodici ore più tardi un aumento del wind shear verticale ha portato la tempesta ad indebolirsi leggermente.

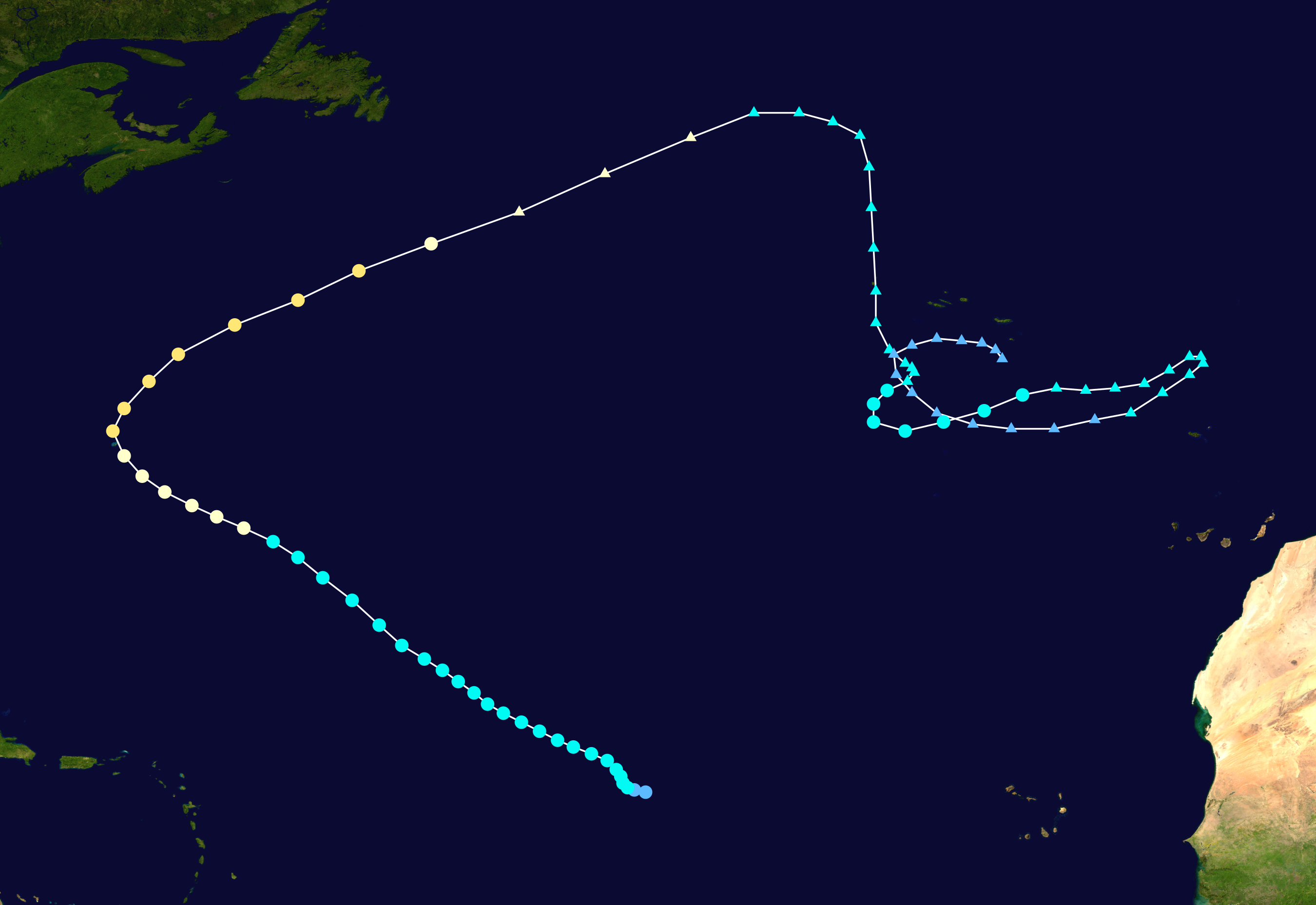
Il percorso dell'uragano Paulette.

Durante il 12 settembre, una diminuzione del wind shear ha permesso a Paulette di rafforzarsi nuovamente e alle 03:00 UTC del 13 settembre è diventata un uragano di categoria 1, mentre si trovava 615 km a sud-est di Bermuda. Mentre si dirigeva verso Bermuda, l'uragano ha continuato ad intensificarsi, la circolazione è diventata più simmetrica e l'occhio ha iniziato a definirsi. Alle 06:00 UTC del 14 settembre, l'eyewall settentrionale di Paulette è approdato sull'isola di Bermuda e tre ore più tardi l'intera isola si è ritrovata nell'occhio dell'uragano, che nel frattempo aveva raggiunto venti di 150 km/h e una pressione centrale minima di 973 mbar. Alle 12:00 UTC, mentre si allontanava da Bermuda accelerando verso nord-est, Paulette si è rafforzata ad uragano di categoria 2 e sei ore più tardi ha raggiunto il picco di intensità con venti massimi di 170 km/h e una pressione centrale minima di 965 mbar. La sera del 15 settembre, l'uragano ha iniziato a indebolirsi e a perdere le sue caratteristiche tropicali e alle 15:00 UTC del 16 settembre è diventato un potente ciclone extratropicale con venti fino a 140 km/h. Cinque giorni più tardi, il ciclone extratropicale, che nel frattempo aveva deviato verso sud-ovest, ha iniziato a riacquisire le caratteristiche di un ciclone tropicale e alle 03:00 UTC del 22 settembre il NHC ha determinato che la tempesta tropicale Paulette si era riformata, circa 480 km a sud-sud-est delle Azzorre. Muovendosi verso ovest, la tempesta ha brevemente raggiunto venti di 95 km/h e una pressione centrale minima di 1 002 mbar, prima di diventare nuovamente un ciclone post-tropicale alle 03:00 del 24 settembre.
In seguito al passaggio di Paulette, un black out parziale ha interessato l'isola di Bermuda, inclusa la sede del Bermuda Weather Service, dove solo la rete telefonica è rimasta attiva. Poco dopo, una raffica di vento di 189 km/h è stata rilevata dal Marine Operations Center ad un'altitudine di 88 metri sul livello del mare. Una vittima indiretta è stata registrata a Lavallette, nel New Jersey, a causa delle correnti di risacca generate dall'uragano lungo la costa statunitense.

### Tempesta tropicale Rene

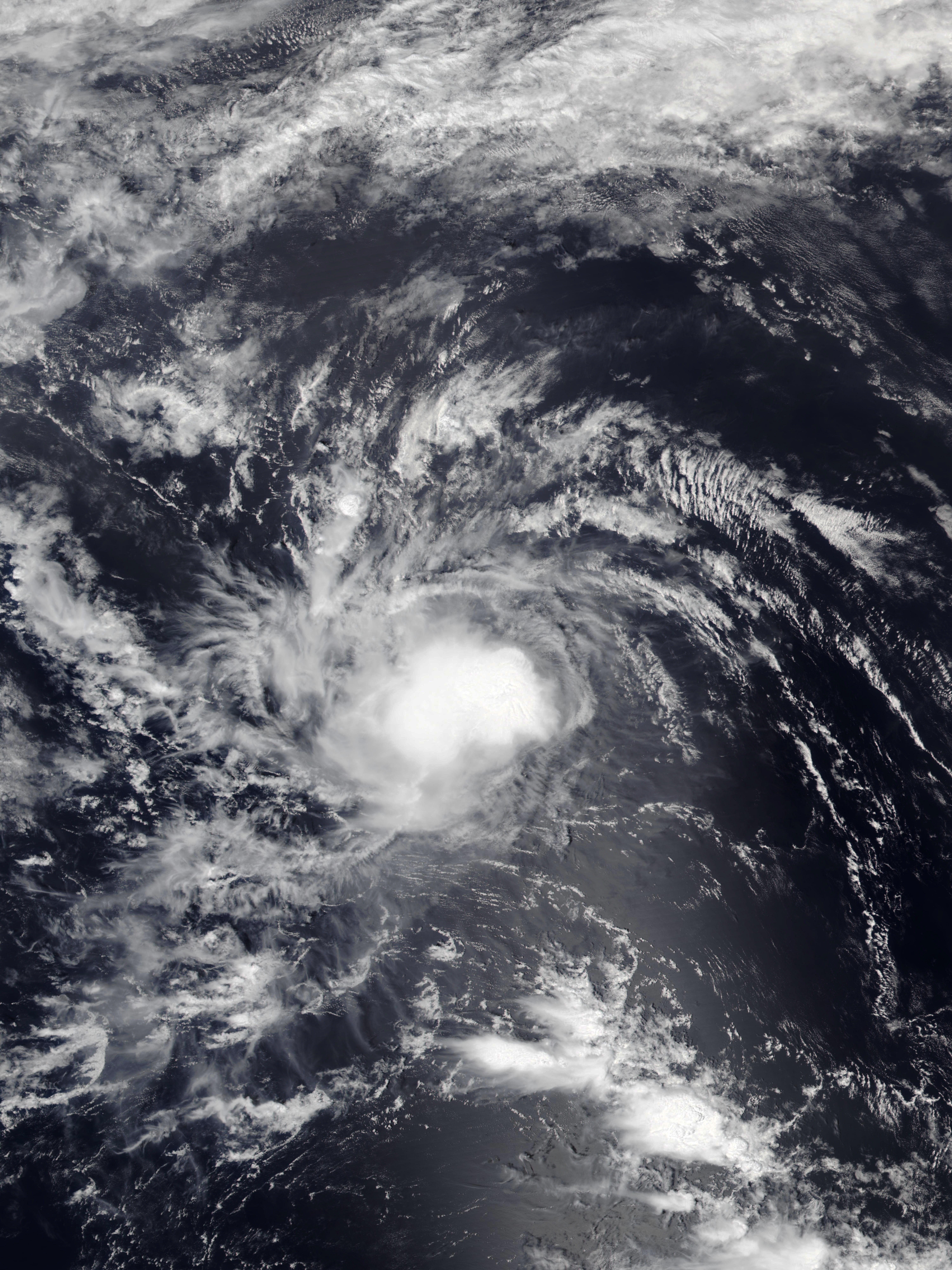
La tempesta Rene il 10 settembre.

Il 3 settembre 2020, il National Hurricane Center ha iniziato a monitorare un'altra onda tropicale localizzata sopra l'Africa. Il 6 settembre, l'onda si è mossa al largo della costa africana iniziando ad organizzarsi rapidamente e alle 09:00 UTC del 7 settembre è stata classificata dal NHC come depressione tropicale diciotto, mentre si trovava 405 km a est-sud-est di Capo Verde. Dodici ore più tardi, la depressione si è rafforzata a tempesta tropicale, ricevendo il nome Rene.

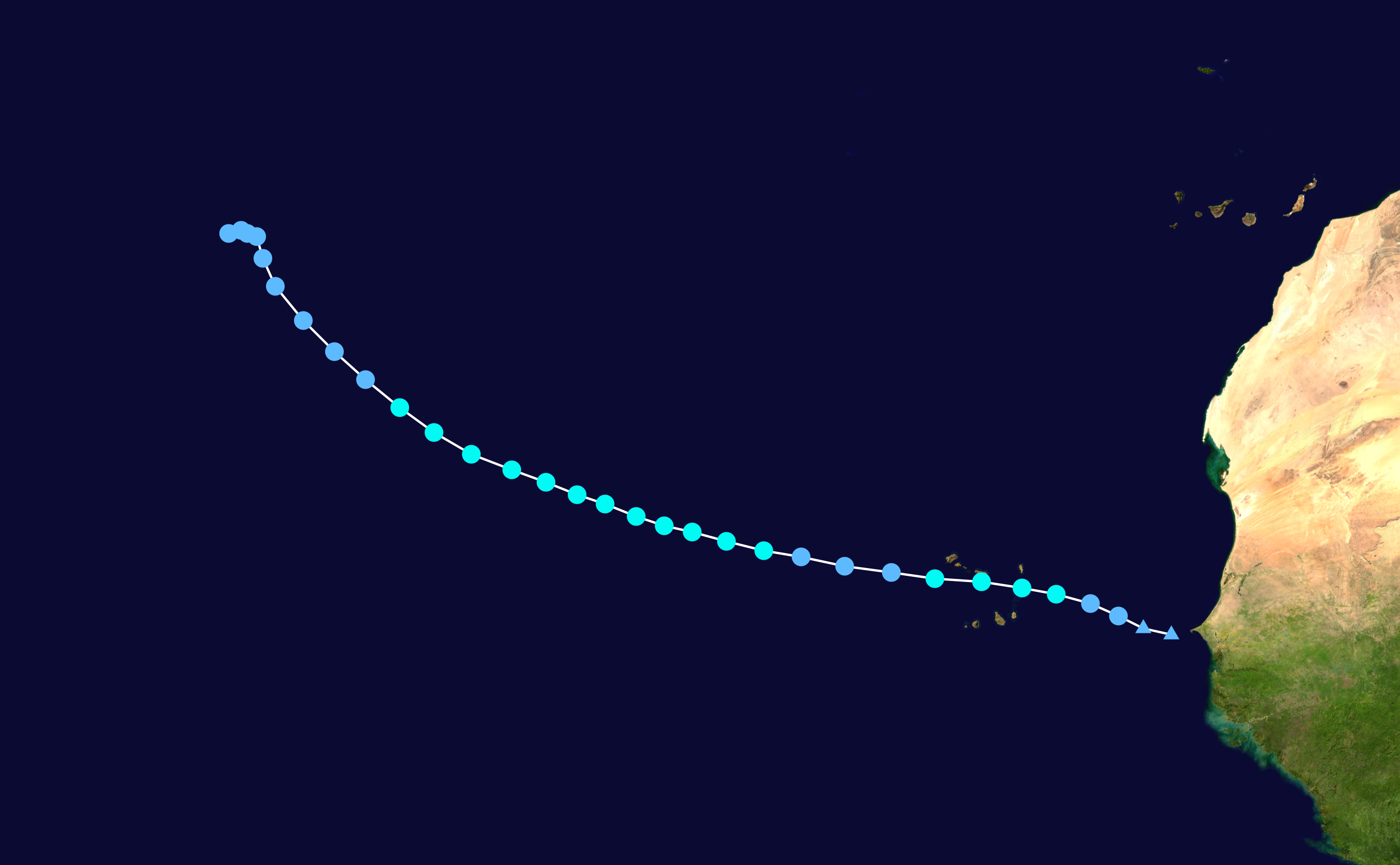
Il percorso della tempesta Rene.

Rene è diventata quindi la diciassettesima tempesta stagionale più precoce di sempre, battendo di undici giorni il precedente record stabilito dall'uragano Rita nel 2005. Alle 00:00 UTC dell'8 settembre, Rene è approdata sull'isola di Boa Vista con venti massimi di 65 km/h. Dopo aver attraversato le isole di Capo Verde, alle 03:00 UTC del 9 settembre la tempesta si è indebolita a depressione. Dodici ore più tardi, nonostante un moderato wind shear da est, Rene si è nuovamente intensificata a tempesta tropicale e alle 15:00 UTC del 10 settembre ha raggiunto il picco di intensità con venti massimi di 85 km/h e una pressione centrale minima di 1 000 mbar. Ventiquattro ore più tardi, gli effetti del wind shear e l'ingresso di aria secca hanno portato Rene, in movimento verso ovest-nord-ovest, ad indebolirsi ancora una volta a depressione. Dopo essere rimasta una depressione per altri due giorni, alle 21:00 UTC del 14 settembre Rene si è disgregata.

### Uragano Sally

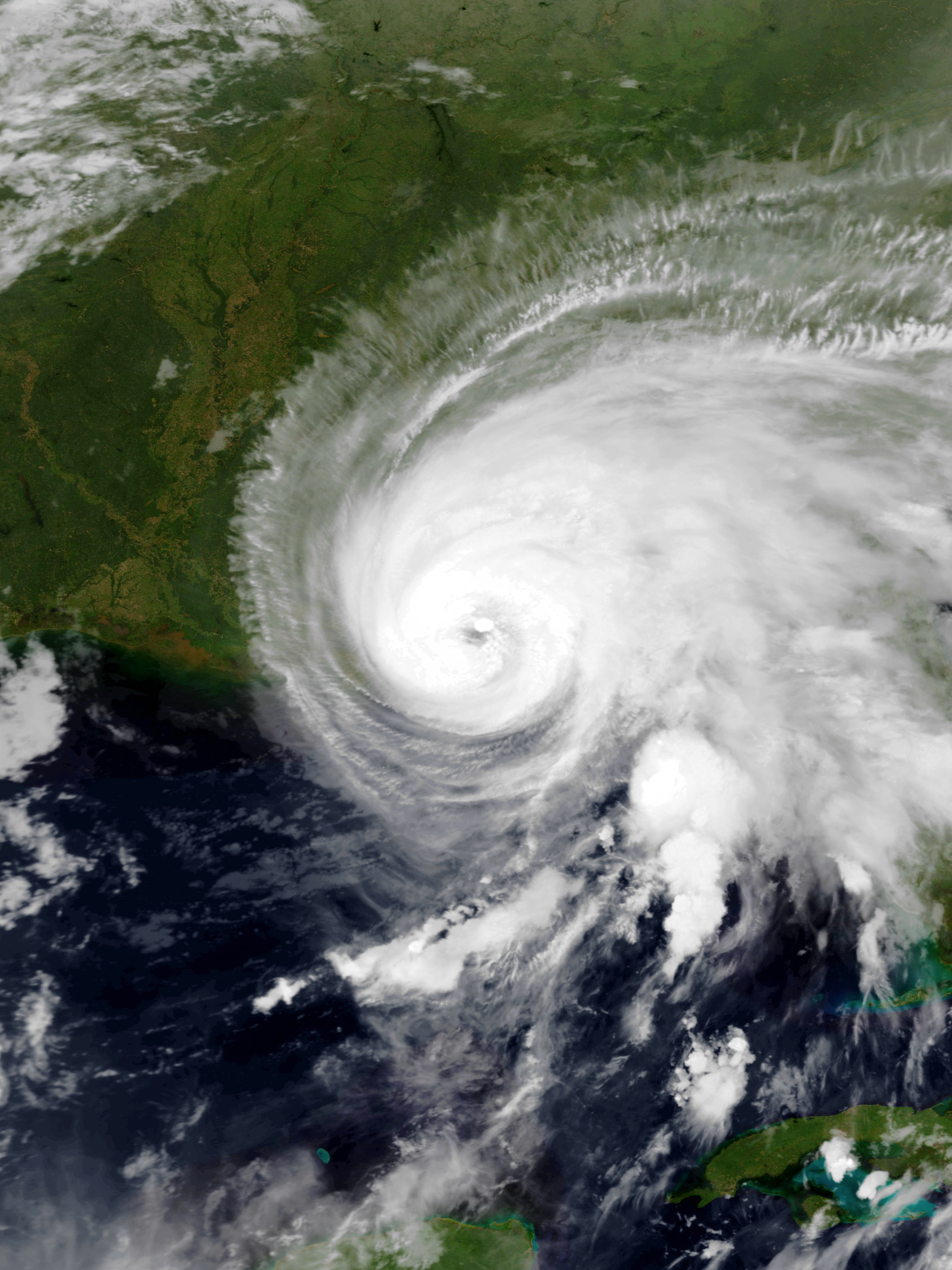
L'uragano Sally il 16 settembre.

Alle 00:00 UTC del 10 settembre 2020, il National Hurricane Center ha iniziato a monitorare una perturbazione localizzata sopra le Bahamas, in vista di una possibile ciclogenesi tropicale. Nei due giorni successivi, la perturbazione è diventata sempre più organizzata e alle 21:00 UTC dell'11 settembre è stata classificata dal NHC come depressione tropicale diciannove, mentre si trovava a più di 100 km a sud-est della costa della Florida. Alle 06:00 UTC del 12 settembre, la depressione è approdata in Florida nei pressi di Miami, con venti massimi di 55 km/h e una pressione centrale minima di 1 007 mbar. La depressione si è quindi mossa sulle calde acque del golfo del Messico, dove alle 18:00 UTC si è rafforzata a tempesta tropicale, ricevendo il nome Sally. Sally è diventata quindi la diciottesima tempesta stagionale più precoce di sempre, battendo di venti giorni il precedente record stabilito dall'uragano Stan nel 2005.

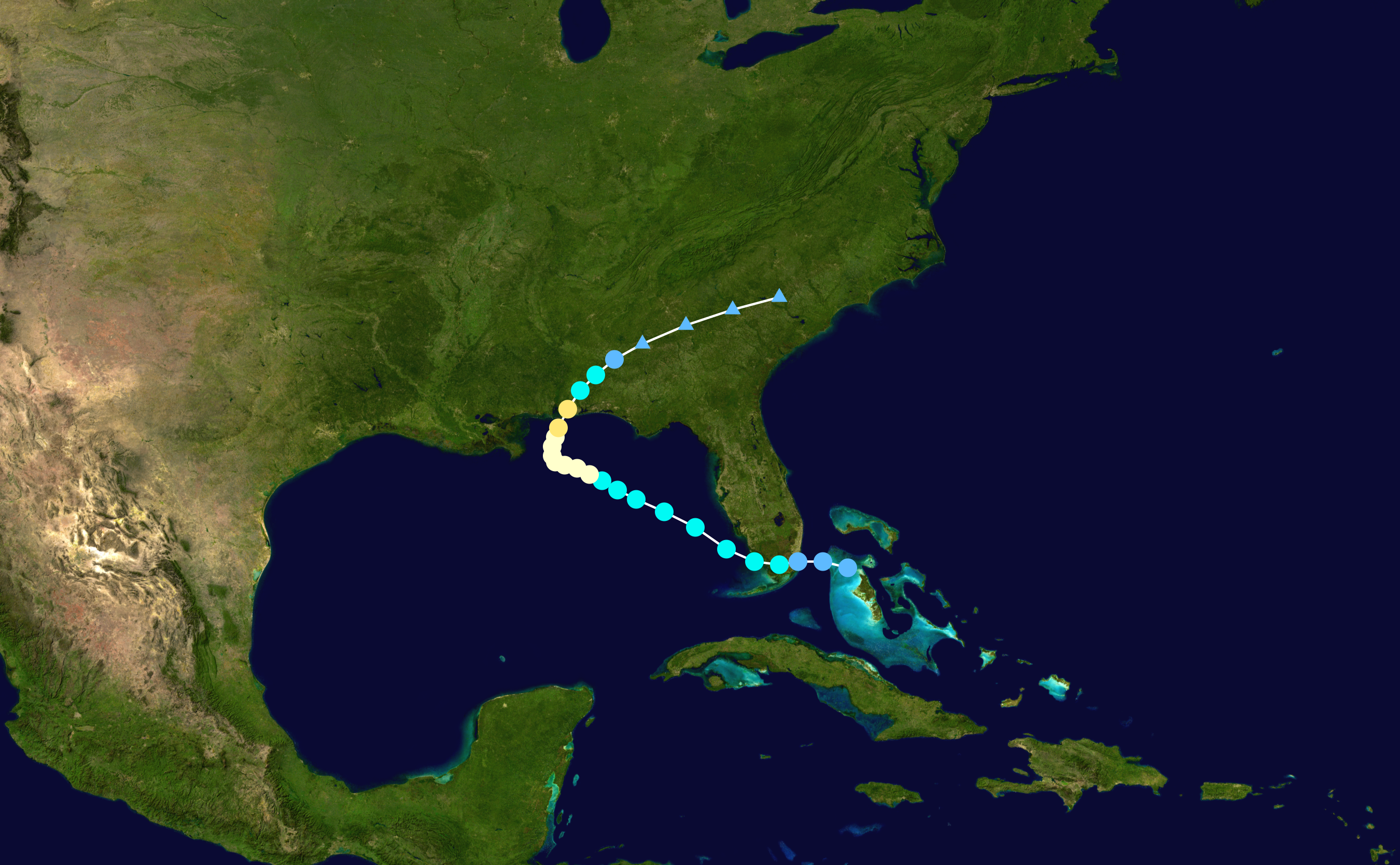
Il percorso dell'uragano Sally.

Muovendosi verso ovest-nord-ovest, Sally ha continuato ad intensificarsi e alle 16:00 UTC del 14 settembre è diventata un uragano di categoria 1, passando da venti fino a 100 km/h a venti fino a 140 km/h nel giro di un'ora. Poco dopo, alle 21:00 UTC, Sally ha raggiunto venti massimi di 155 km/h, sufficienti a classificarla come uragano di categoria 2. Tuttavia, l'intensificazione è stata di breve durata e sei ore più tardi un aumento del wind shear e l'upwelling causato dal lento movimento della tempesta hanno indebolito Sally ad uragano di categoria 1. Muovendosi lentamente verso nord, ad appena 4 km/h, Sally ha continuato ad indebolirsi, nonostante la pressione fosse in diminuzione. Mentre si avvicina alla costa, l'uragano ha cominciato bruscamente ad intensificarsi e l'occhio è diventato sempre più definito. Alle 05:00 UTC del 16 settembre, Sally è ridiventato un uragano di categoria 2 e alle 09:45 UTC è approdato in Alabama, nei pressi di Gulf Shores, nel momento di massima intensità con venti di 165 km/h e una pressione centrale minima di 965 mbar. Una volta nell'entroterra, Sally si è rapidamente indebolita a tempesta tropicale alle 18:00 UTC e poi a depressione alle 03:00 UTC del 17 settembre, prima di disgregarsi alle 15:00 UTC.
Nella Florida meridionale e nelle Florida Keys, Sally ha portato pesanti precipitazioni con accumuli fino a 203 mm a Marathon, 280 mm a Key West e 305 mm a Lower Matecumbe Key, mentre raffiche di 66 km/h sono state registrate nell'area metropolitana di Miami. L'area al confine tra Florida e Alabama, dove Sally è approdata esattamente a sedici anni di distanza e nella stessa località dove era approdato l'uragano Ivan, è stata la più colpita, con accumuli pluviometrici fino a 760 mm rilevati a Bellview e fino a 630 mm a Pensacola, dove l'onda di tempesta ha raggiunto 1,7 metri, la terza più alta mai registrata in città. A Gulf Shores sono state registrate raffiche di vento fino a 198 km/h e a Mobile fino a 134 km/h. Oltre 500 000 utenze sono rimaste senza elettricità tra Louisiana, Alabama, Florida e Georgia. In totale, Sally ha causato danni stimati in almeno 5 miliardi di dollari e provocato 7 vittime.

### Uragano Teddy

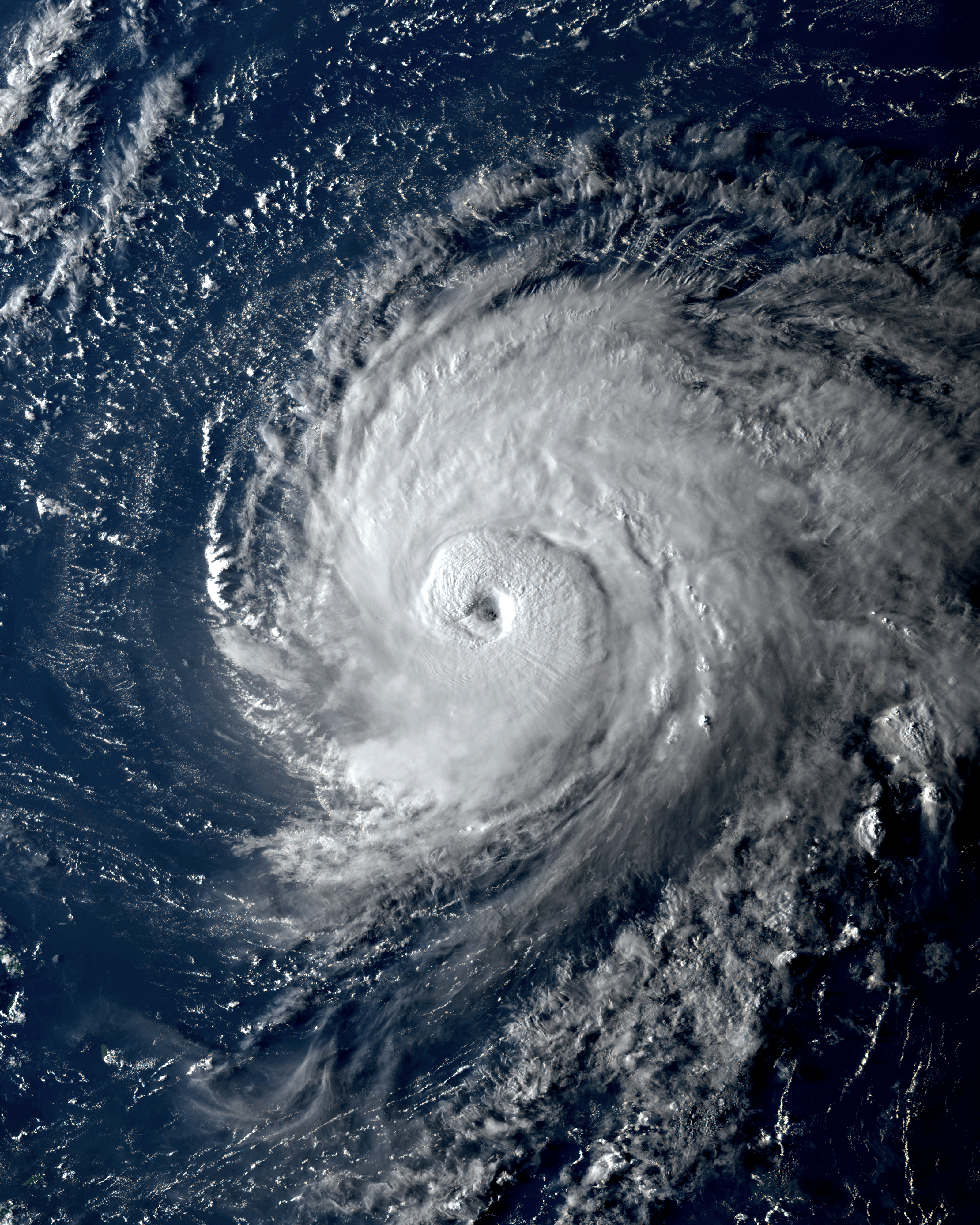
L'uragano Teddy il 17 settembre.

Il 7 settembre 2020, il National Hurricane Center ha iniziato a monitorare un'onda tropicale localizzata sopra l'Africa. Alle 12:00 UTC del 10 settembre, l'onda si è mossa sopra le acque dell'Atlantico, dove ha iniziato gradualmente ad organizzarsi formando un'area di bassa pressione, che alle 21:00 UTC del 12 settembre è stata classificata dal NHC come depressione tropicale venti. Dopo essere stata ostacolata da un moderato wind shear, alle 09:00 UTC del 14 settembre la depressione si è rafforzata a tempesta tropicale, ricevendo il nome Teddy. Teddy è diventata quindi la diciannovesima tempesta stagionale più precoce di sempre, battendo di venti giorni il precedente record stabilito da una tempesta subtropicale senza nome del 2005. Muovendosi verso ovest, la tempesta ha continuato a rafforzarsi e un occhio ha iniziato a formarsi.

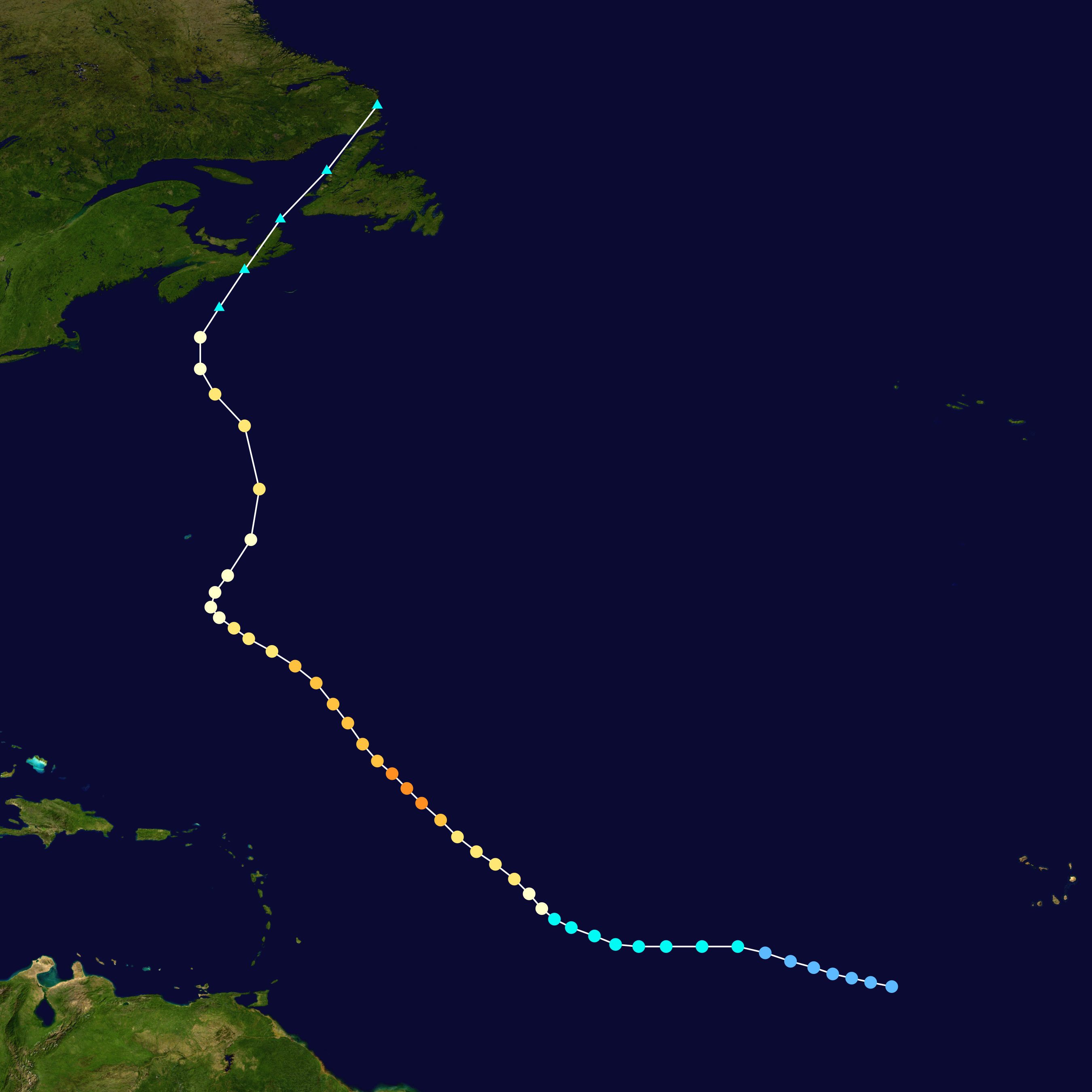
Il percorso dell'uragano Teddy.

Il 16 settembre, una fase di rapida intensificazione ha portato Teddy a diventare un uragano di categoria 1 alle 06:10 UTC e poi di categoria 2 alle 09:00 UTC, con venti massimi di 155 km/h.
Dopo un breve indebolimento causato da un aumento del wind shear proveniente da ovest, una seconda fase di rapida intensificazione ha avuto inizio e alle 15:00 UTC del 17 settembre Teddy si è rafforzato ad uragano di categoria 3. Sei ore più tardi, Teddy è diventato un uragano di categoria 4 con venti massimi di 220 km/h e una pressione centrale minima di 945 mbar. La sera del 18 settembre, il ciclo di sostituzione dell'eyewall ha brevemente indebolito Teddy ad uragano di categoria 3. Dopo essersi rafforzato ad uragano di categoria 4 la mattina del 19 settembre, Teddy è stato poco dopo declassato nuovamente a categoria 3, sempre a causa del ciclo di sostituzione dell'eyewall.
Continue fluttuazioni interne hanno poi portato l'occhio ad offuscarsi e alle 12:00 UTC del 20 settembre Teddy è stato declassato ulteriormente ad uragano di categoria 2. La mattina del 21 settembre, Teddy ha cominciato a deviare verso nord, indebolendosi ad uragano di categoria 1 alle 15:00 UTC, mentre si trovava 240 km a est-sud-est di Bermuda, e verso la fine della giornata ha iniziato a fondersi con una vicina saccatura. Alle 03:00 UTC del 22 settembre, un volo di ricognizione ha evidenziato come le calde acque della corrente del Golfo e l'immissione di energia baroclina da parte della saccatura avevano rafforzato leggermente Teddy, che è stato quindi riclassificato ad uragano di categoria 2. Nel frattempo, la fusione con la saccatura e l'avvio della transizione extratropicale hanno portato l'uragano quasi a raddoppiare di dimensioni, con venti di tempesta estesi fino a 890 km dal centro. Alle 21:00 UTC, Teddy si è nuovamente indebolito ad uragano di categoria 1 mentre si trovava 390 km a sud della Nuova Scozia, poco prima di trasformarsi, tre ore più tardi, in un potente ciclone post-tropicale con venti fino a 140 km/h. Alle 15:00 UTC del 23 settembre, il ciclone è approdato in Nuova Scozia, nei pressi di Ecum Secum, con venti massimi di 95 km/h e una pressione minima di 967 mbar, per poi dirigersi rapidamente verso l'isola di Terranova. Il 24 settembre, alle 03:00 UTC, il NHC ha emesso il suo ultimo bollettino.
A causa delle sue notevoli dimensioni, l'uragano Teddy ha portato mare grosso in gran parte delle Grandi e Piccole Antille, lungo l'intera East Coast degli Stati Uniti e la costa del Canada atlantico. A Porto Rico, le correnti di risacca legate all'uragano hanno provocato due vittime nella città costiera di Loíza. In Nuova Scozia oltre 18 000 utenze sono rimaste senza corrente elettrica dopo il passaggio di Teddy.

### Tempesta tropicale Vicky

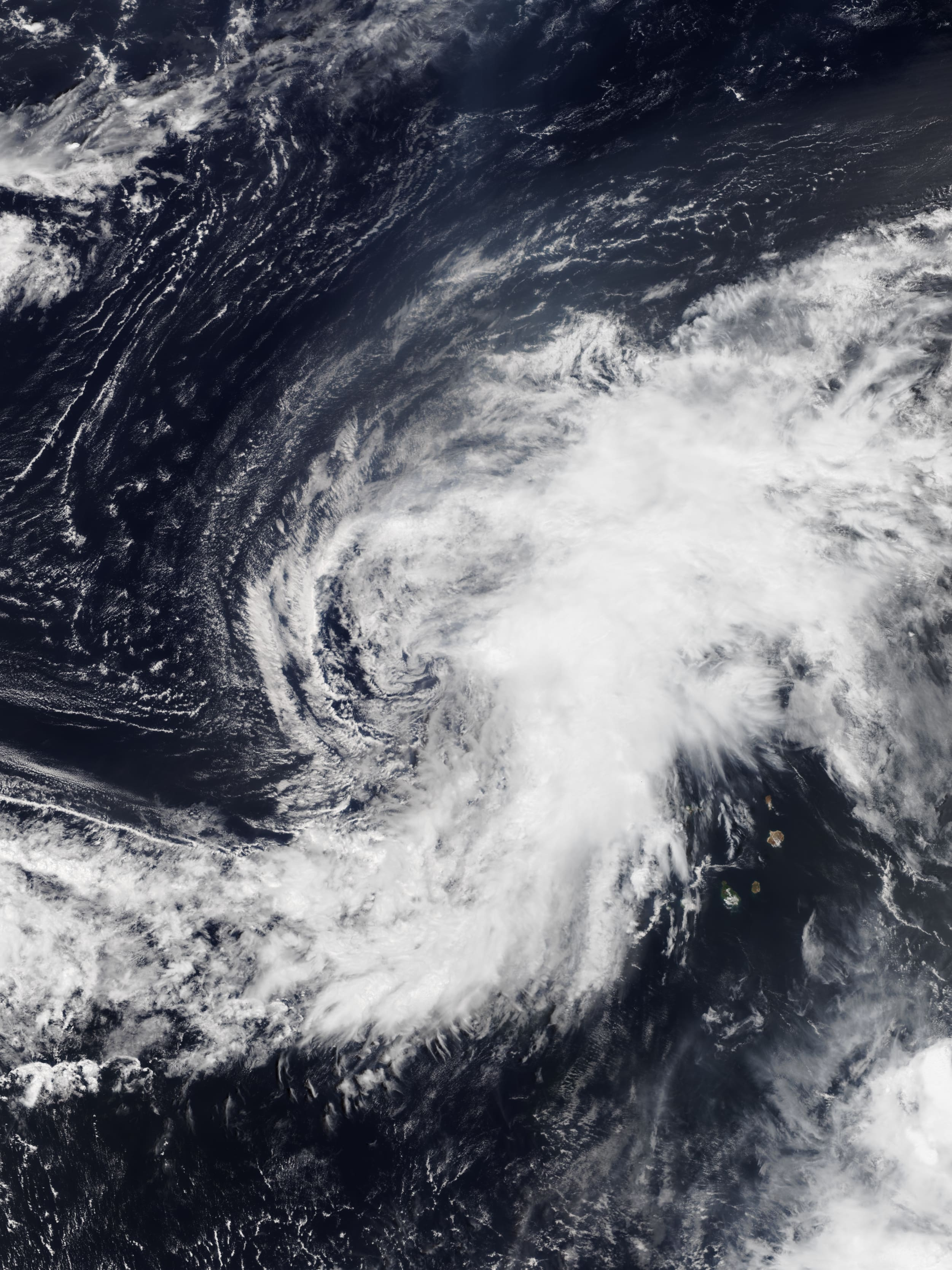
La tempesta Vicky il 14 settembre.

La mattina dell'11 settembre 2020, il National Hurricane Center ha iniziato a monitorare un'onda tropicale in movimento al largo della costa africana. Muovendosi verso ovest, la perturbazione ha iniziato gradualmente ad organizzarsi e alle 10:00 UTC del 14 settembre è stata classificata dal NHC come depressione tropicale ventuno. Cinque ore più tardi, i dati provenienti da uno scatterometro satellitare hanno confermato che la depressione, localizzata 565 km a ovest-nord-ovest delle isole di Capo Verde, si era rafforzata a tempesta tropicale, che ha ricevuto il nome Vicky.

Il percorso della tempesta Vicky.

Vicky è diventata quindi la ventesima tempesta stagionale più precoce di sempre, battendo di ventuno giorni il precedente record della tempesta tropicale Tammy del 2005. Nonostante un forte wind shear, la tempesta è riuscita a rafforzarsi ulteriormente e alle 03:00 UTC del 15 settembre ha raggiunto il picco di intensità, con venti massimi di 85 km/h e una pressione centrale minima di 1 000 mbar. Sottoposta a un wind shear di oltre 95 km/h, Vicky ha quindi iniziato lentamente ad indebolirsi e alle 15:00 UTC del 17 settembre è stata declassata a depressione. Sei ore più tardi la depressione si è disgregata. Mentre attraversava le isole di Capo Verde, l'onda tropicale che ha poi dato origine a Vicky ha prodotto forti precipitazioni, con accumuli pluviometrici fino a 80 mm rilevati nella capitale Praia, dove si è registrata anche una vittima.

### Tempesta tropicale Wilfred

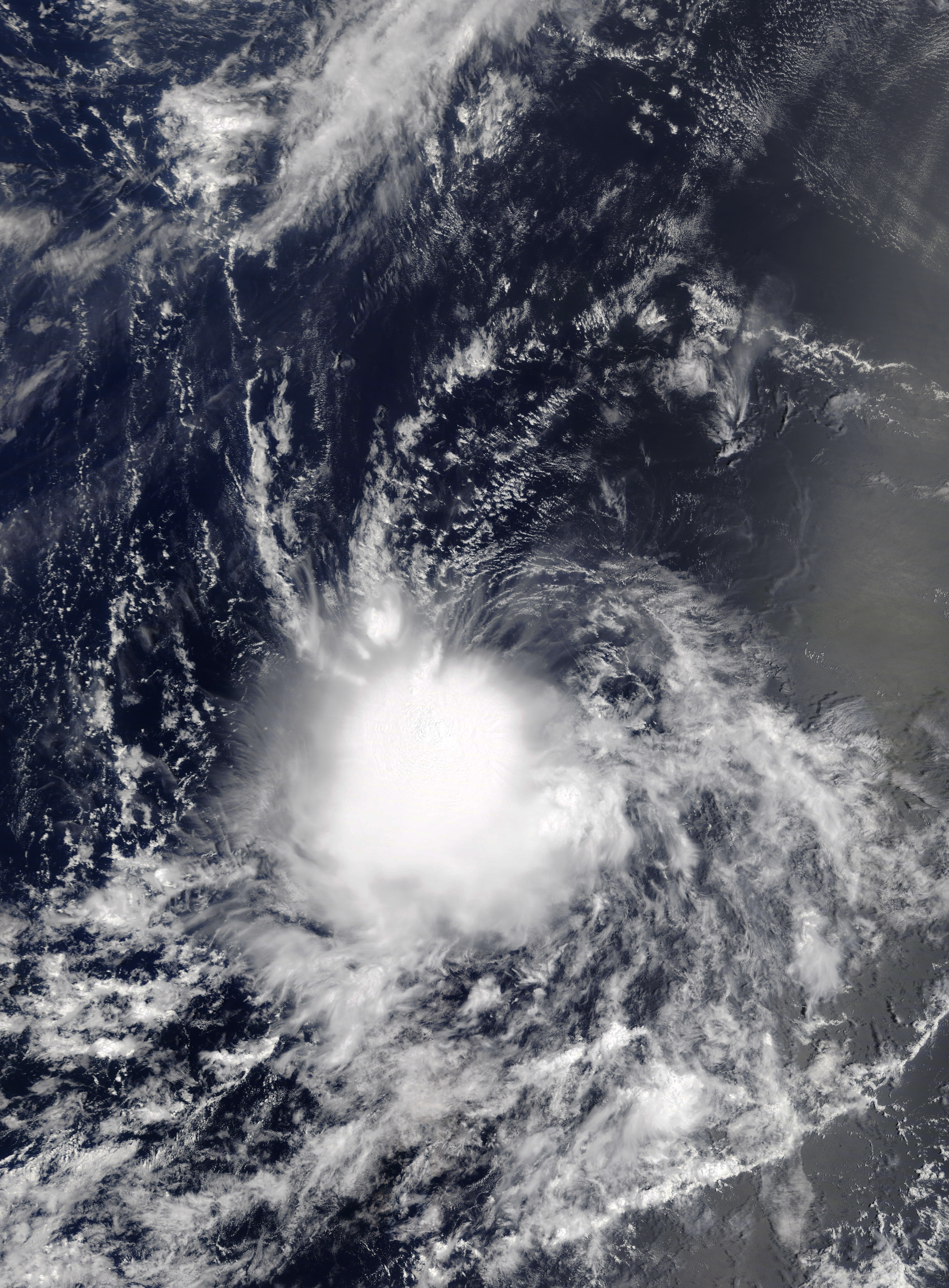
La tempesta Wilfred il 18 settembre.

La sera del 12 settembre 2020, il National Hurricane Center ha iniziato a monitorare un'onda tropicale localizzata sopra l'Africa occidentale. Dopo essersi mossa sulle acque dell'Atlantico il 14 settembre, la perturbazione è diventata sempre più organizzata mentre si dirigeva verso ovest, mancando tuttavia di un centro ben definito. Il 18 settembre alle 15:00 UTC, la perturbazione, localizzata 1 015 km a ovest-sud-ovest delle isole di Capo Verde, ha sviluppato una circolazione ben definita e sufficiente per essere classificata dal NHC come tempesta tropicale, ricevendo il nome Wilfred.

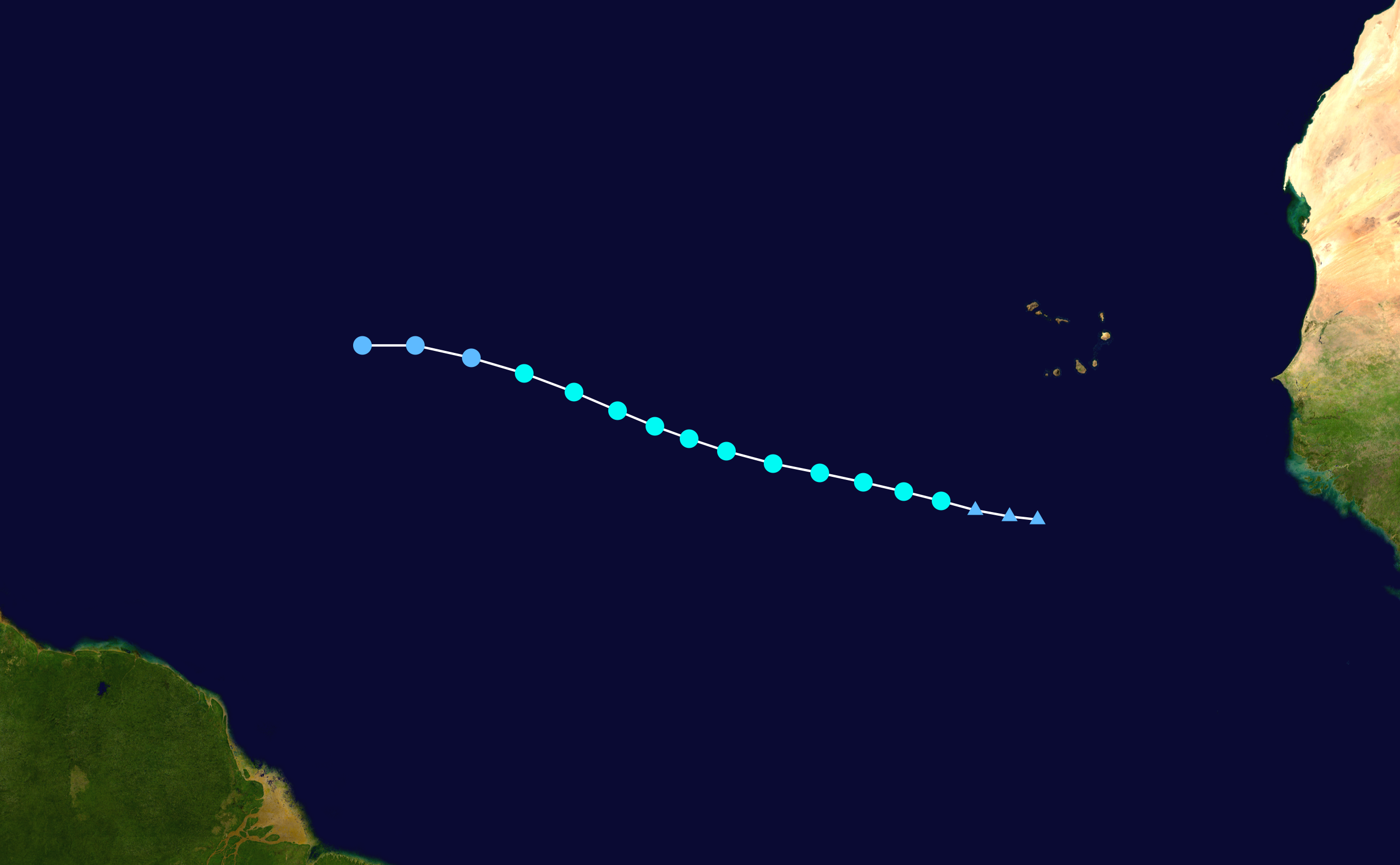
Il percorso della tempesta Wilfred.

Wilfred è diventata quindi la ventunesima tempesta stagionale più precoce di sempre, battendo di venti giorni il precedente record stabilito dall'uragano Vince nel 2005. Poco dopo, alle 09:00 UTC del 19 settembre, la tempesta ha raggiunto il picco di intensità con una pressione centrale minima di 1 007 mbar e venti massimi fino a 65 km/h. Continuando a muoversi verso ovest, la tempesta ha mantenuto un'intensità molto debole a causa di un moderato wind shear e delle condizioni sfavorevoli create dall'outflow del vicino uragano Teddy. Il 20 settembre, alle 15:00 UTC, Wilfred si è indebolita a depressione tropicale, che alle 03:00 UTC del 21 settembre si è disgregata, mentre si trovava 1 490 km a est delle Piccole Antille.

### Tempesta subtropicale Alpha

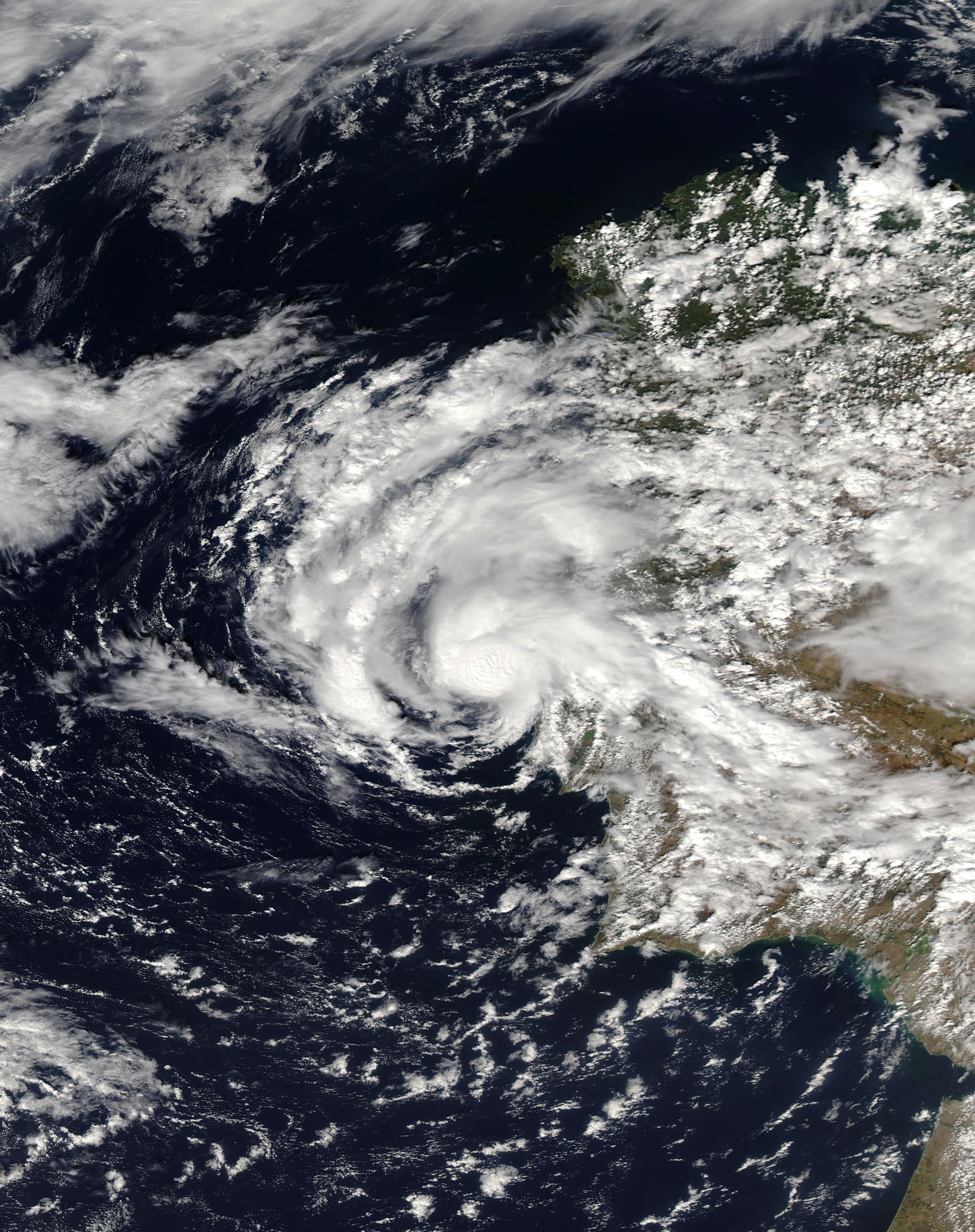
La tempesta Alpha il 18 settembre.

Il 15 settembre 2020, il National Hurricane Center ha iniziato a monitorare un'area di bassa pressione di origine non tropicale a nord delle Azzorre e in movimento verso sud-est. Nonostante all'inizio le possibilità di sviluppo fossero molto ridotte, nel corso del 17 settembre l'attività temporalesca al centro dell'area è diventata sempre più concentrata ed organizzata, mentre il ciclone extratropicale che la circondava si è gradualmente indebolito. Alle 16:30 UTC del 18 settembre, i dati raccolti da immagini radar, scattometri e satelliti hanno permesso al NHC di rilevare che una tempesta subtropicale si era formata al largo della costa del Portogallo, che ha ricevuto il nome Alpha. La formazione di un ciclone tropicale o subtropicale all'interno di un ciclone extratropicale è un evento raro, ma non senza precedenti, come testimoniato dalla famosa Perfect Storm del 1991.

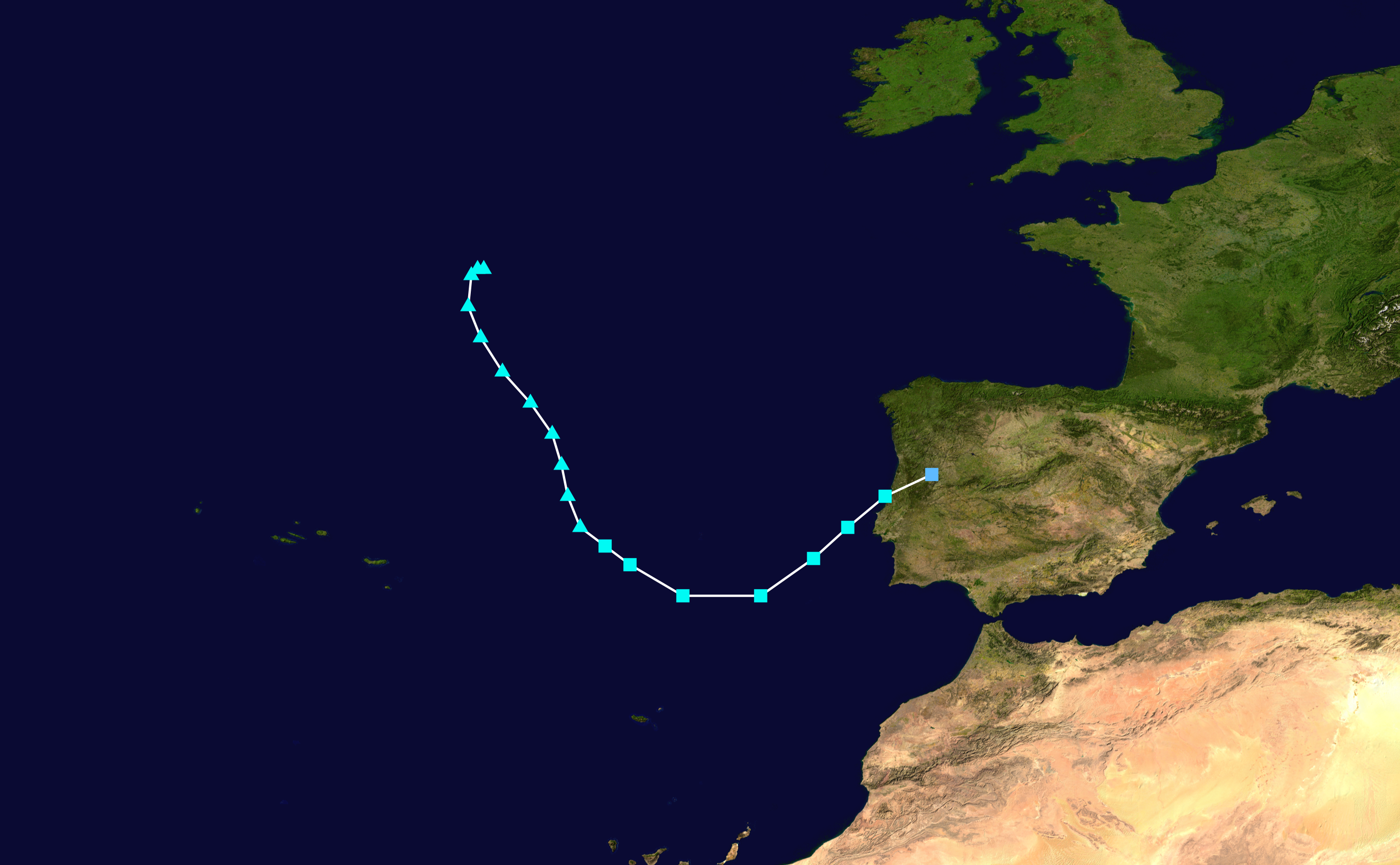
Il percorso della tempesta Alpha.

Alpha è diventata quindi la ventiduesima tempesta stagionale più precoce di sempre, battendo di ventinove giorni il precedente record stabilito dall'uragano Wilma nel 2005. Alle 18:30 UTC, Alpha è approdata a nord di Lisbona nel momento di massima intensità con una pressione centrale minima di 996 mbar e venti massimi fino a 80 km/h. Alpha è stata il primo ciclone tropicale ad approdare nel Portogallo da quando si hanno documentazioni attendibili, e uno dei soli tre ad aver colpito l'Europa continentale insieme all'uragano Vince del 2005 e ad un uragano del 1842. Muovendosi nell'entroterra, la tempesta si è rapidamente indebolita e alle 03:00 UTC del 19 settembre si è disgregata mentre si trovava sul distretto di Viseu.
In Portogallo, in previsione dell'arrivo di Alpha, un'allerta arancione è stata emessa per i distretti di Coimbra e Leiria. Allagamenti e alberi abbattuti sono stati segnalati in diverse aree e in totale 88 strutture sono state danneggiate. Due tornado generati dalla tempesta hanno colpito Beja e Palmela. In Spagna, il fronte associato ad Alpha ha causato il deragliamento di un treno a Madrid e provocato la morte di una donna a Calzadilla.

### Tempesta tropicale Beta

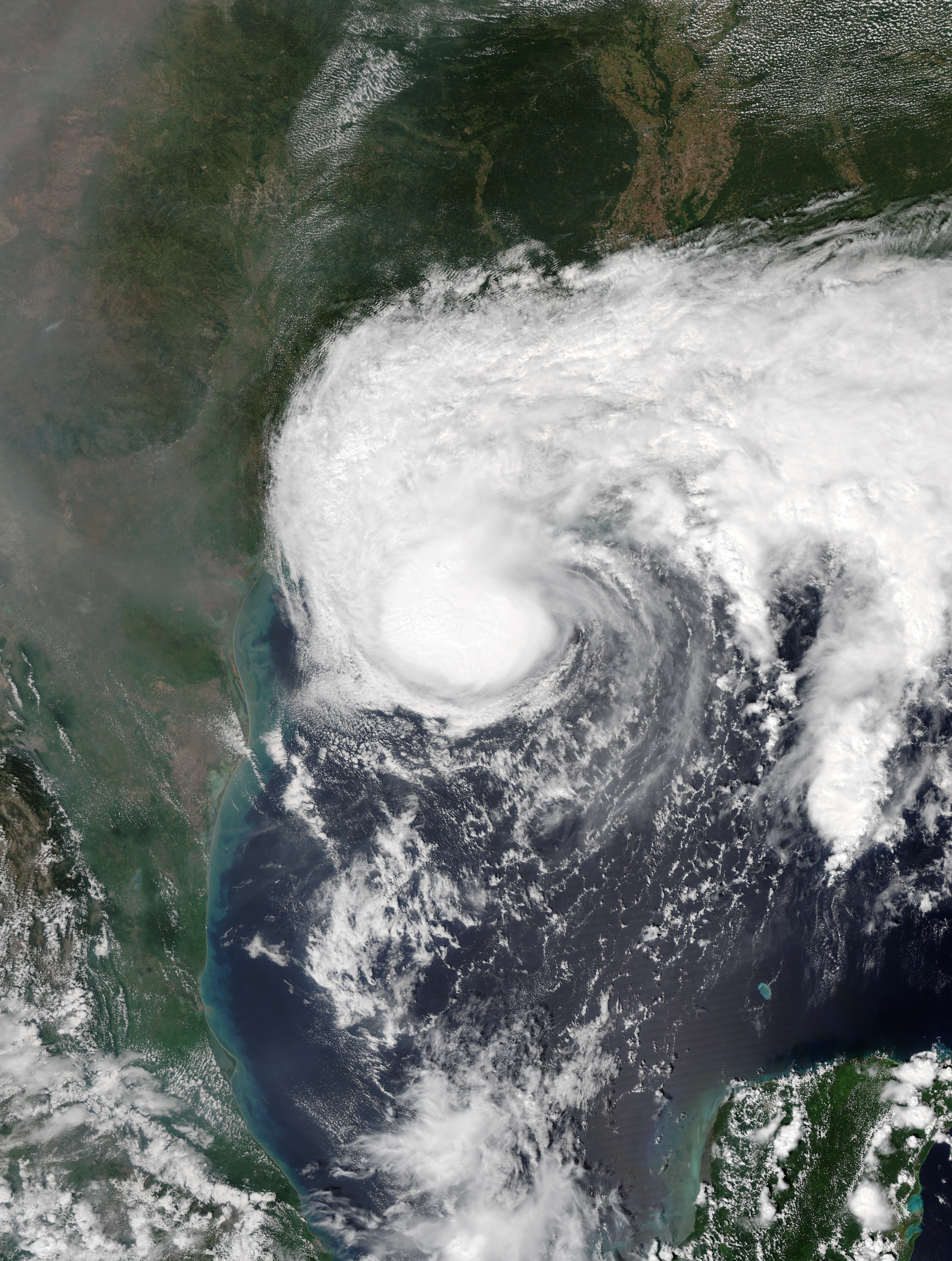
La tempesta Beta il 20 settembre.

Il 10 settembre 2020, il National Hurricane Center ha iniziato a monitorare una saccatura formatasi nel golfo del Messico nord-orientale. Inizialmente, le possibilità di una ciclogenesi tropicale erano considerate molto basse a causa del forte vento ad alta quota generato dal vicino uragano Sally. Il 16 settembre, dopo l'approdo di Sally negli Stati Uniti sud-orientali, la perturbazione ha iniziato ad organizzarsi e alle 12:00 UTC del 17 settembre ha dato origine alla depressione tropicale ventidue, localizzata 565 km a sud-sud-est di Brownsville, Texas. Il pomeriggio del 18 settembre la depressione si è rafforzata a tempesta tropicale, ricevendo il nome Beta. Beta è diventata quindi la ventitreesima tempesta stagionale più precoce di sempre, battendo di 34 giorni il precedente record stabilito dalla tempesta tropicale Alpha nel 2005.

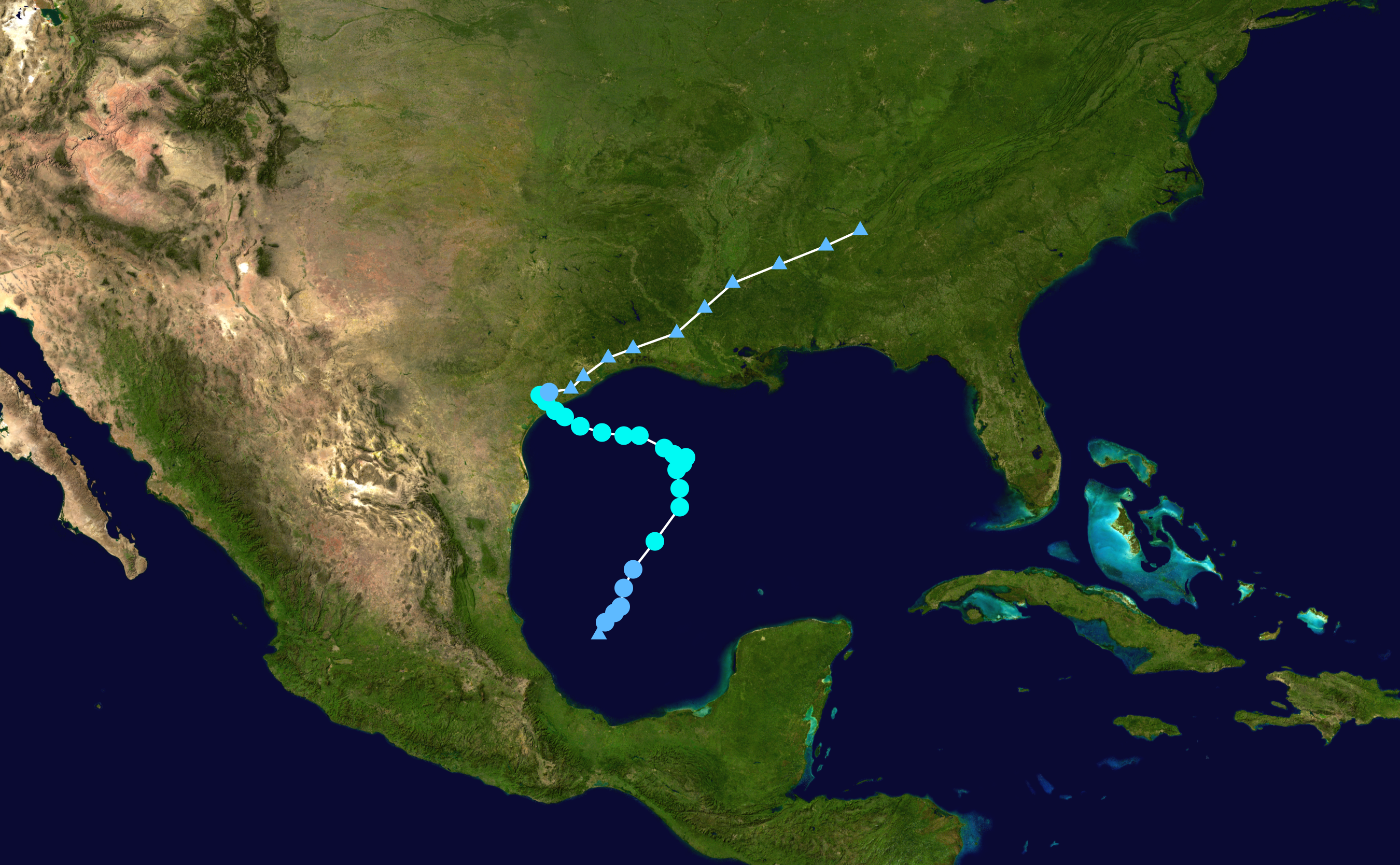
Il percorso della tempesta Beta.

Il 19 settembre l'immissione di aria secca ha interrotto brevemente l'intensificazione, e alle 18:00 UTC del 20 settembre Beta ha raggiunto il picco di intensità con venti massimi di 105 km/h e una pressione centrale minima di 993 mbar. Mentre iniziava a deviare verso ovest, la tempesta è diventata quasi stazionaria, generando un notevole upwelling che, unito agli effetti dell'aria secca, ha iniziato ad indebolirla. Alle 02:45 UTC del 22 settembre, Beta è approdata nella penisola di Matagorda, con venti massimi di 80 km/h. Alle 18:00 UTC la tempesta è stata declassata a depressione e alle 00:00 UTC del 23 settembre è diventata un ciclone post-tropicale, che ha poi attraversato Louisiana e Mississippi e si è dissipato sopra l'Alabama il 25 settembre.
Beta ha generato allagamenti diffusi nella zona meridionale dell'area metropolitana di Houston, con accumuli fino a 401 mm rilevati a Brookside Village. Un pescatore è morto annegato nella contea di Harris, mentre i danni totali sono stati stimati in circa 225 milioni di dollari. Intense piogge generate dai resti della tempesta hanno interessato anche la Louisiana centrale, il Mississippi centro-occidentale, l'Alabama settentrionale e l'Arkansas e il Tennessee meridionali.

### Uragano Gamma

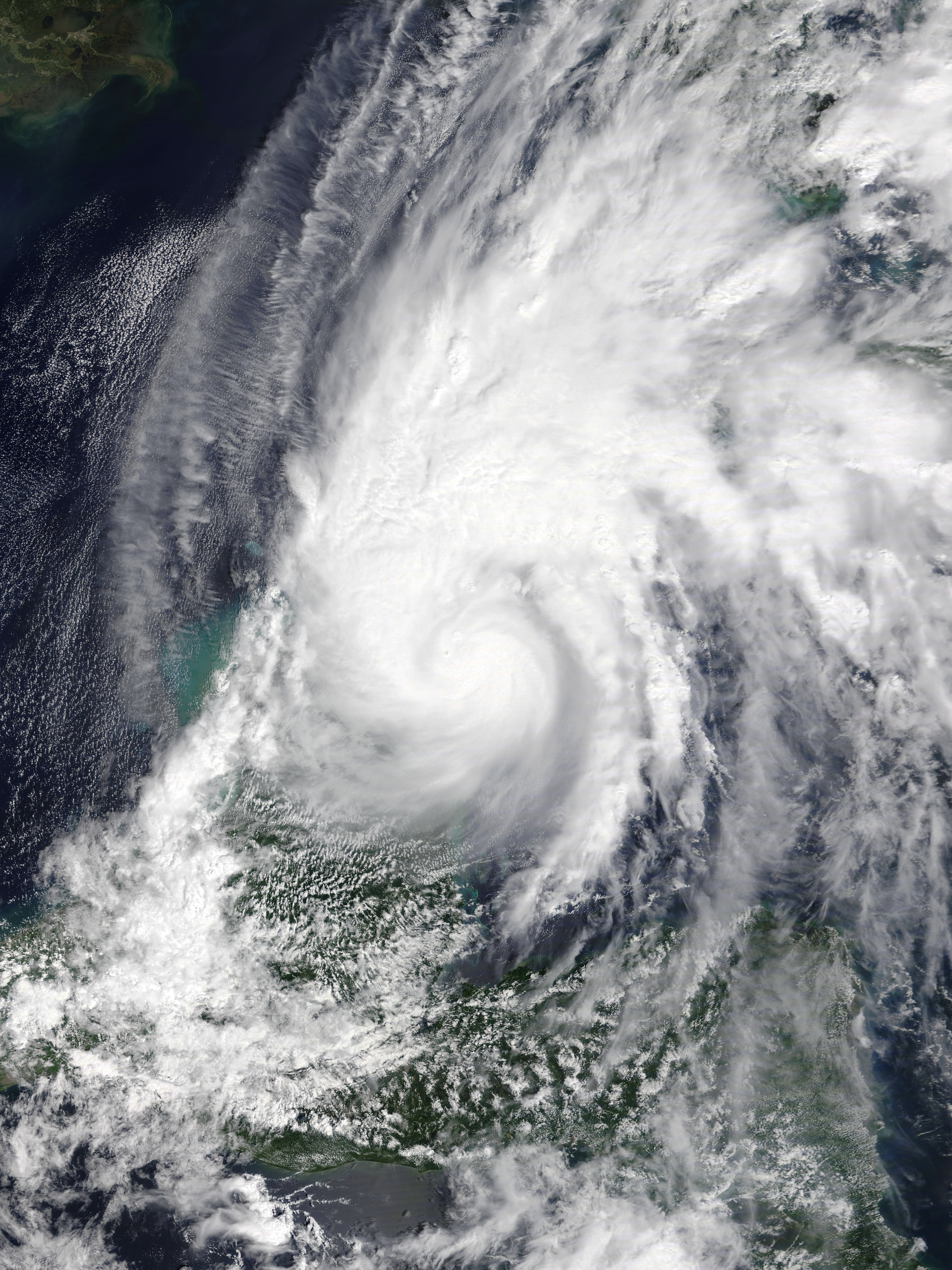
L'uragano Gamma il 3 ottobre.

La sera del 29 settembre 2020, il National Hurricane Center ha iniziato a monitorare un'onda tropicale posizionata a sud delle Grandi Antille in vista di una possibile ciclogenesi tropicale. Dopo essere rimasta disorganizzata per diverso tempo, la perturbazione ha iniziato ad organizzarsi nel corso del 30 settembre, mentre si muoveva sul mare Caraibico occidentale, e alle 06:00 UTC del 2 ottobre ha dato origine alla depressione tropicale venticinque, localizzata 225 km a sud-sud-est dell'isola di Cozumel, Quintana Roo. Poche ore dopo, alle 18:00 UTC, la depressione si è rafforzata a tempesta tropicale, ricevendo il nome Gamma. Gamma è diventata quindi la ventiquattresima tempesta stagionale più precoce di sempre, battendo di 24 giorni il precedente record stabilito dall'uragano Beta nel 2005.

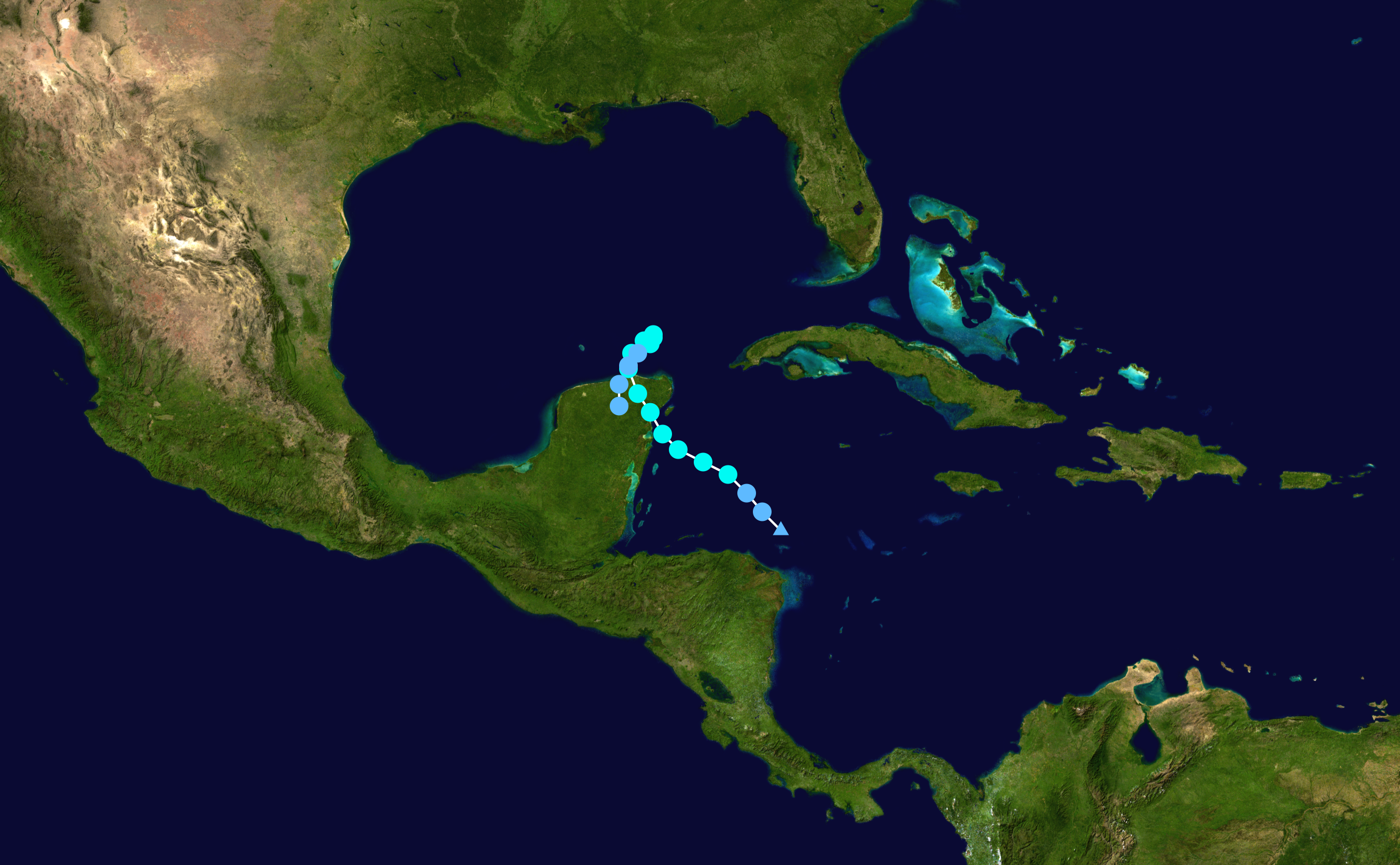
Il percorso dell'uragano Gamma.

Gamma ha continuato ad intensificarsi rapidamente mentre si dirigeva verso la penisola dello Yucatán, diventando un uragano di categoria 1 con venti massimi di 120 km/h e una pressione centrale minima di 978 mbar nel momento dell'approdo nei pressi di Tulum alle 16:45 UTC del 3 ottobre. Dopo l'approdo Gamma si è indebolito a tempesta tropicale, per poi muoversi sulle acque del golfo del Messico all'inizio del 4 ottobre, dove un aumento dell'attività convettiva ha permesso alla tempesta di raggiungere brevemente un nuovo picco di intensità alle 18:00 UTC, con venti fino a 105 km/h. Tuttavia, poco dopo, un aumento del wind shear e l'ingresso di aria secca hanno notevolmente disperso la convezione centrale, e alle 18:00 UTC del 5 ottobre, dopo aver iniziato a dirigersi verso sud-ovest, Gamma si è indebolita a depressione. Alle 03:00 UTC del 6 ottobre, la depressione è approdata nuovamente in Messico, nei pressi di Nichili, con venti fino a 55 km/h e una pressione minima di 1 005 mbar, per poi dissiparsi alle 18:00 UTC sopra la penisola dello Yucatán.
Nella penisola dello Yucatán, Gamma ha portato forti venti, con raffiche fino a 109 km/h registrate a nord del luogo dell'approdo, e ha riversato intense precipitazioni, con accumuli di 383,8 mm rilevati a Tizimín e fino a 292,3 mm sull'isola di Cozumel. In totale, l'uragano ha causato sei vittime.

### Uragano Delta

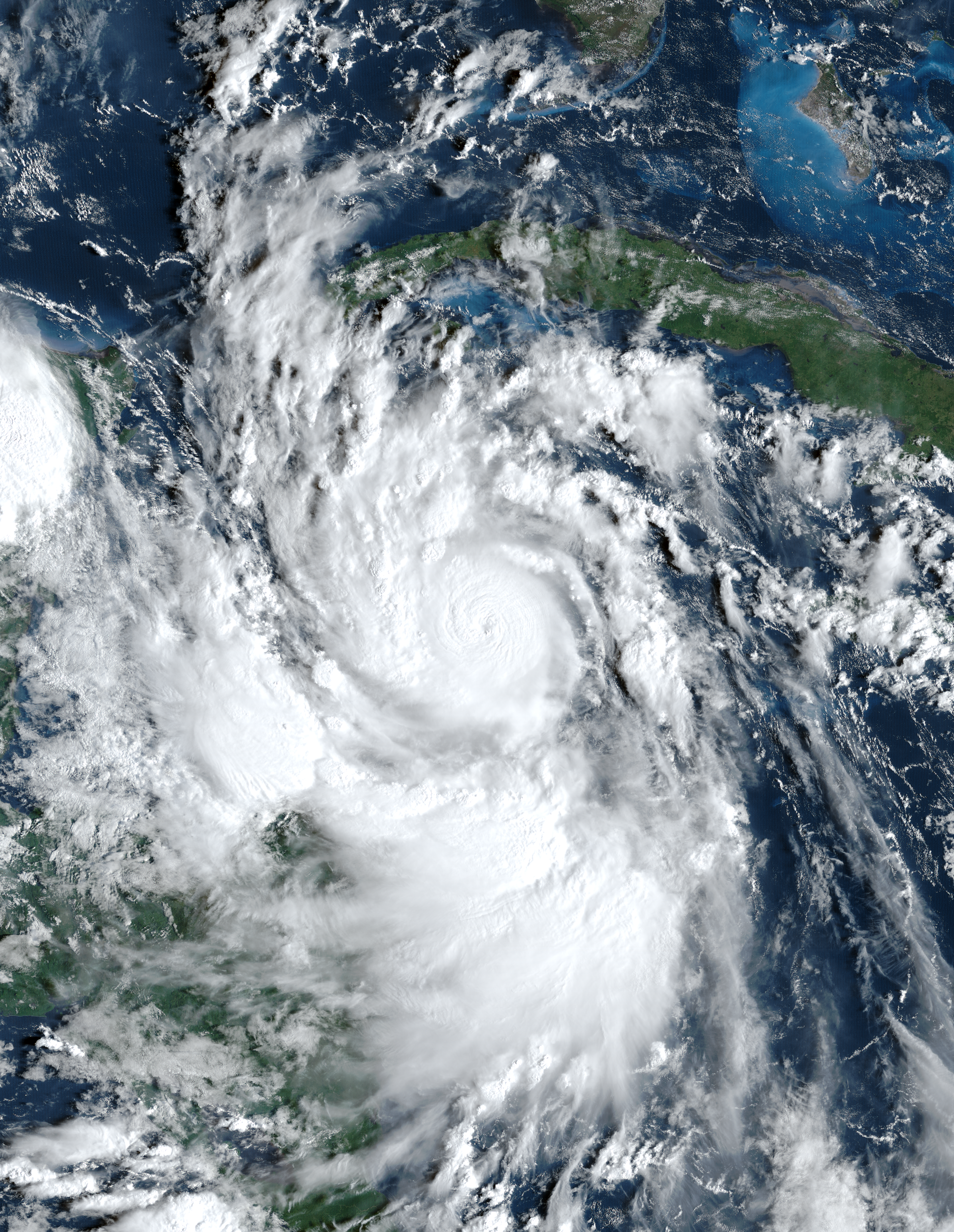
L'uragano Delta il 6 ottobre.

Il 30 settembre 2020, il National Hurricane Center ha iniziato a monitorare un'onda tropicale localizzata ad est delle Piccole Antille. Muovendosi verso ovest, la perturbazione ha iniziato ad organizzarsi e alle 03:00 UTC del 5 ottobre, mentre si trovava a sud della Giamaica, è stata classificata come depressione tropicale ventisei. Nove ore più tardi la depressione si è rafforzata a tempesta tropicale, ricevendo il nome Delta. Delta è diventata quindi la venticinquesima tempesta stagionale più precoce di sempre, battendo il precedente record stabilito dalla tempesta tropicale Gamma nel 2005. Poco dopo, la tempesta ha iniziato ad intensificarsi rapidamente, diventando un uragano di categoria 1 alle 00:00 UTC del 6 ottobre.

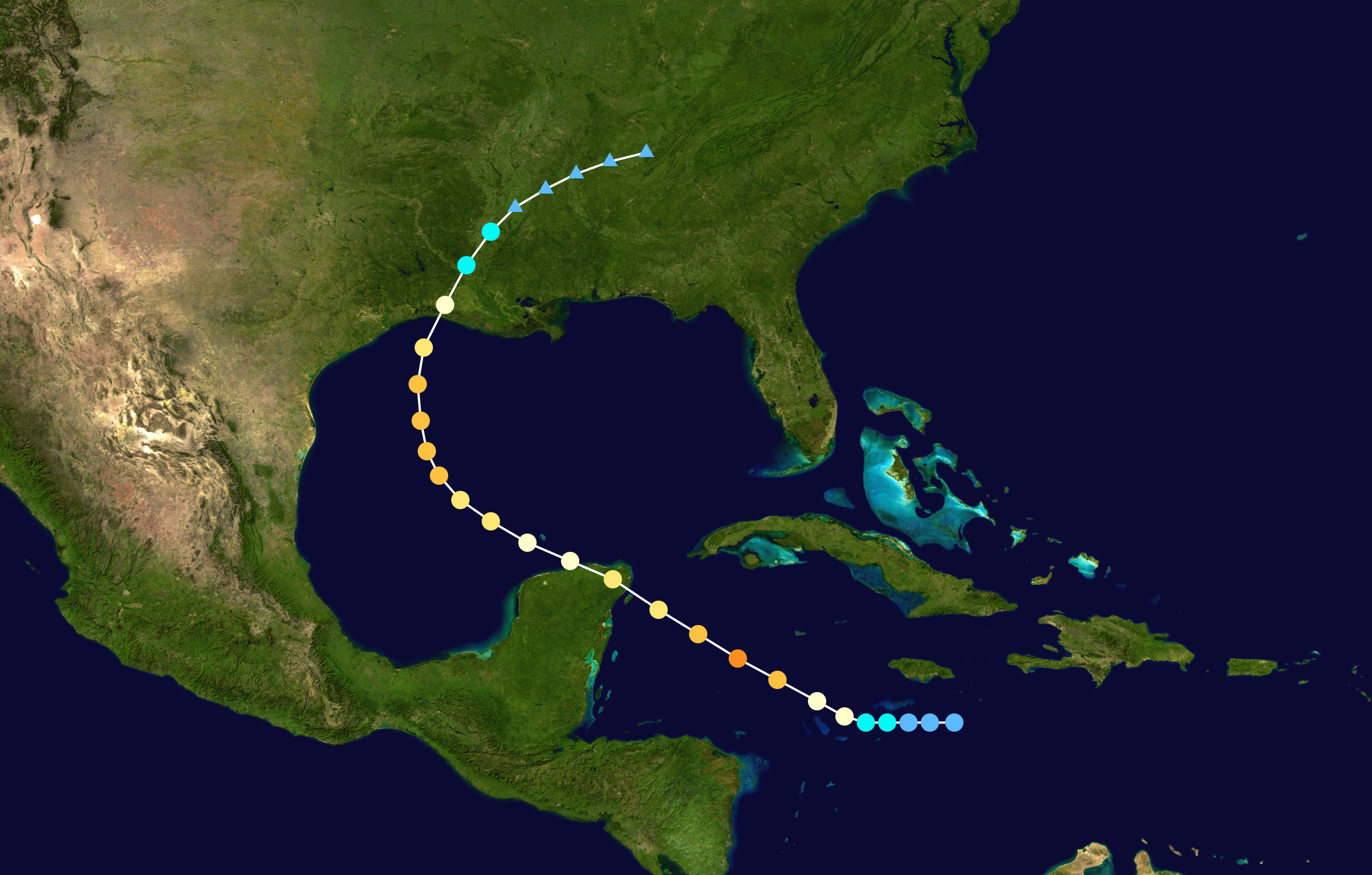
Il percorso dell'uragano Delta.

Alle 15:20 UTC, Delta si è rafforzato ad uragano di categoria 4 con venti di 210 km/h e una pressione minima di 954 mbar. Dopo aver raggiunto venti fino a 230 km/h, all'inizio del 7 ottobre l'uragano ha tuttavia iniziato ad indebolirsi velocemente, approdando alle 10:30 UTC nella penisola dello Yucatán come uragano di categoria 2 con venti massimi di 175 km/h. Dopo essere stato declassato ulteriormente ad uragano di categoria 1, Delta si è mosso sul golfo del Messico, dove ha iniziato una nuova fase di intensificazione, raggiungendo alle 06:00 UTC del 9 ottobre un secondo picco di intensità come uragano di categoria 3 con venti massimi di 195 km/h e una pressione centrale minima di 953 mbar. Alle 23:00 UTC, Delta è approdato in Louisiana, nei pressi di Creole, come uragano di categoria 2 con venti di 155 km/h e una pressione minima di 970 mbar. Nell'entroterra l'uragano si indebolito velocemente, venendo declassato prima a tempesta tropicale alle 06:00 UTC del 10 ottobre e poi a depressione alle 15:00 UTC. Sei ore più tardi Delta è diventato un ciclone post-tropicale sopra il Mississippi occidentale.

### Uragano Epsilon

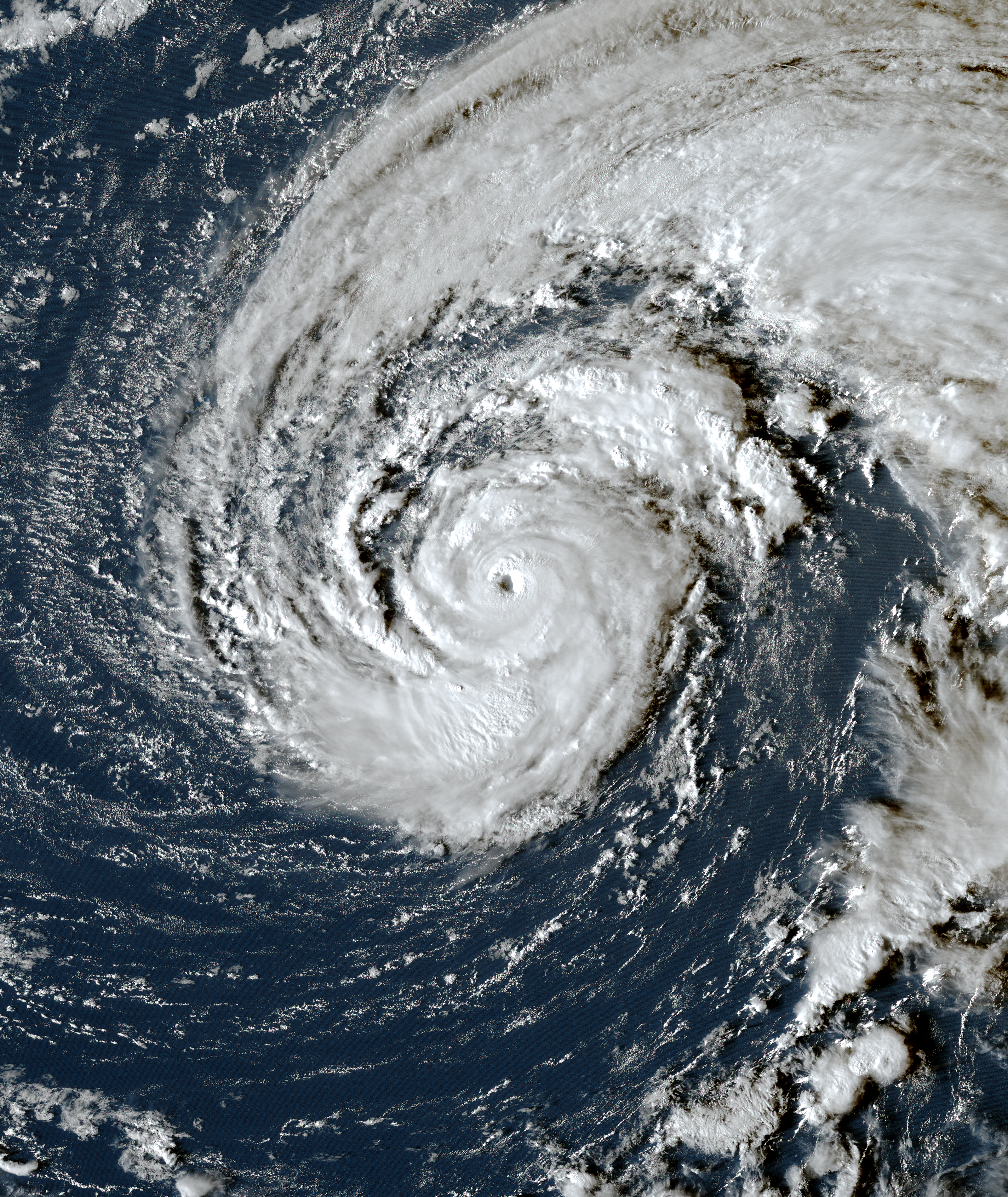
L'uragano Epsilon il 21 ottobre.

La sera del 15 ottobre 2020, il National Hurricane Center ha iniziato a monitorare un'area di bassa pressione di origine non tropicale localizzata circa 600 miglia a est-sud-est di Bermuda. Tra il 17 e il 18 ottobre la perturbazione è diventata sempre più organizzata e alle 12:00 UTC del 19 ottobre è stata classificata dal NHC come depressione tropicale ventisette. Tre ore più tardi, la depressione si è rafforzata a tempesta tropicale, ricevendo il nome Epsilon. Epsilon è diventata la ventiseiesima tempesta stagionale più precoce di sempre, battendo il precedente record della tempesta tropicale Delta del 2005.

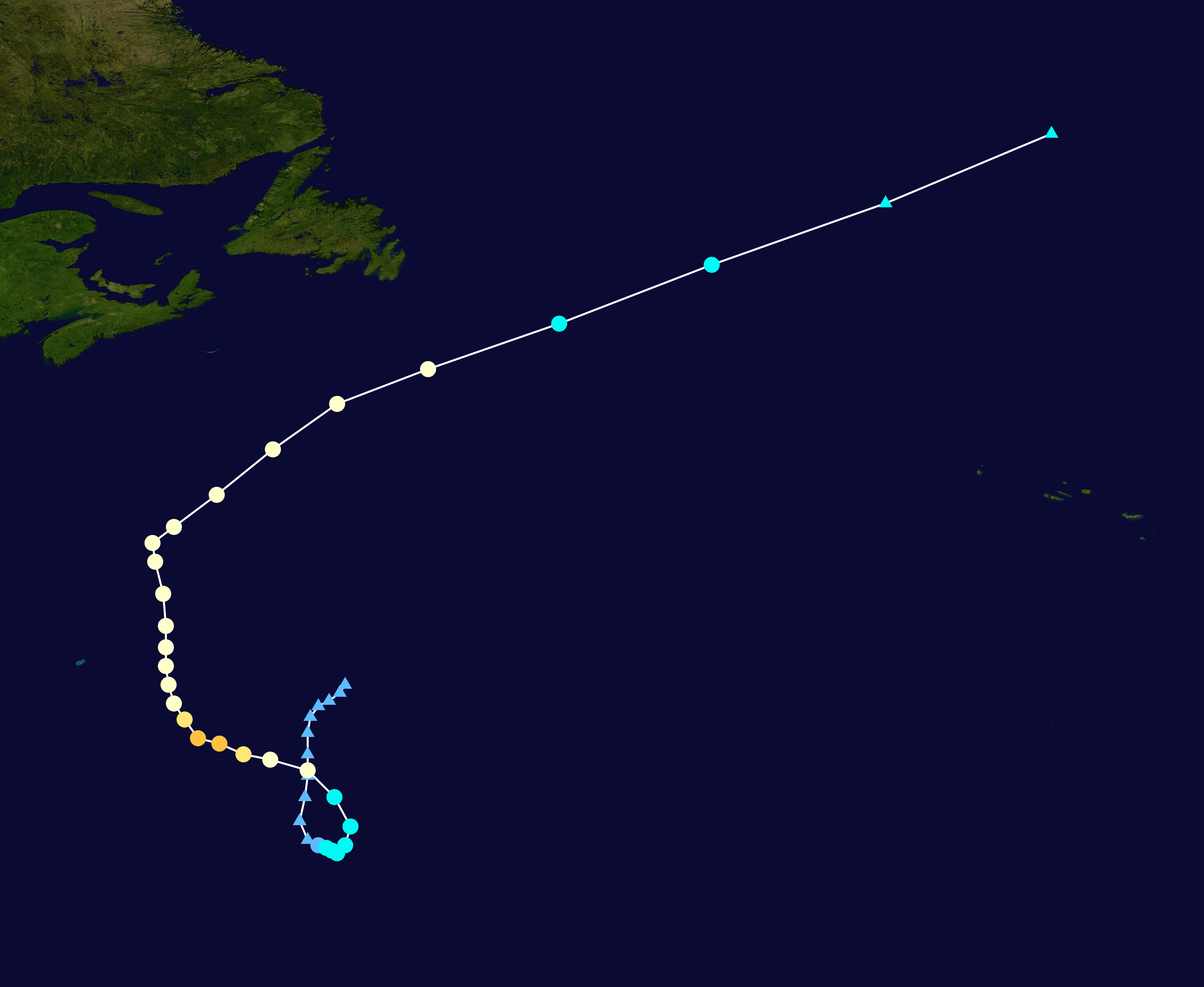
Il percorso dell'uragano Epsilon.

Mentre iniziava a deviare verso nord-ovest, la tempesta ha continuato a rafforzarsi, diventando un uragano di categoria 1 alle 03:00 UTC del 21 ottobre. Più tardi, alle 17:30 UTC, un volo di ricognizione ha rilevato che Epsilon era diventato un forte uragano di categoria 2 con venti di 175 km/h. Alle 00:00 UTC del 22 ottobre, Epsilon ha quindi raggiunto il picco di intensità come uragano di categoria 3 con venti massimi di 185 km/h e una pressione centrale minima di 951 mbar. La mattina del 22 ottobre l'uragano ha iniziato ad indebolirsi e l'occhio si è offuscato, venendo declassato ad uragano di categoria 2 alle 09:00 UTC e poi di categoria 1 alle 15:00 UTC. Alle 00:00 UTC del 23 ottobre Epsilon è passato circa 310 km a est di Bermuda, dove sono state registrate raffiche fino a 83 km/h. La mattina del 25 ottobre il campo di vento dell'uragano, che nel frattempo aveva cominciato a deviare ed accelerare verso nord-est, ha iniziato ad espandersi in seguito all'avvio della transizione extratropicale. Alle 21:00 UTC Epsilon è stato declassato a tempesta tropicale, mentre si trovava 675 km a est di Capo Race, e alle 03:00 UTC del 26 ottobre è diventato un potente ciclone extratropicale con venti fino a 110 km/h. I resti di Epsilon sono stati poi assorbiti da un'area di bassa pressione posizionata a sud-ovest dell'Islanda.